# Biserica de lemn din Năsal

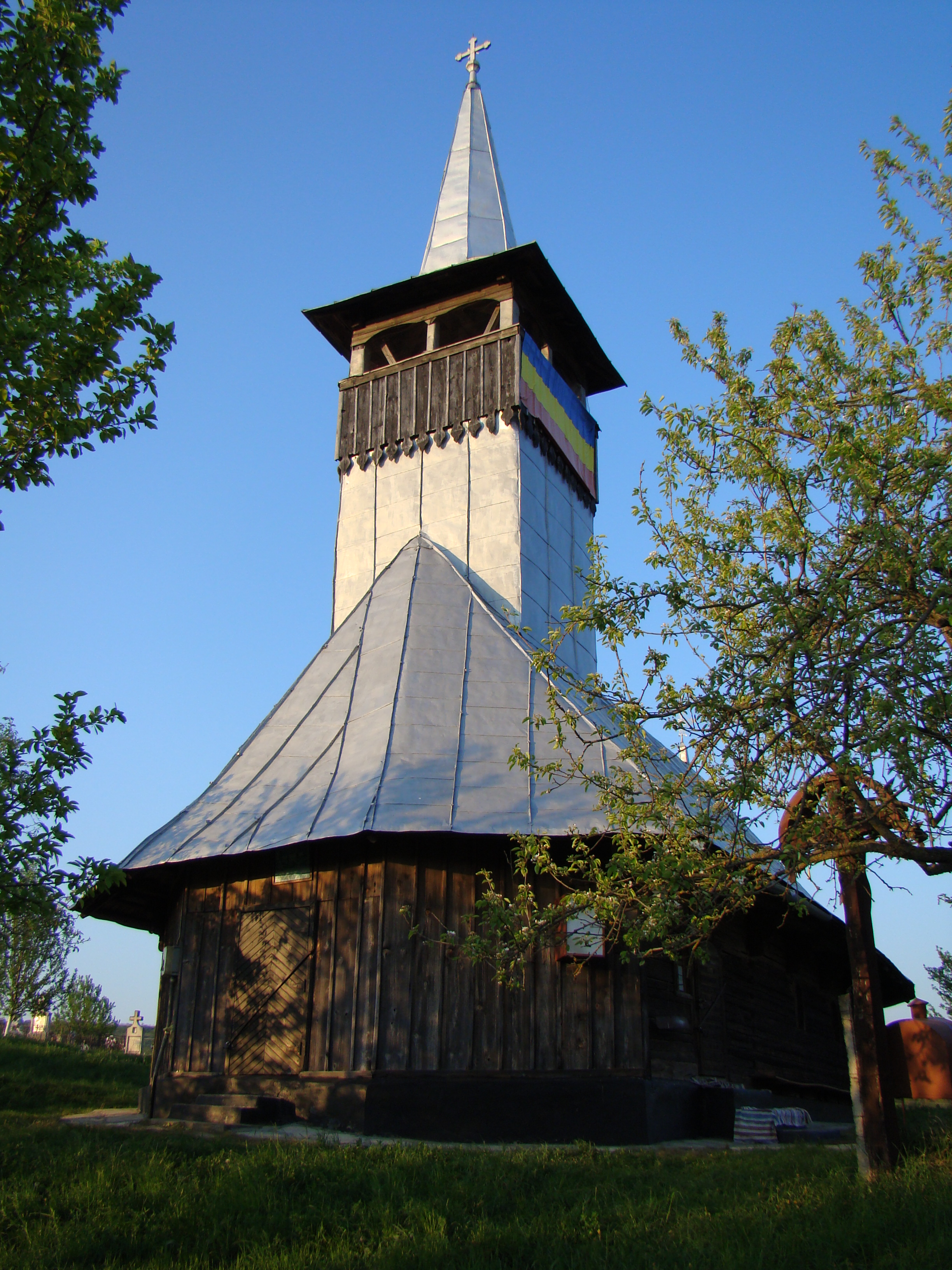
Biserica de lemn „Sfinții Arhangheli Mihail și Gavriil din Năsal, comuna Țaga, județul Cluj, foto: 2009.

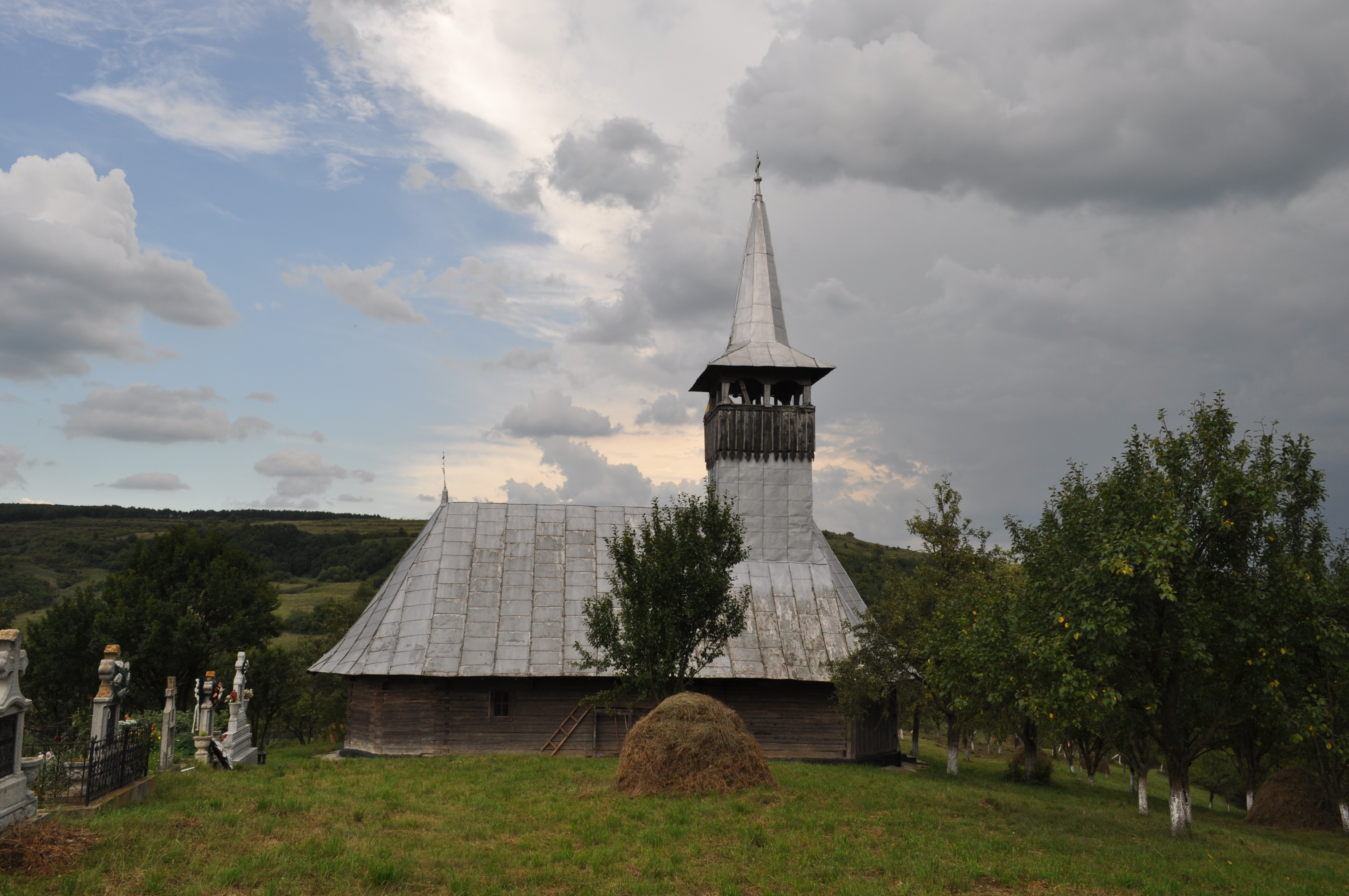
Vedere laterală din nord

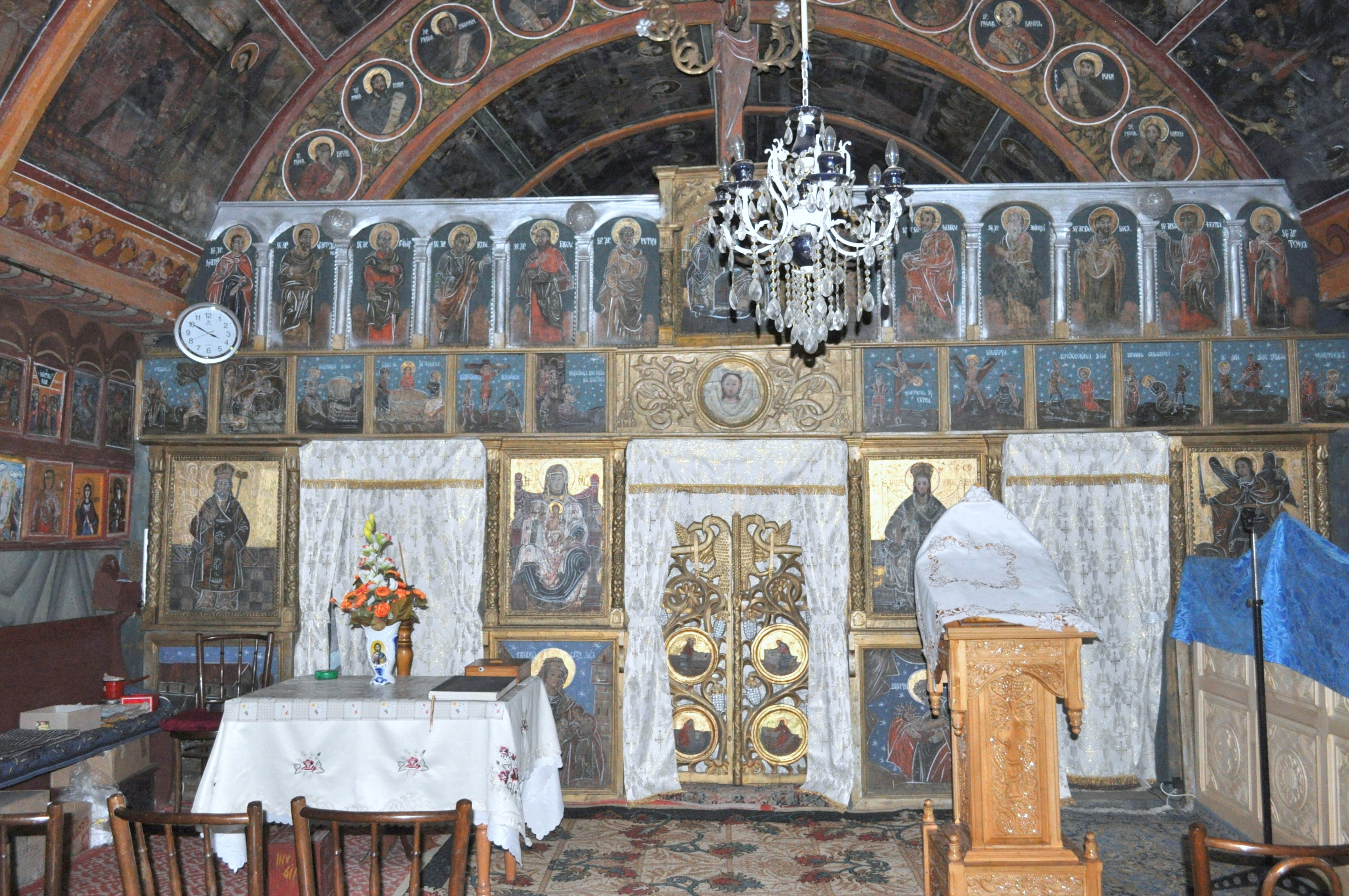
Interiorul navei

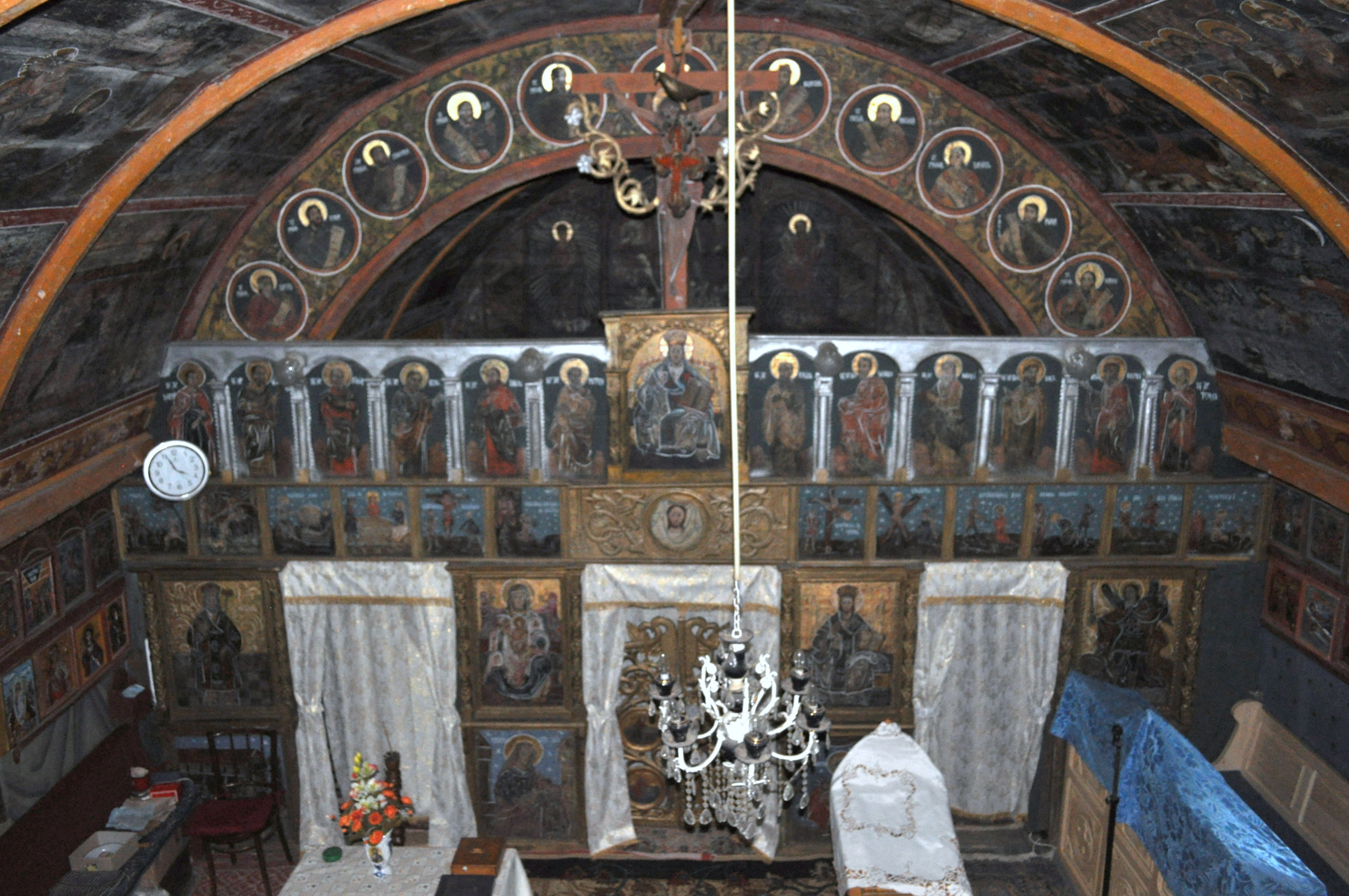
Iconostasul văzut din corul bisericii

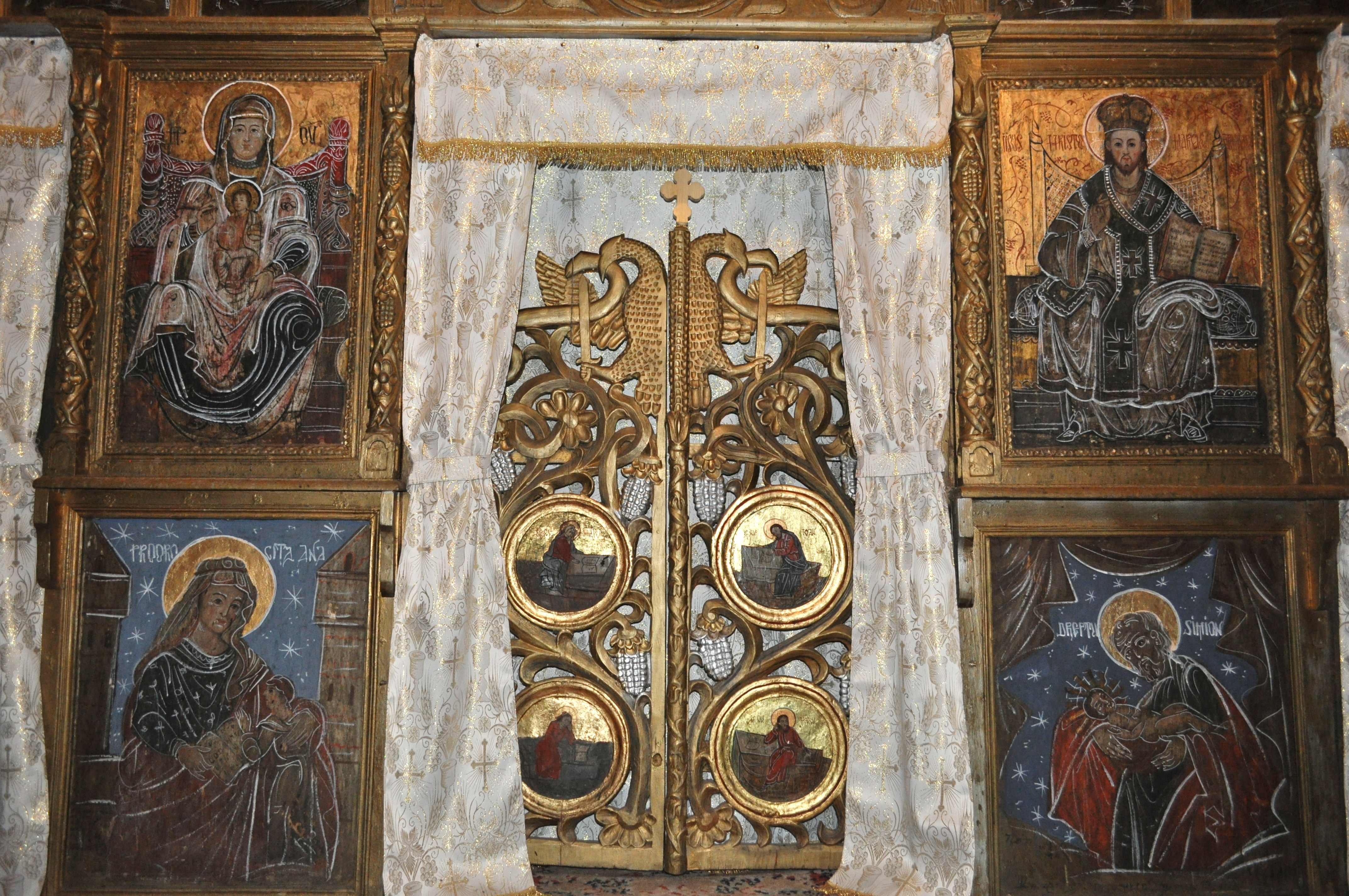
Ușile și icoanele împărătești

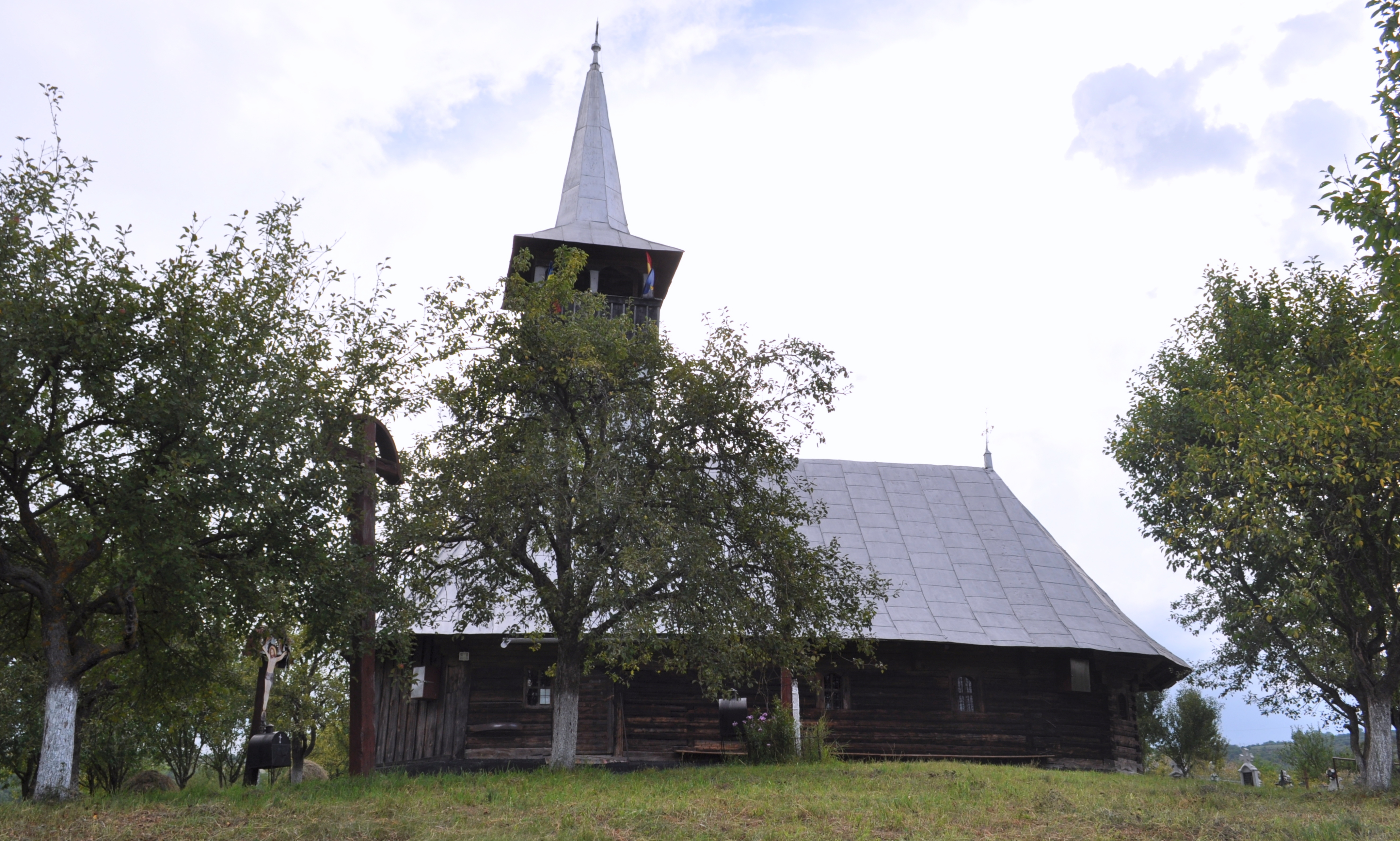
Biserica (sud)

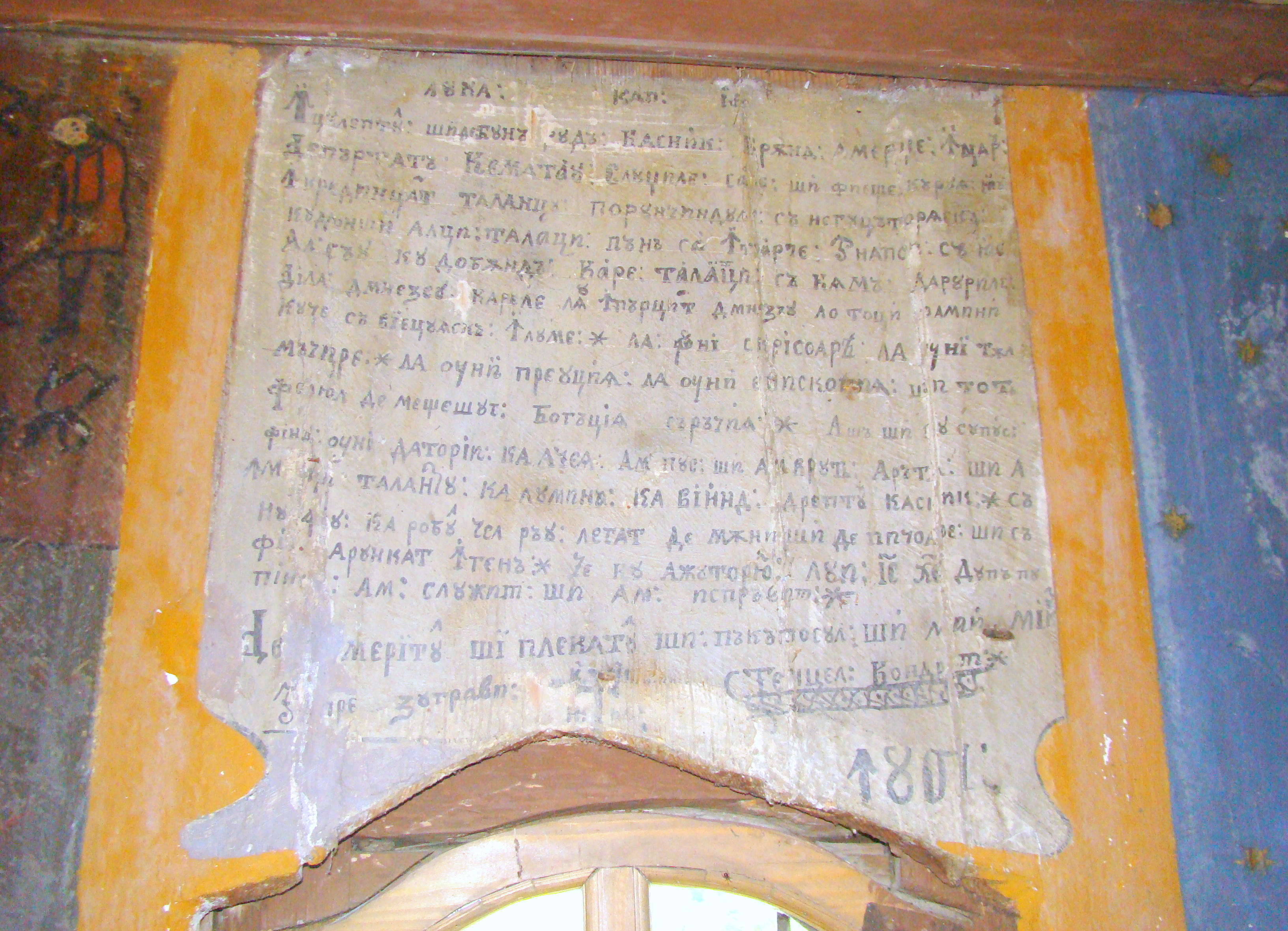
Pisania

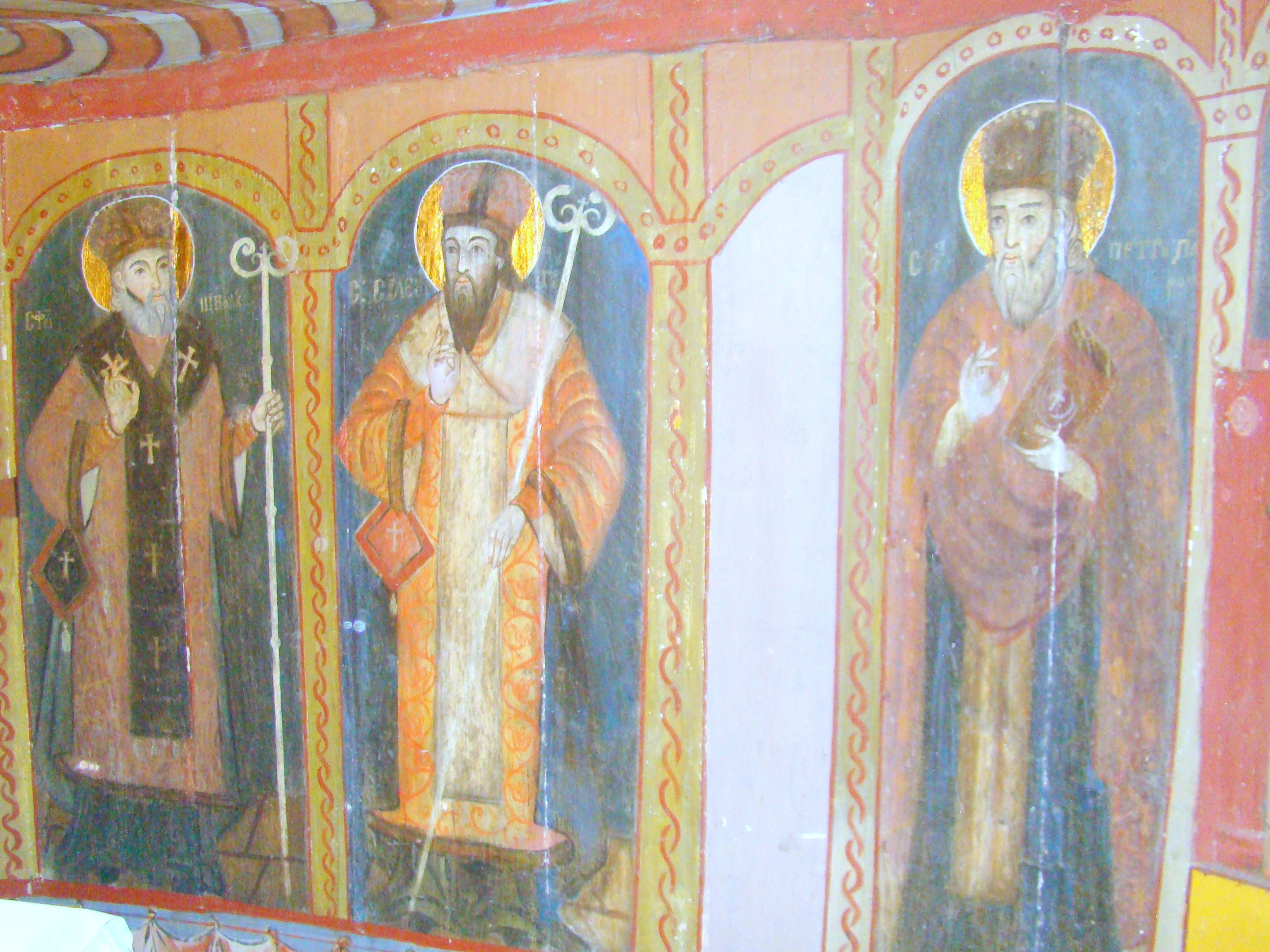
Altar: Sfinții Părinți

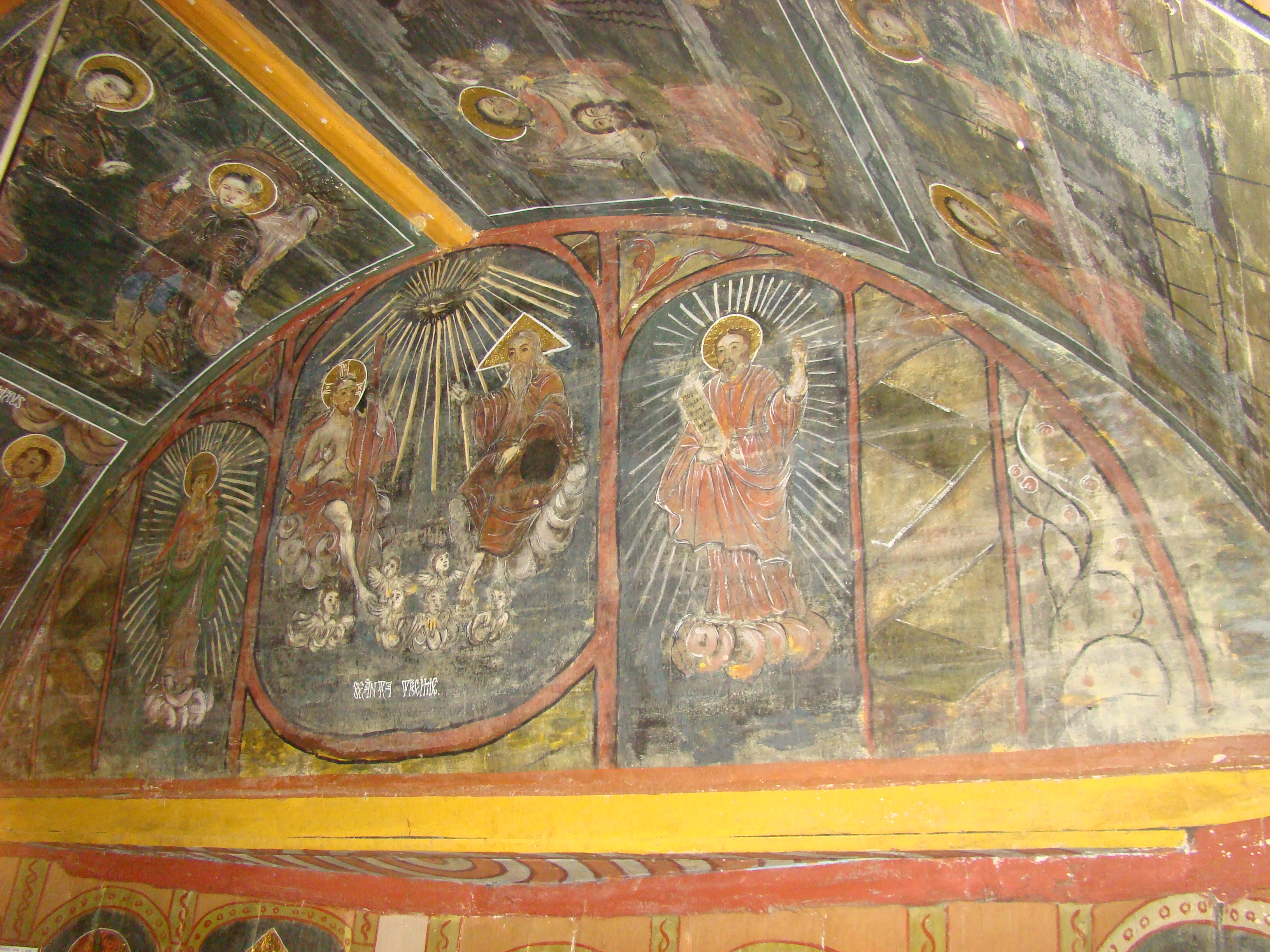
Dosul catapetesmei

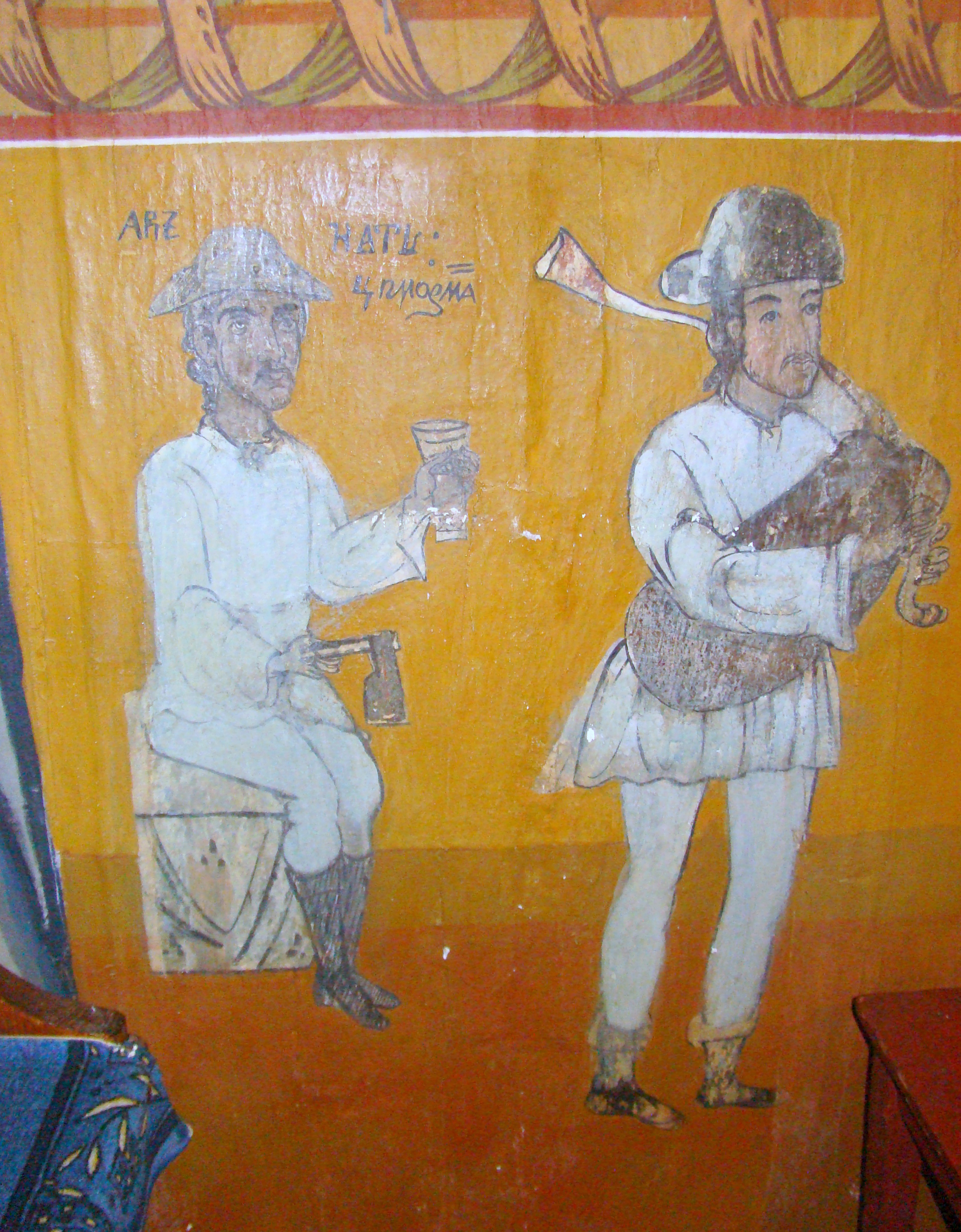
Pictura din pronaos

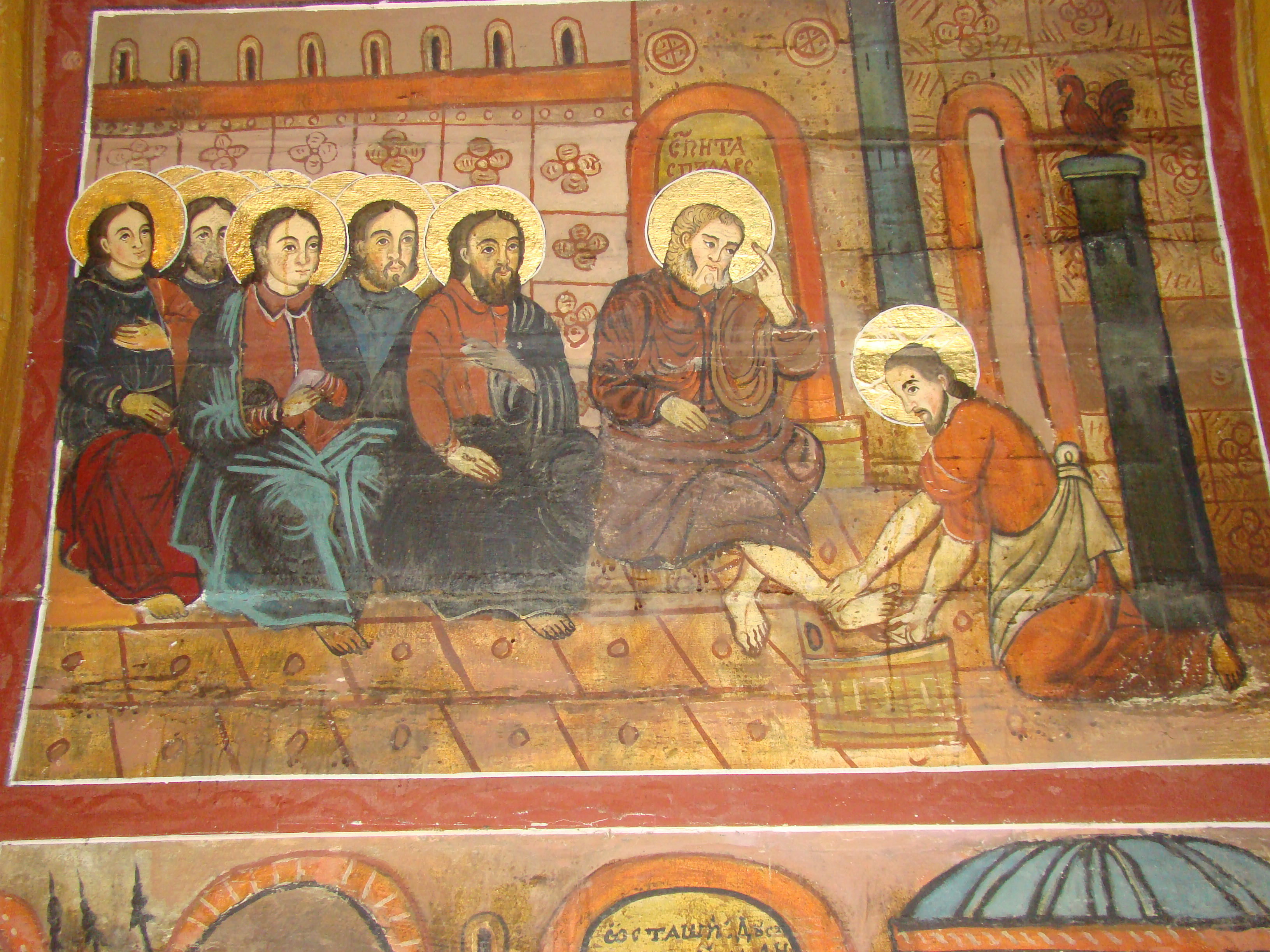
Iisus spălând picioarele ucenicilor

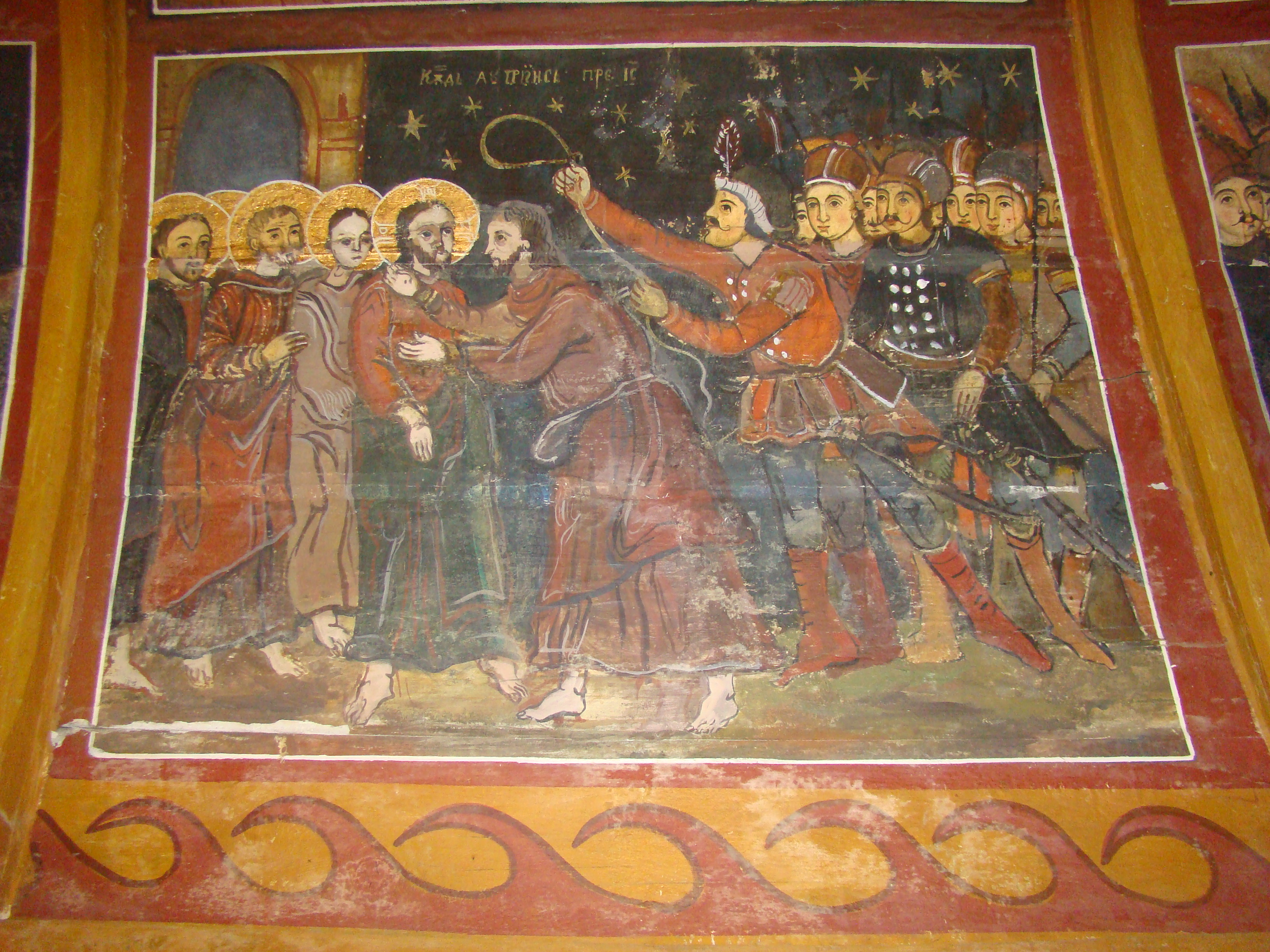
Prinderea lui Iisus

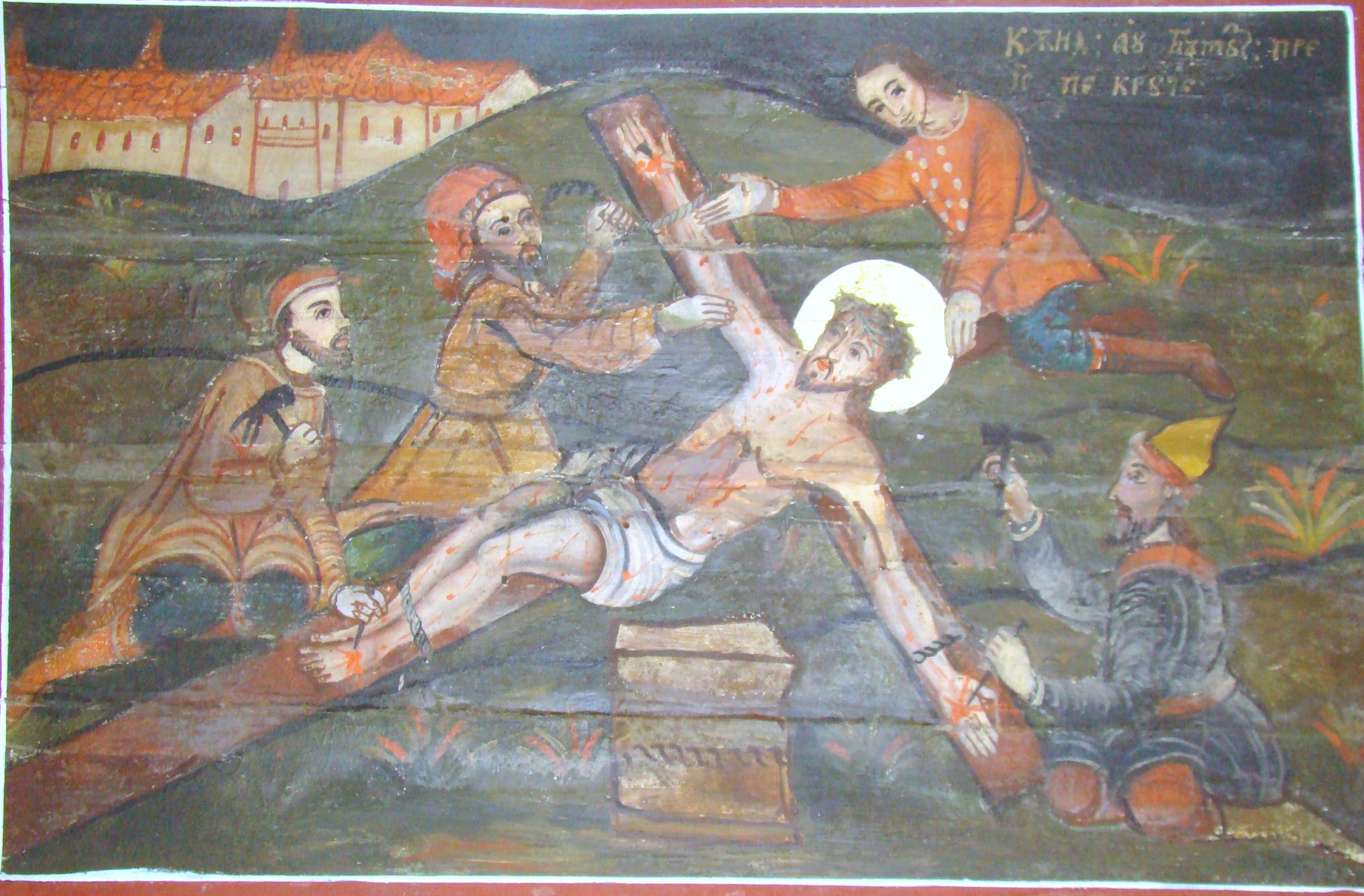
Punerea pe cruce

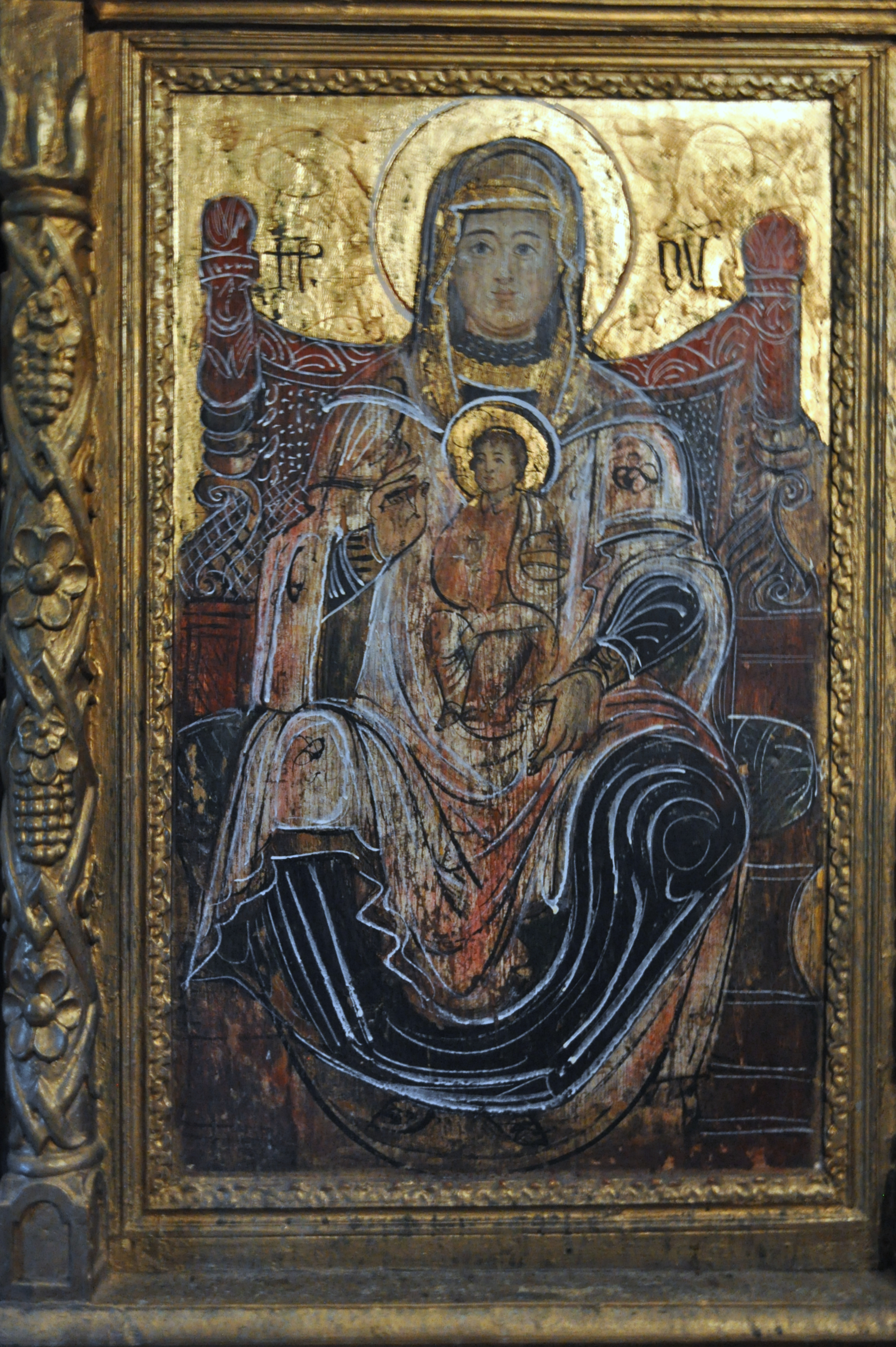
Maica Domnului cu Pruncul

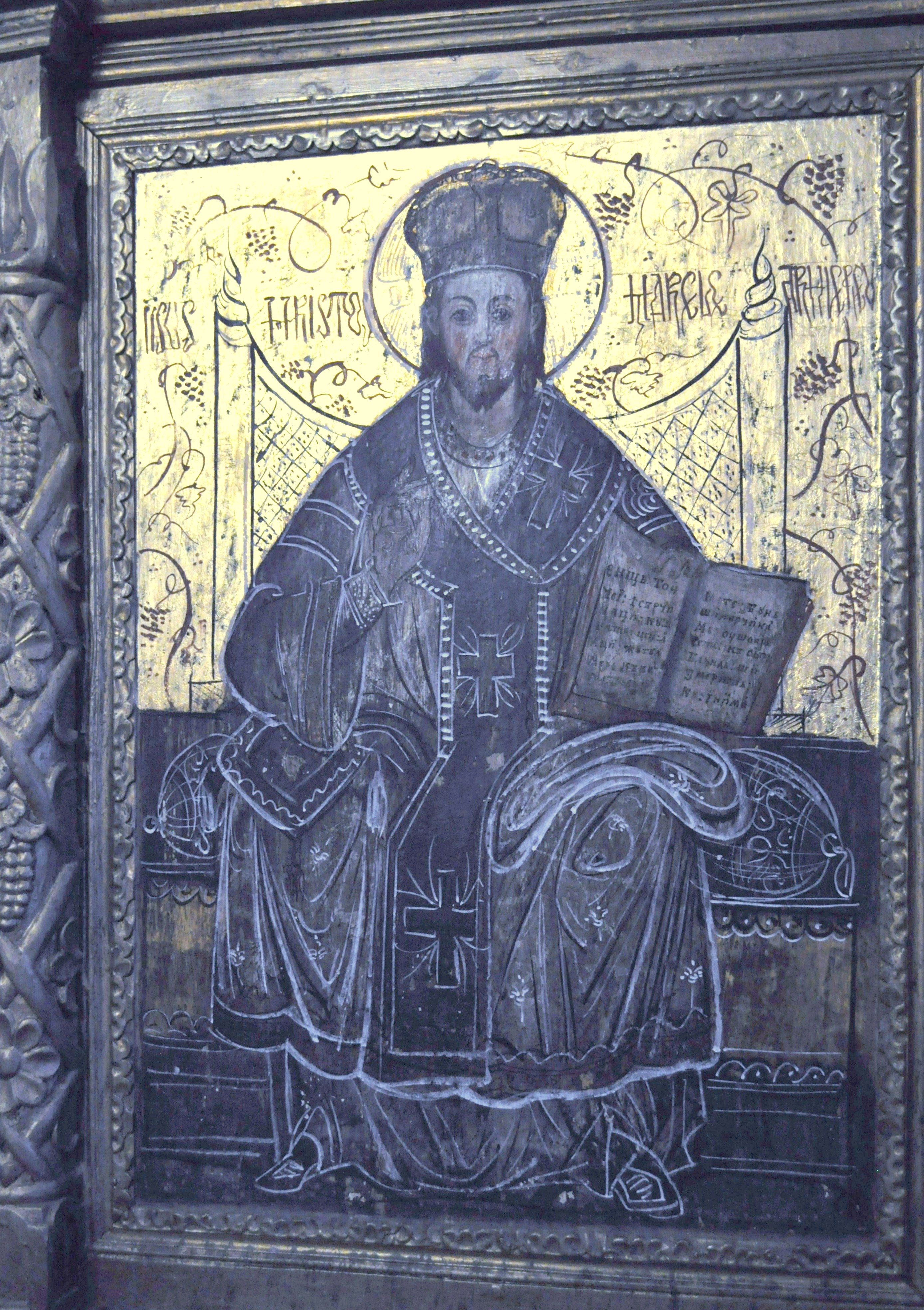
Iisus arhiereu

Biserica de lemn din Năsal, comuna Țaga, județul Cluj, datează aproximativ din perioada 1804-1808. Are hramul „Sfinții Arhangheli Mihail și Gavriil”. Biserica se află pe noua listă a monumentelor istorice sub codul LMI: cod LMI CJ-II-m-B-07721.

## Trăsături
Biserica de lemn din Năsal, comuna Țaga, monument istoric, a fost construită la începutul secolului al XIX-lea.
Pictura: Deasupra ușii de intrare în pronaos se găsește o inscripție care vorbește de pictarea bisericii: „zugrăvitu-s-au această sfântă biserică în zilele prealuminatului împărat Francisc al doilea și excelenței sale Ioan Bob vlădicu Făgărașului și toată țara Ardealului... protopop Stoica și era paroh satului popa Ioan Mesaroș prin cheltuiala a tot satu și s-au isprăvit în avgust, în anii 180... Eu cel mai jos iscălit... Zugrav. Anno 1808”.
În pronaos sunt reprezentate fecioarele, iar în naos scene din Vechiul și Noul Testament, cu accent pe cele din Ciclul Hristologic.
Cu sprijinul preotului, în vara anului 1999, un număr de 11 studenți ai Academiei de Artă și Design din Cluj, îndrumați de pictorul Viorel Nimigeanu, au restaurat pictura interioară, fapt consemnat într-o inscripție din pronaos. Aceasta explică și caracterul ușor neunitar din aspectul actual al întregului ansamblu de pictură.
Patrimoniu: Biserica păstrează câteva icoane împărătești, puternic aurite: Maica Domnului cu Pruncul, Iisus Pantocrator, Sf. Nicolae.

## Imagini din exterior

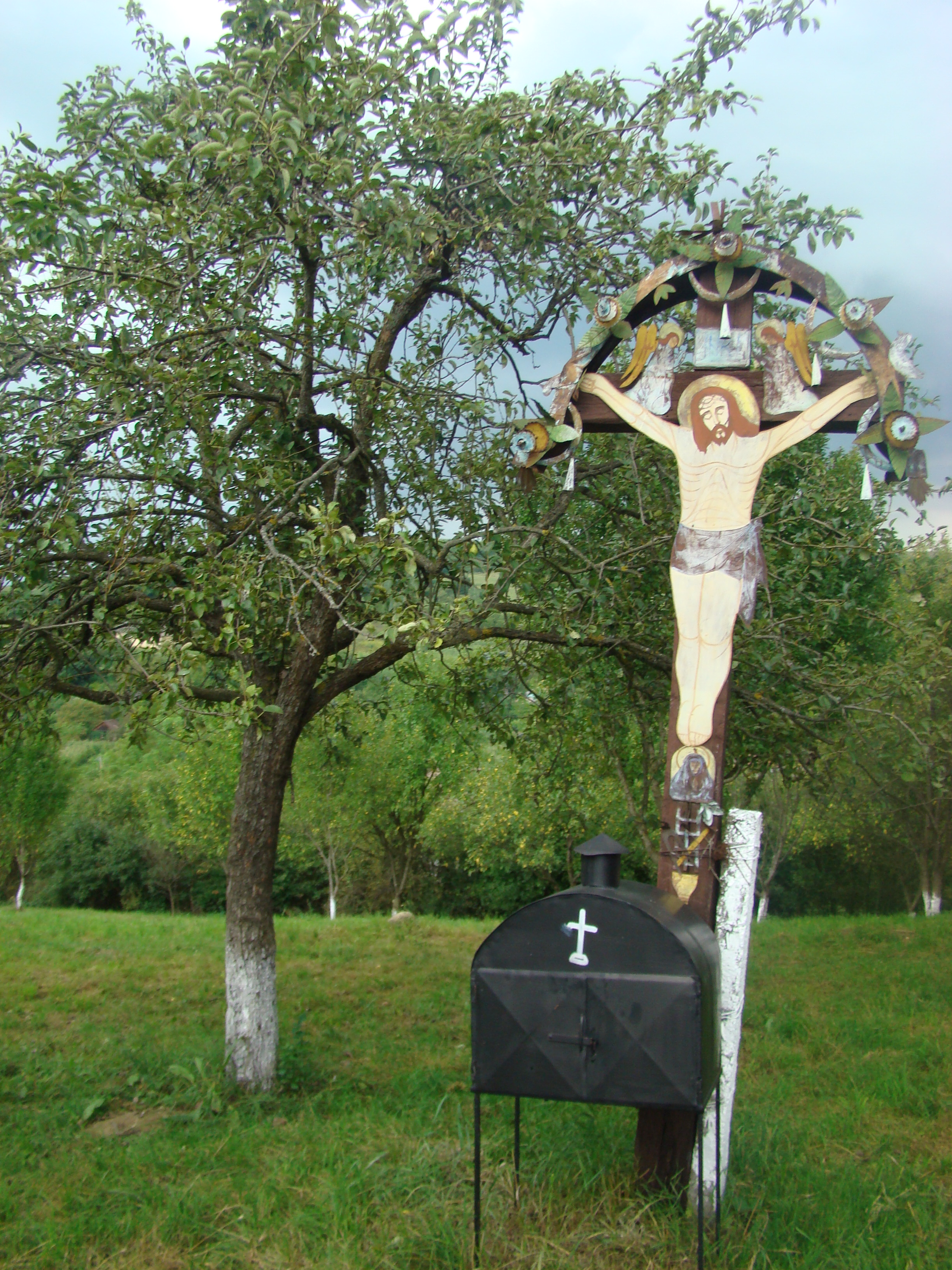
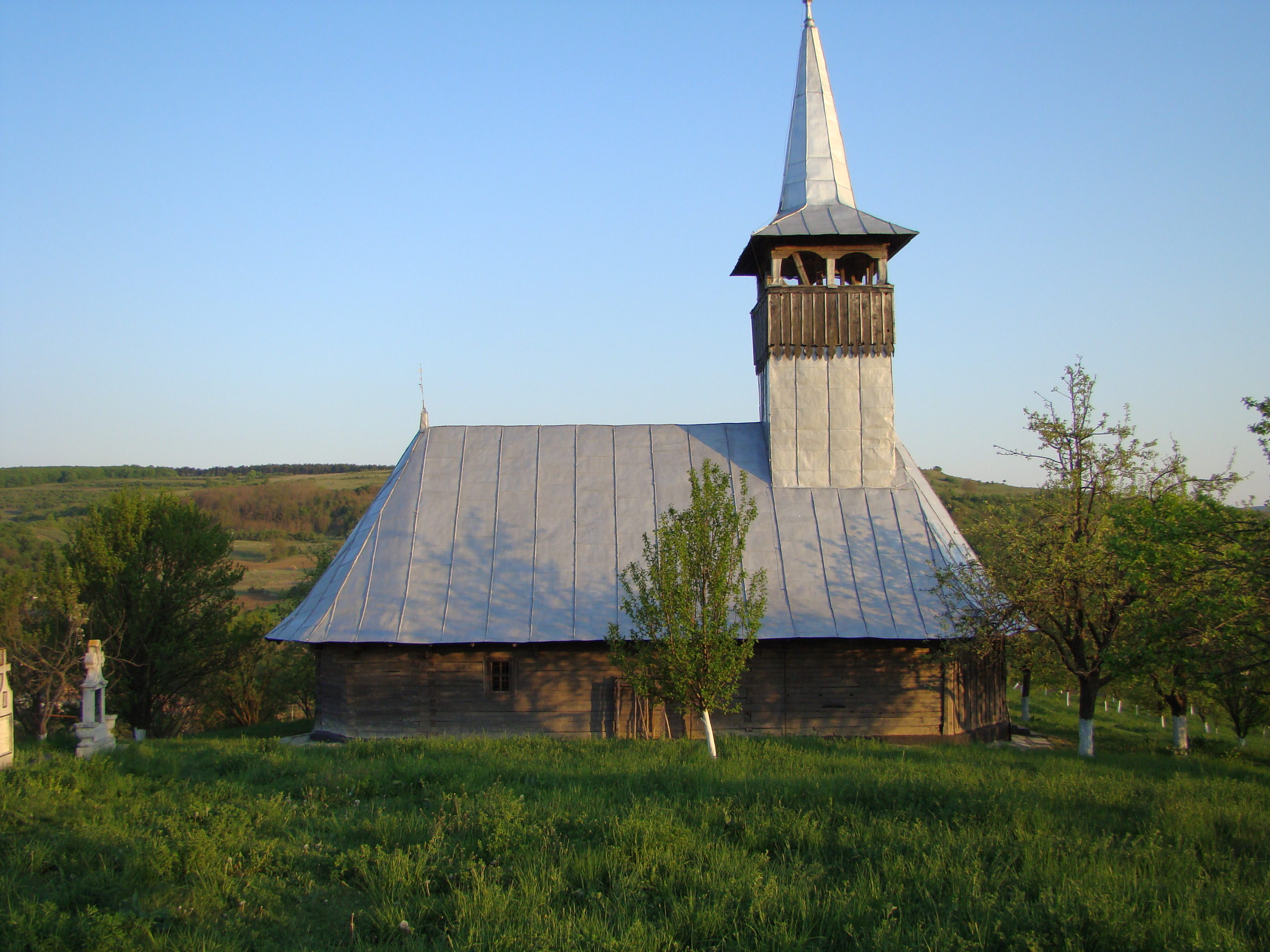
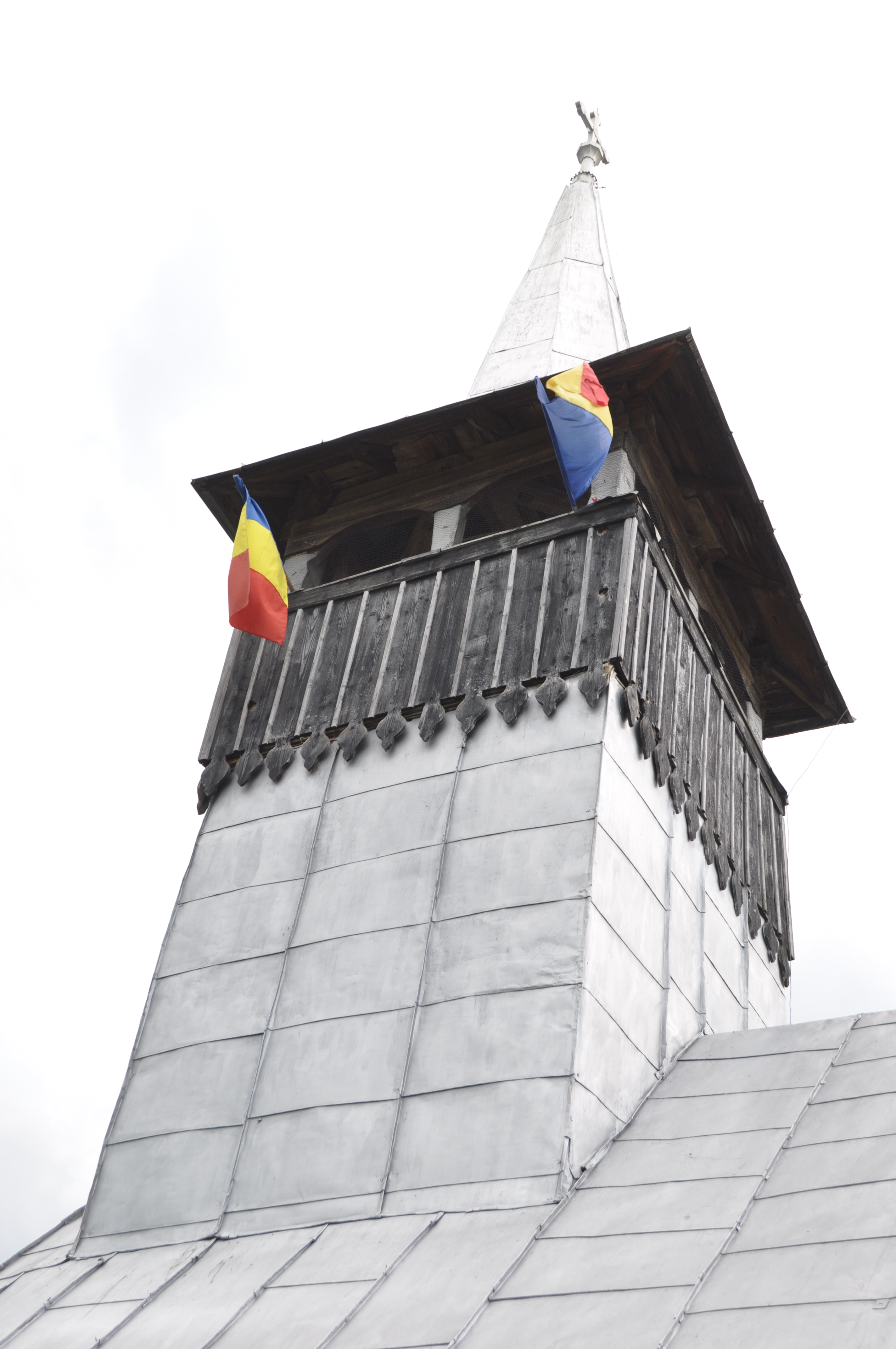
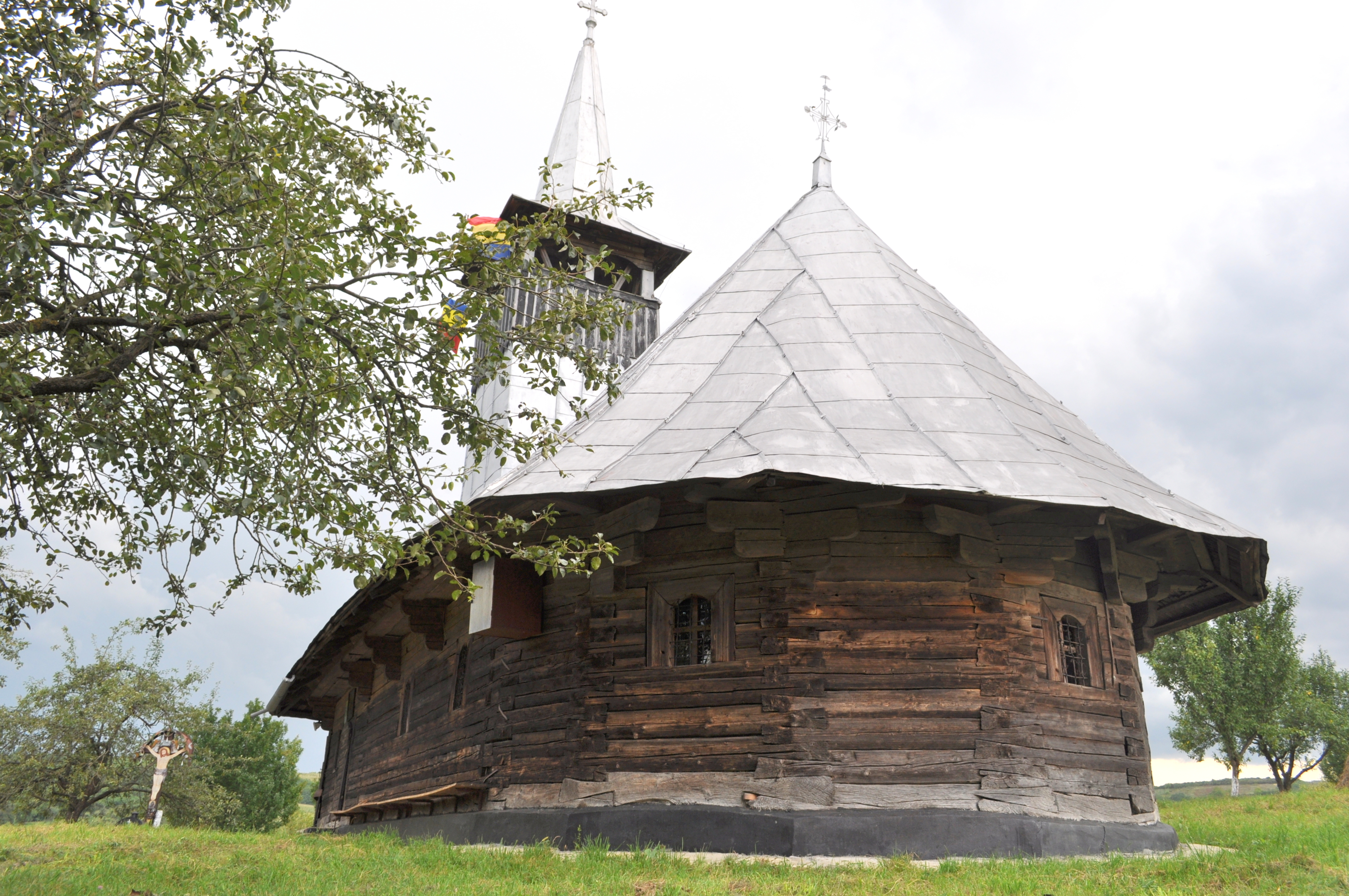
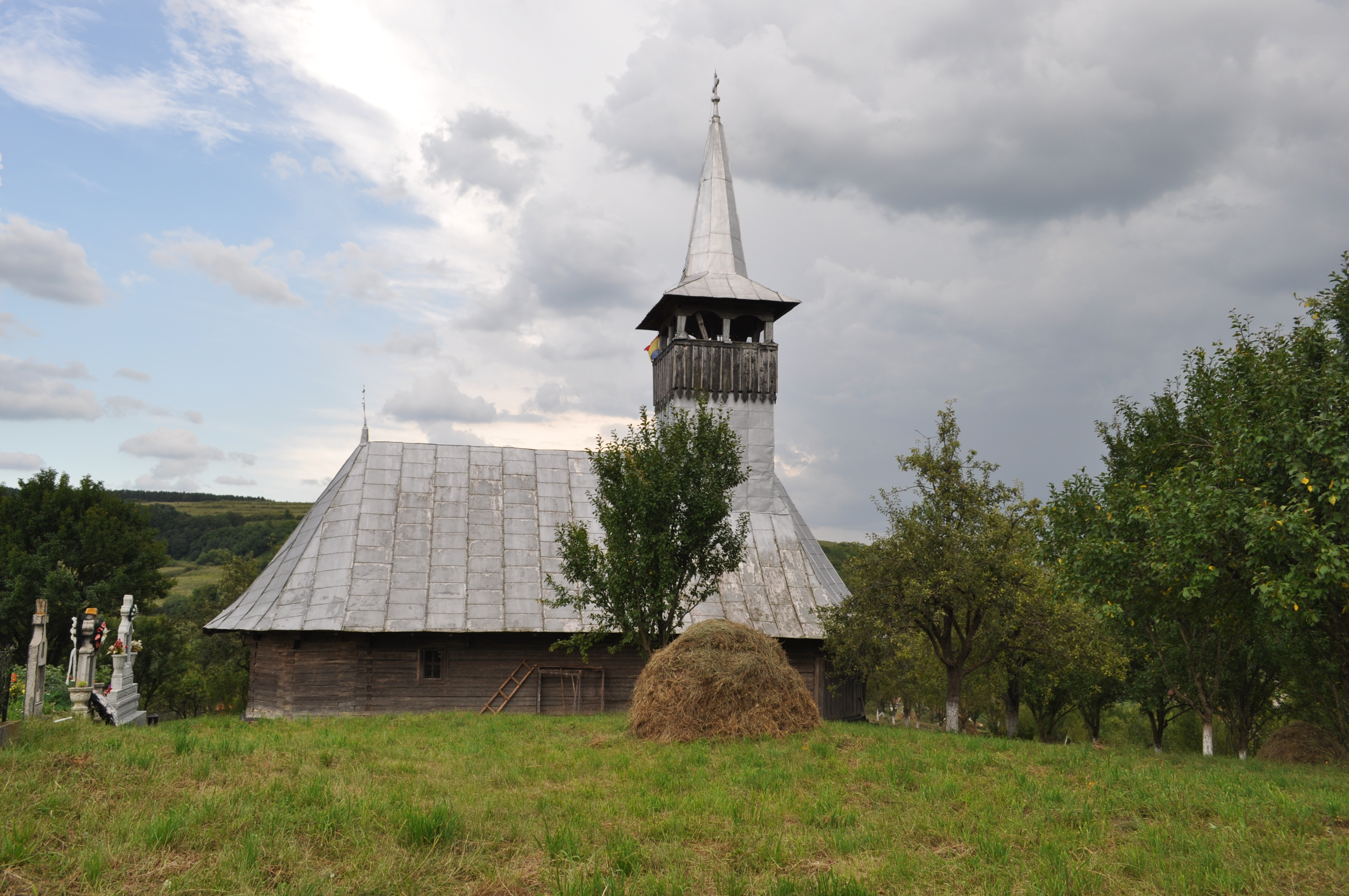
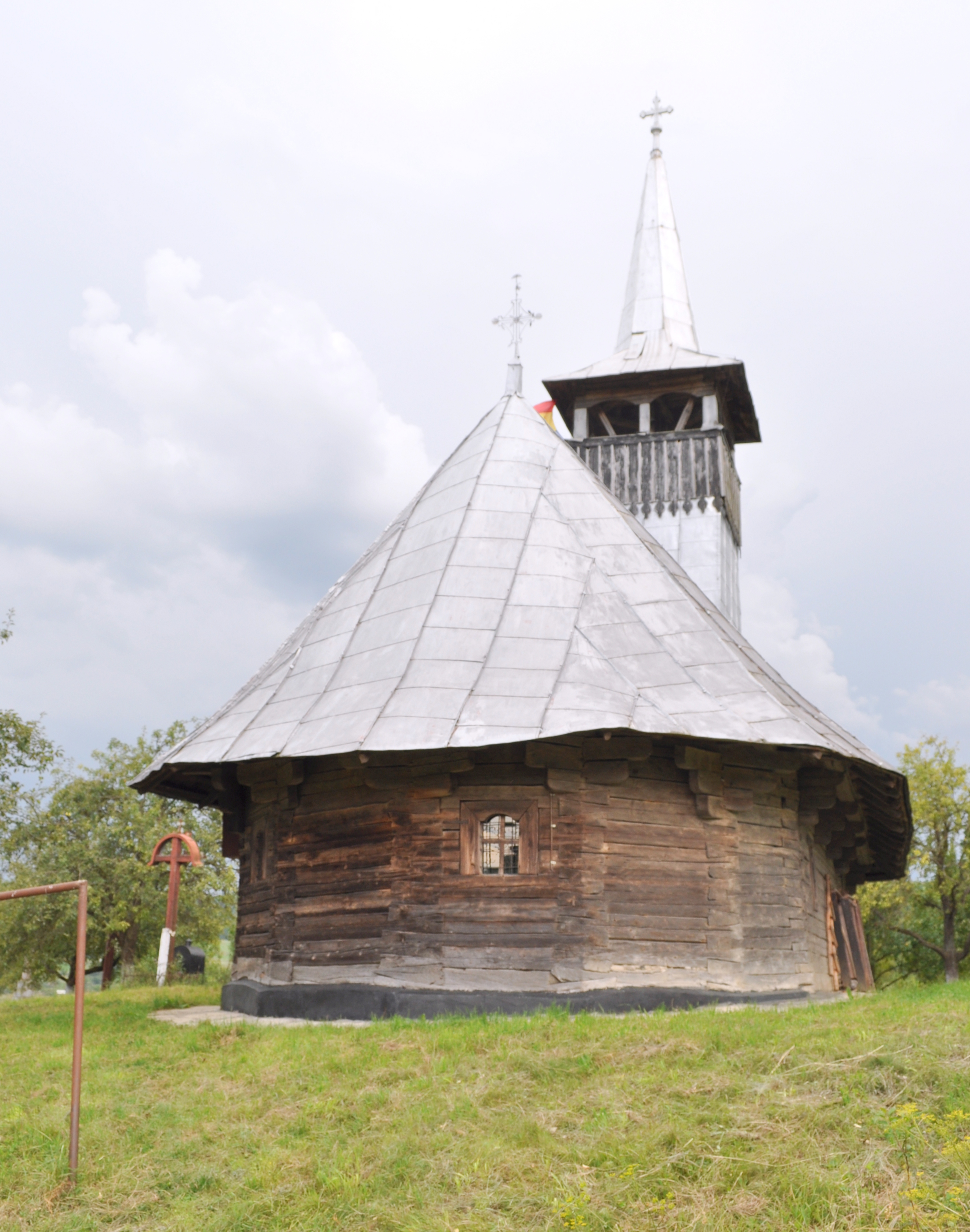
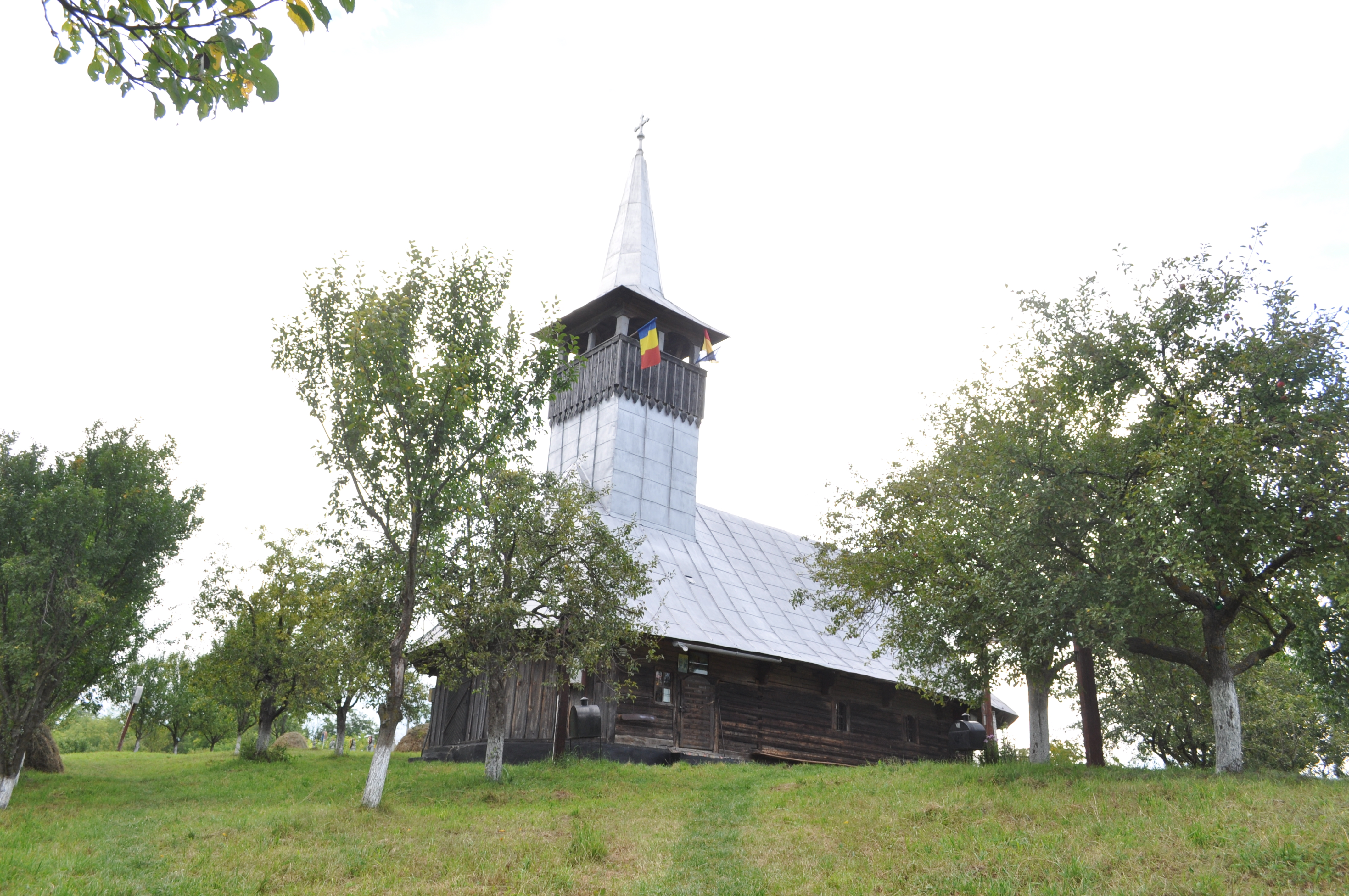
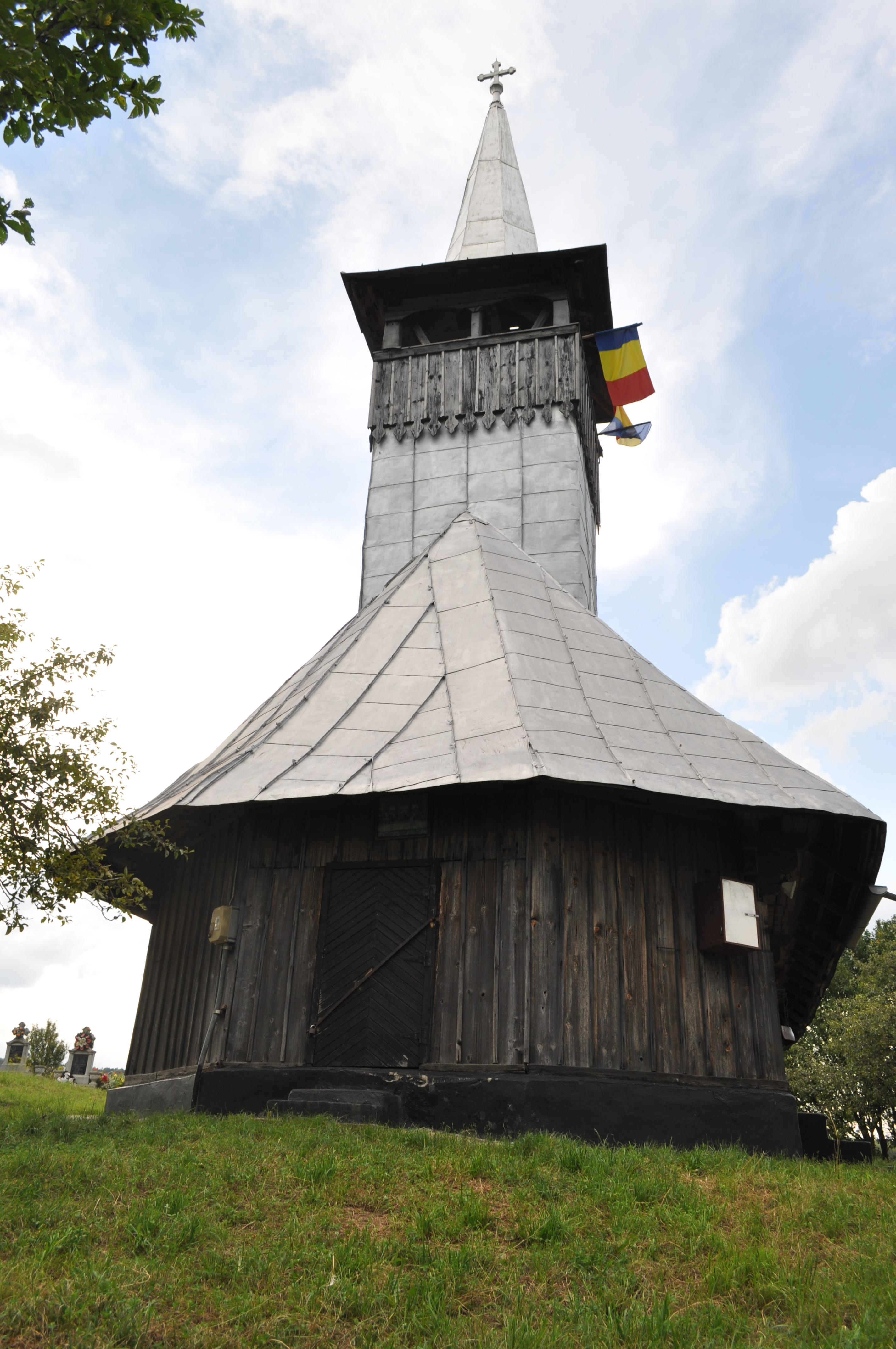
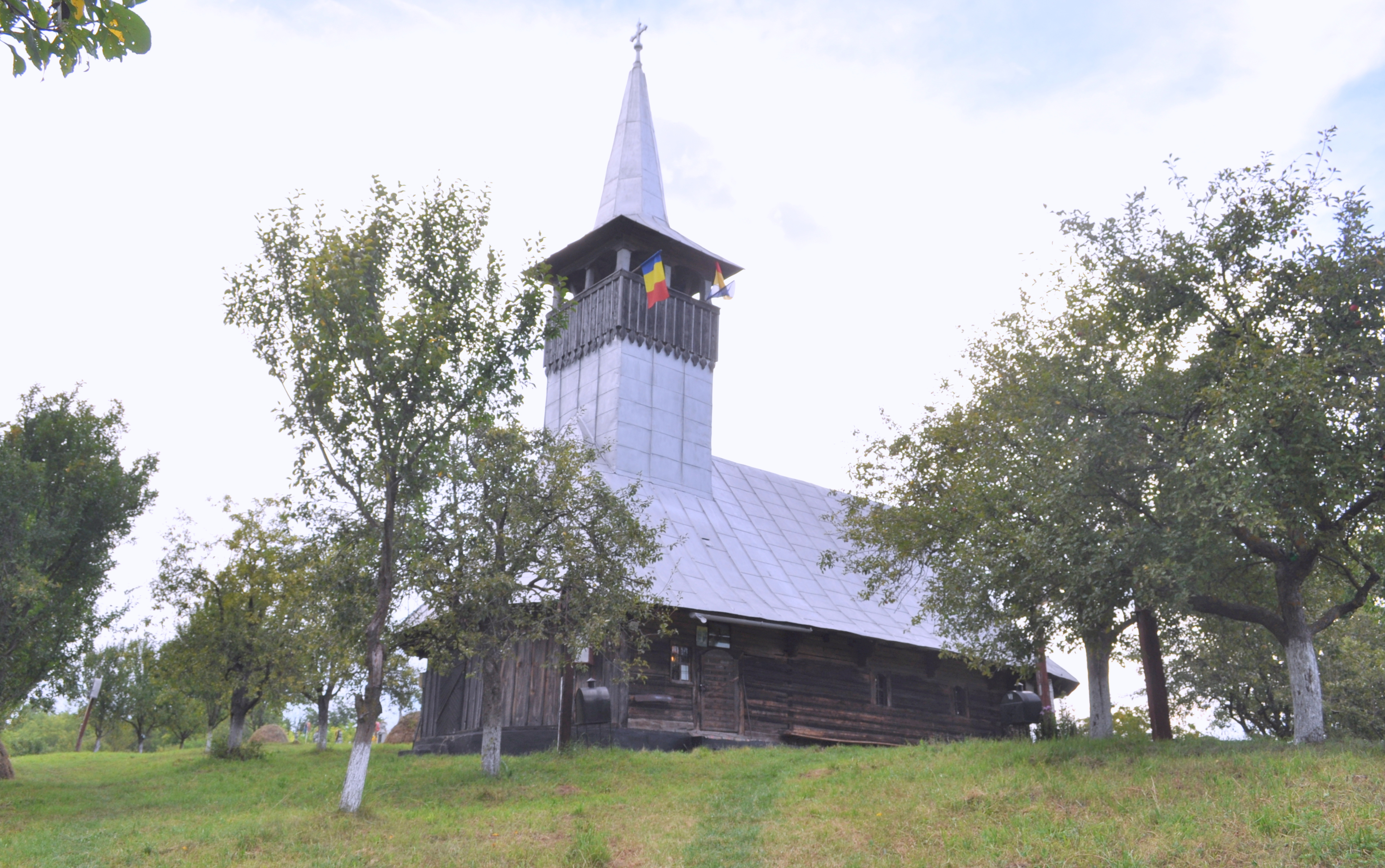
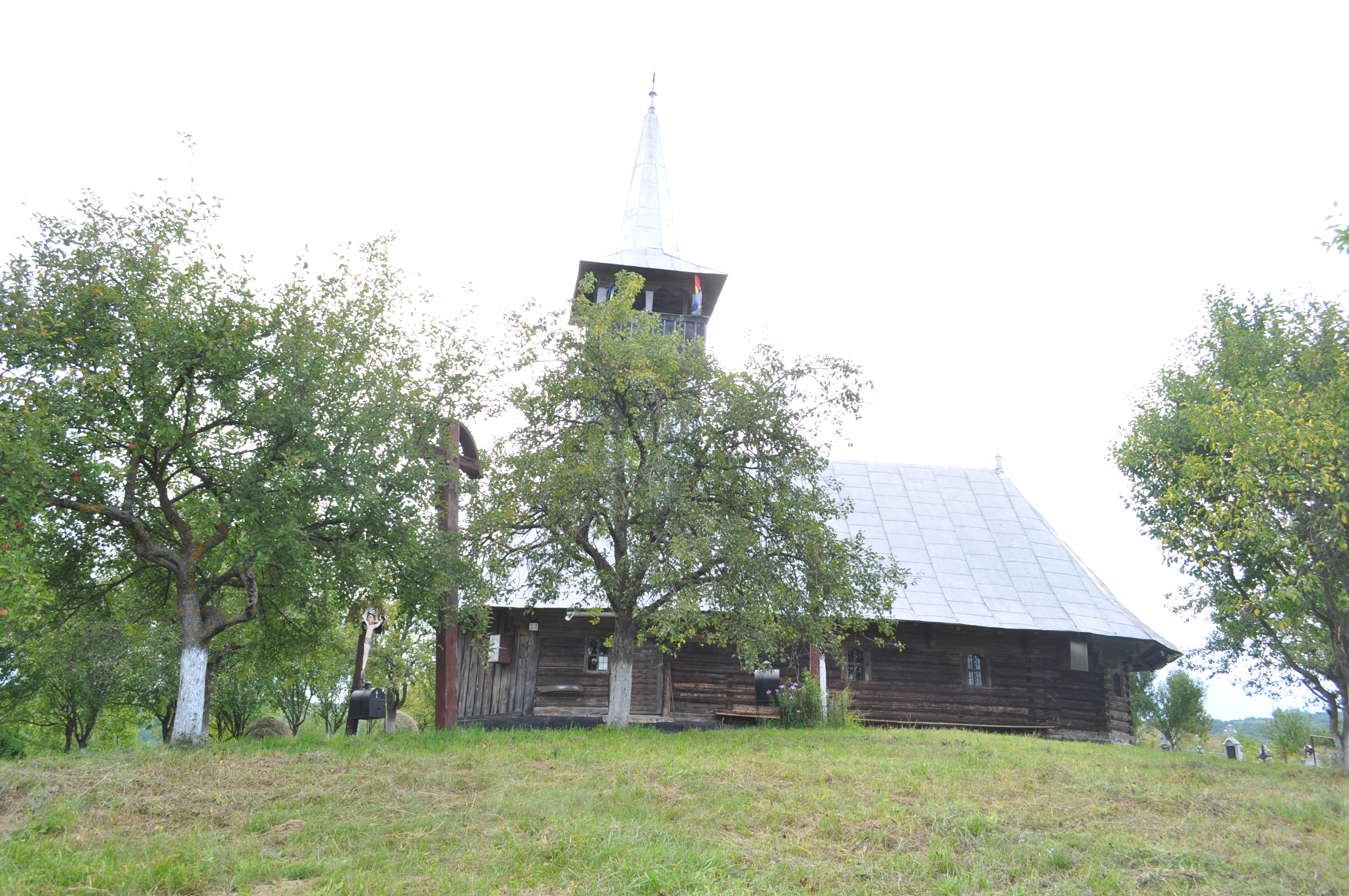
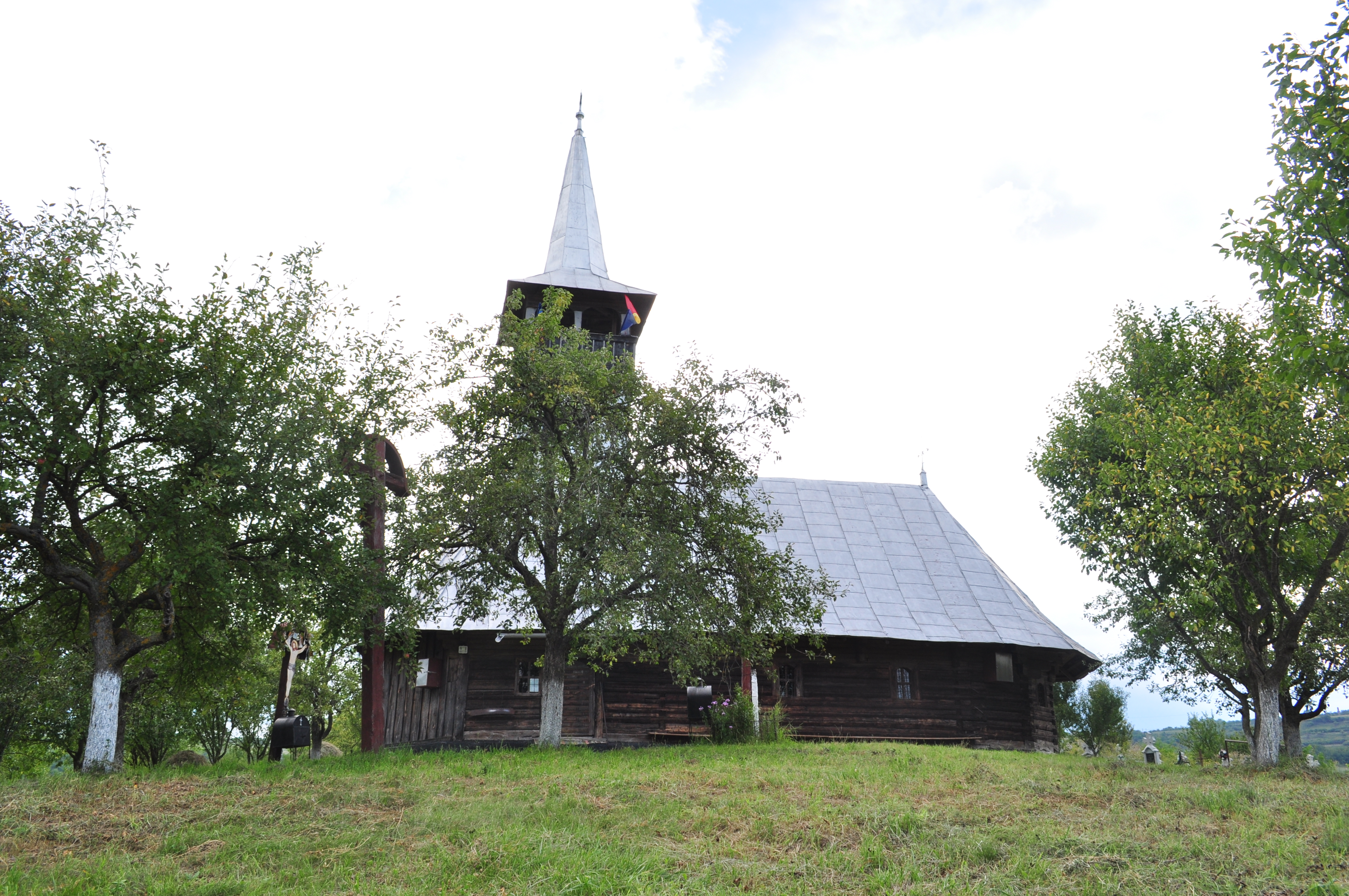
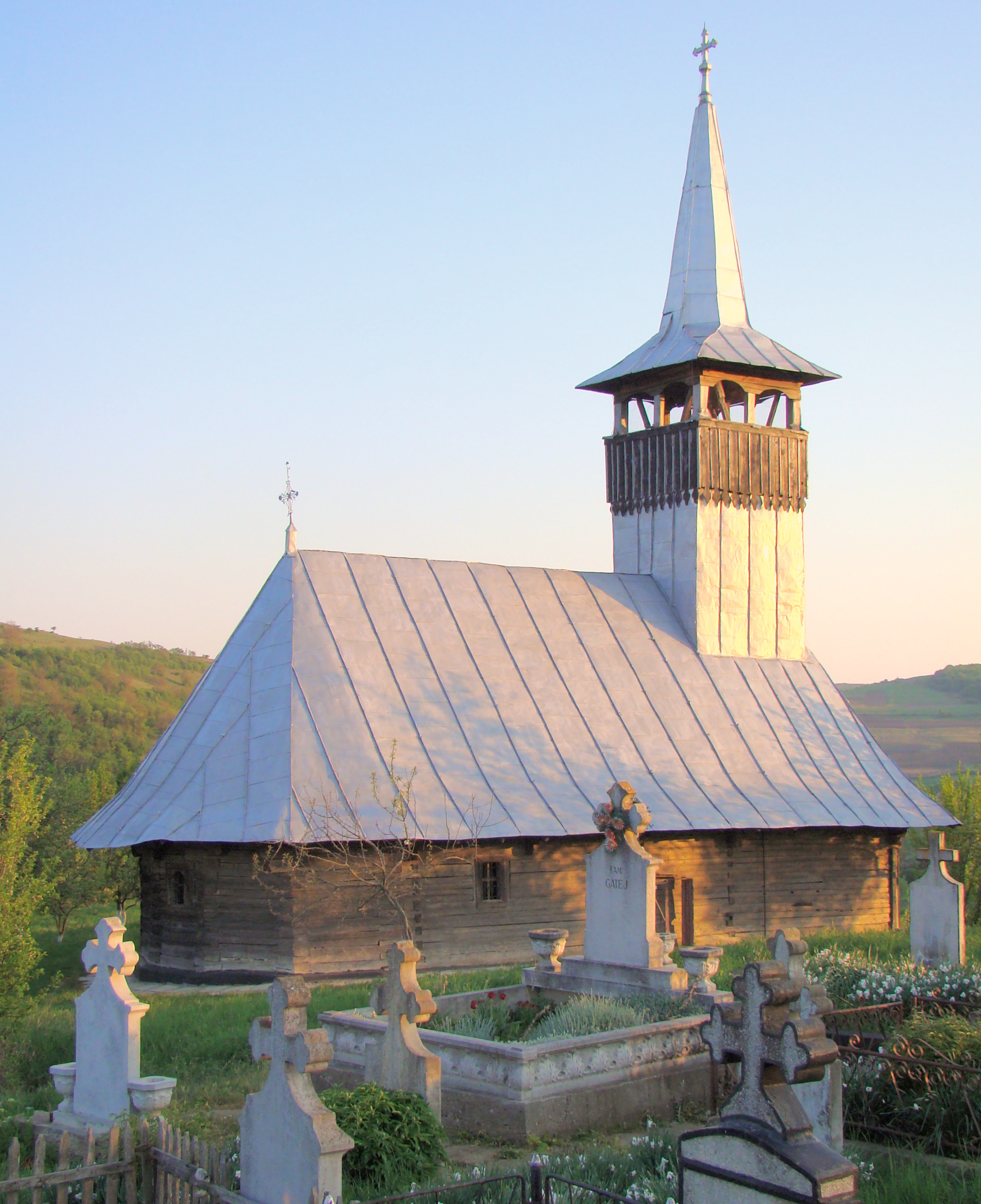
Vedere din cimitirul bisericii
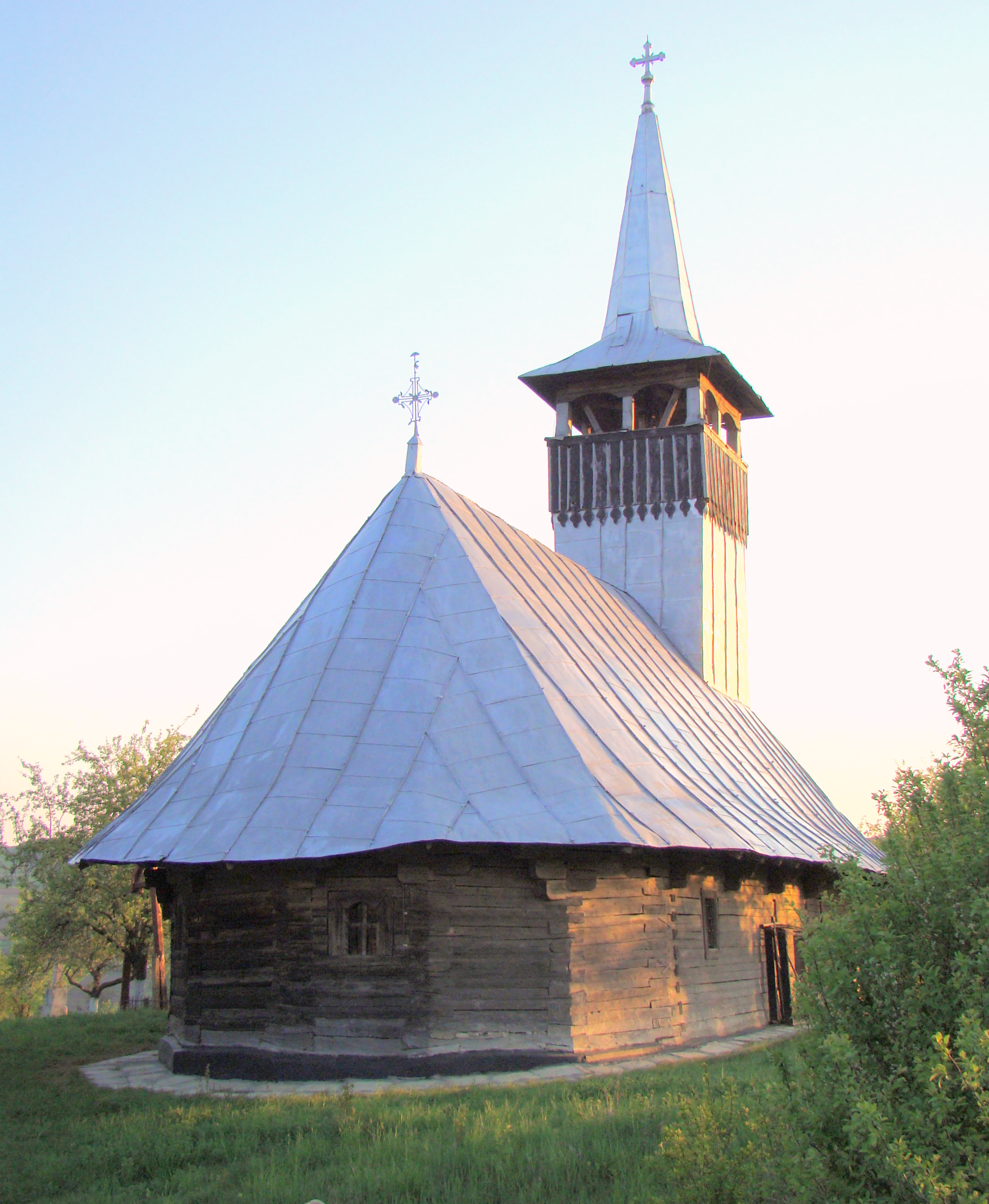
Vedere de ansamblu din nord-est
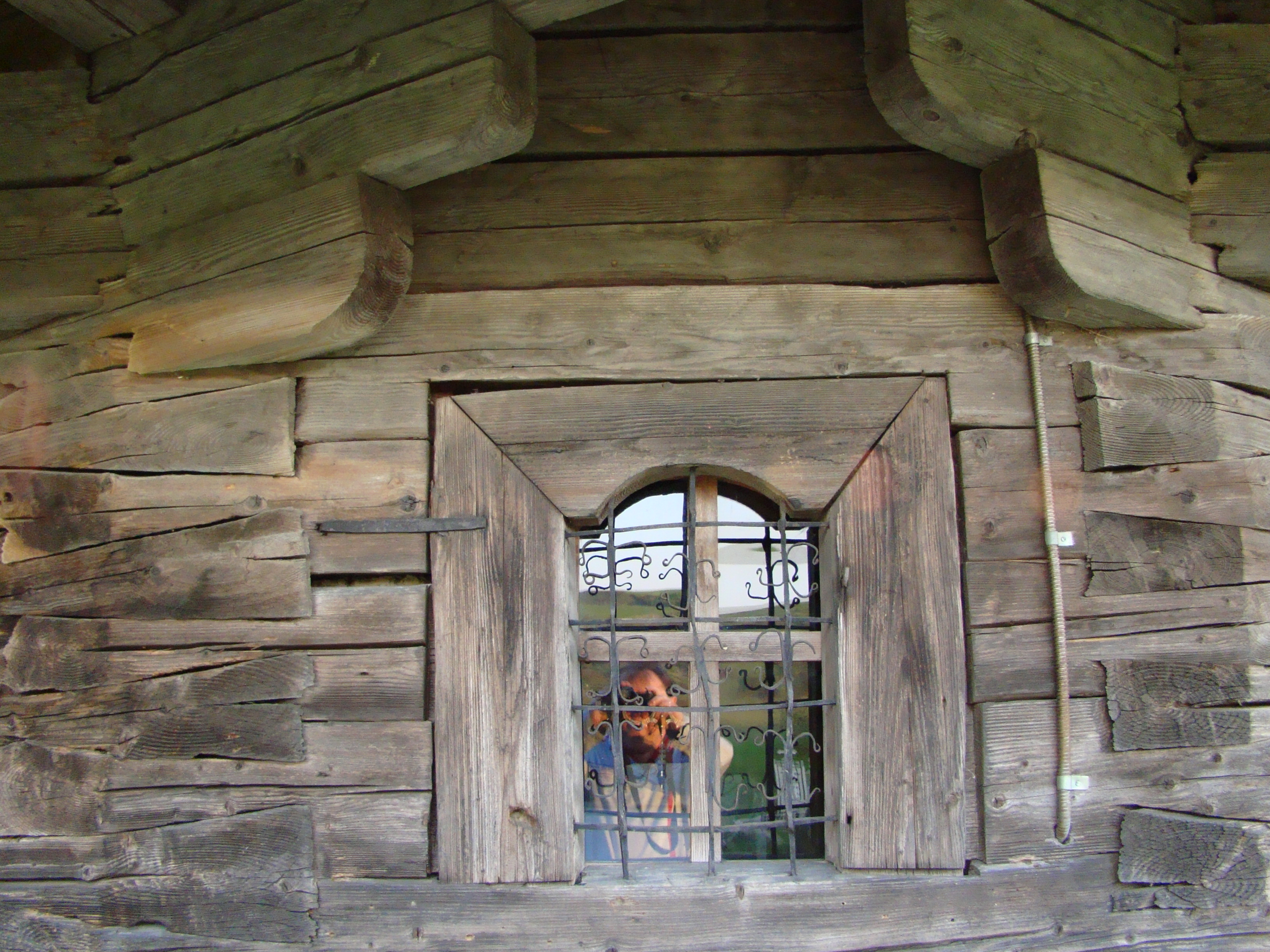
Fereastră
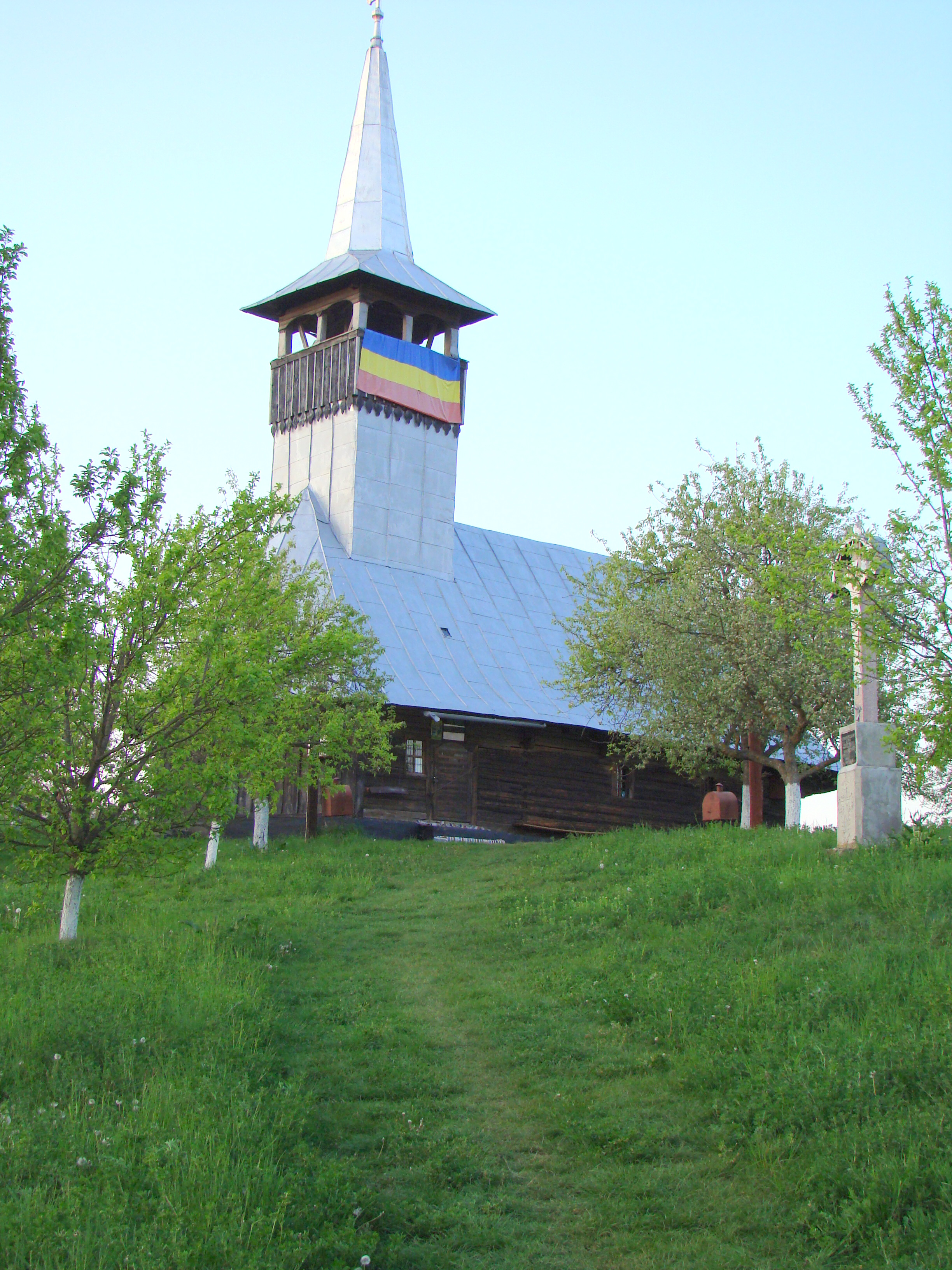
Vedere de ansamblu din partea de sud-vest
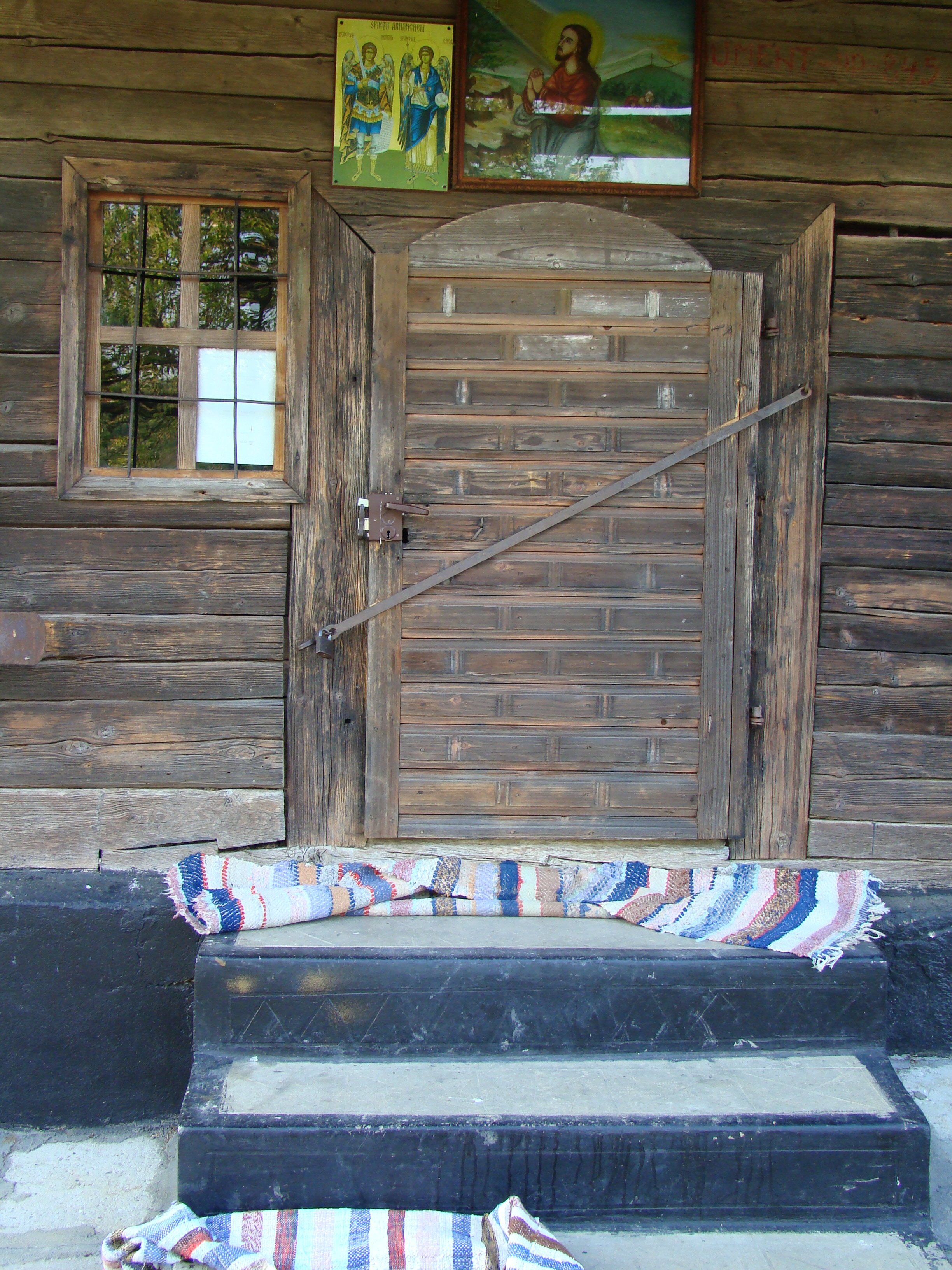
Intrarea laterală
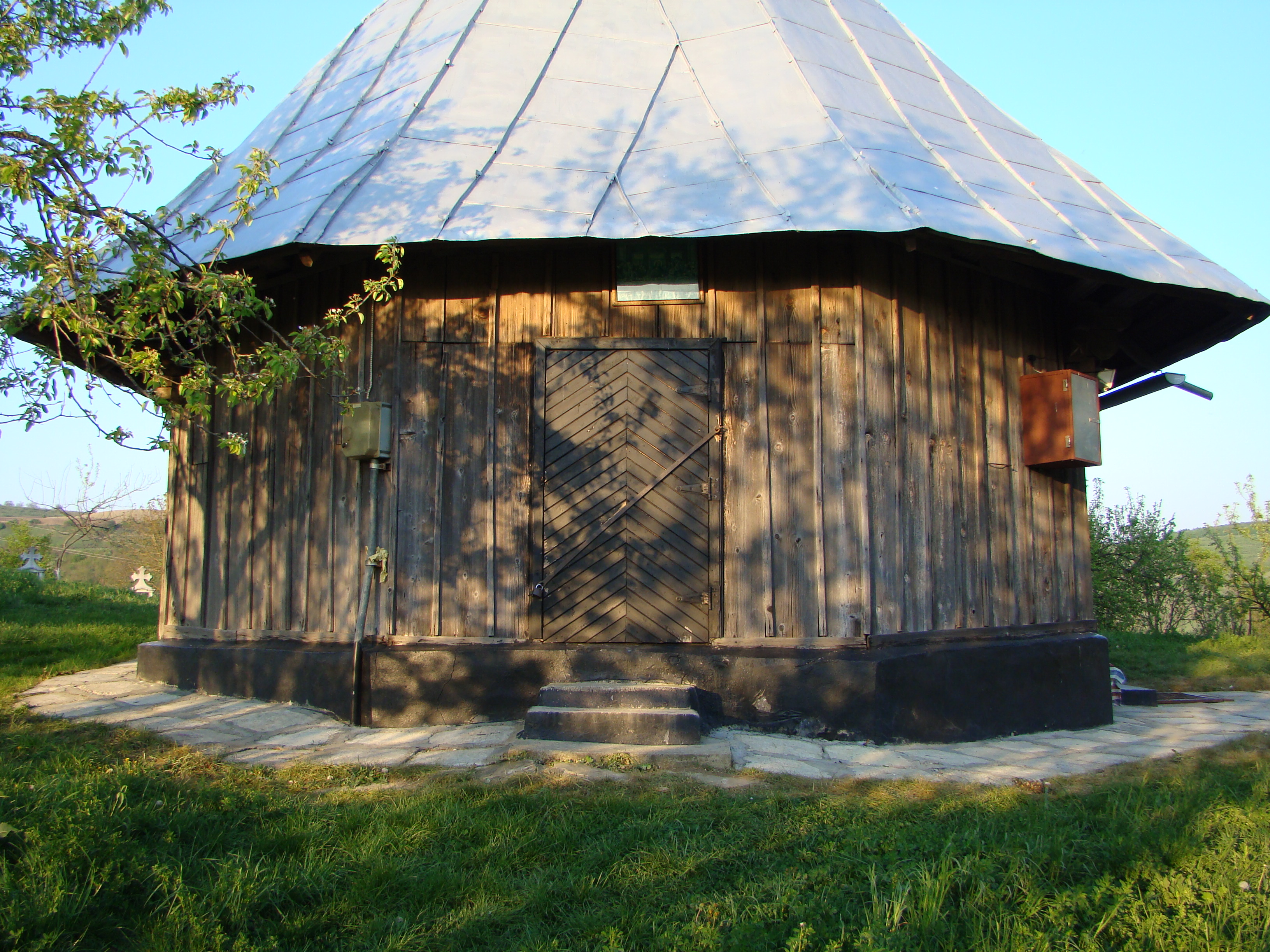
Intrarea din partea vestică a bisericii
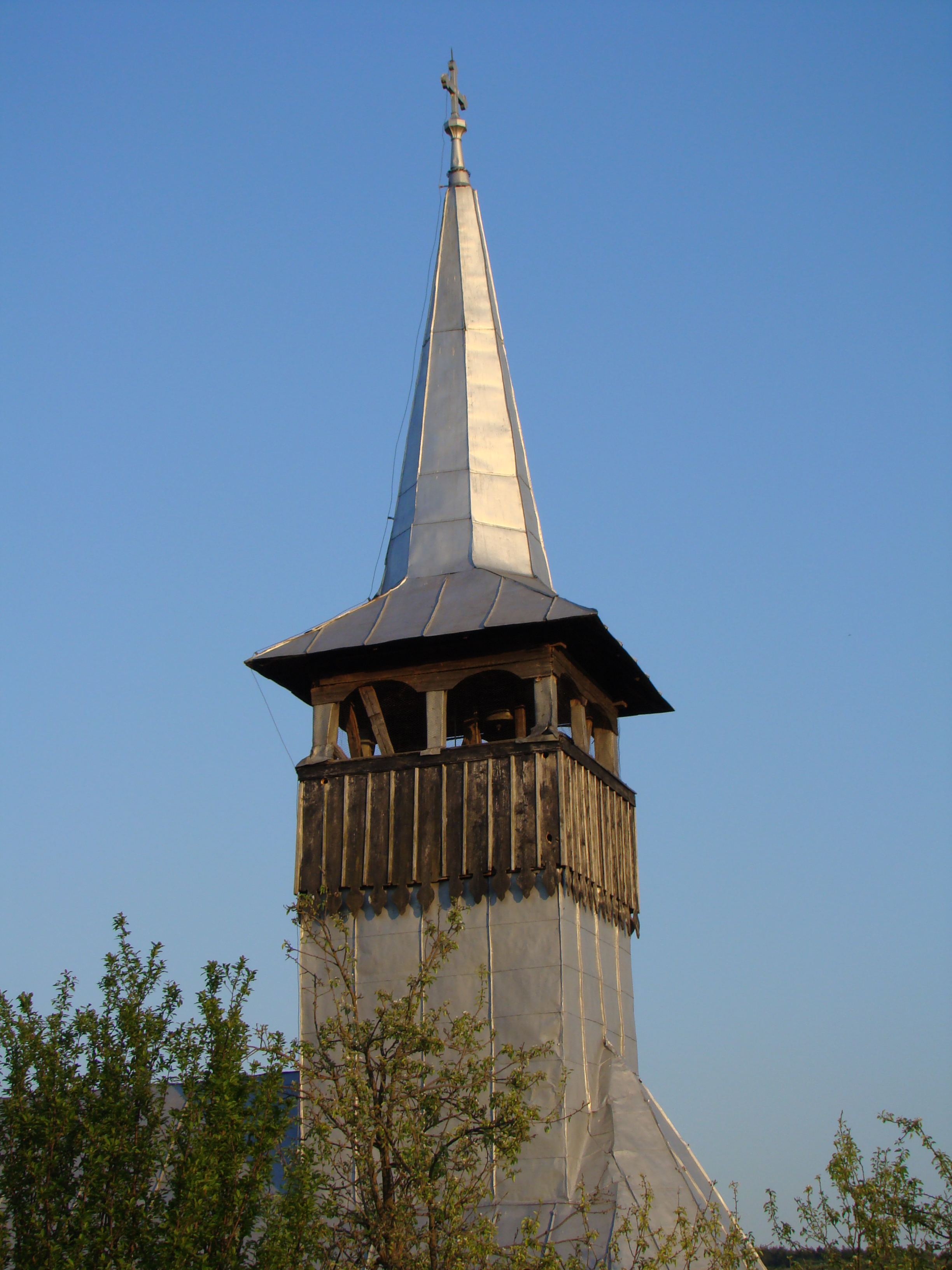
Turnul bisericii
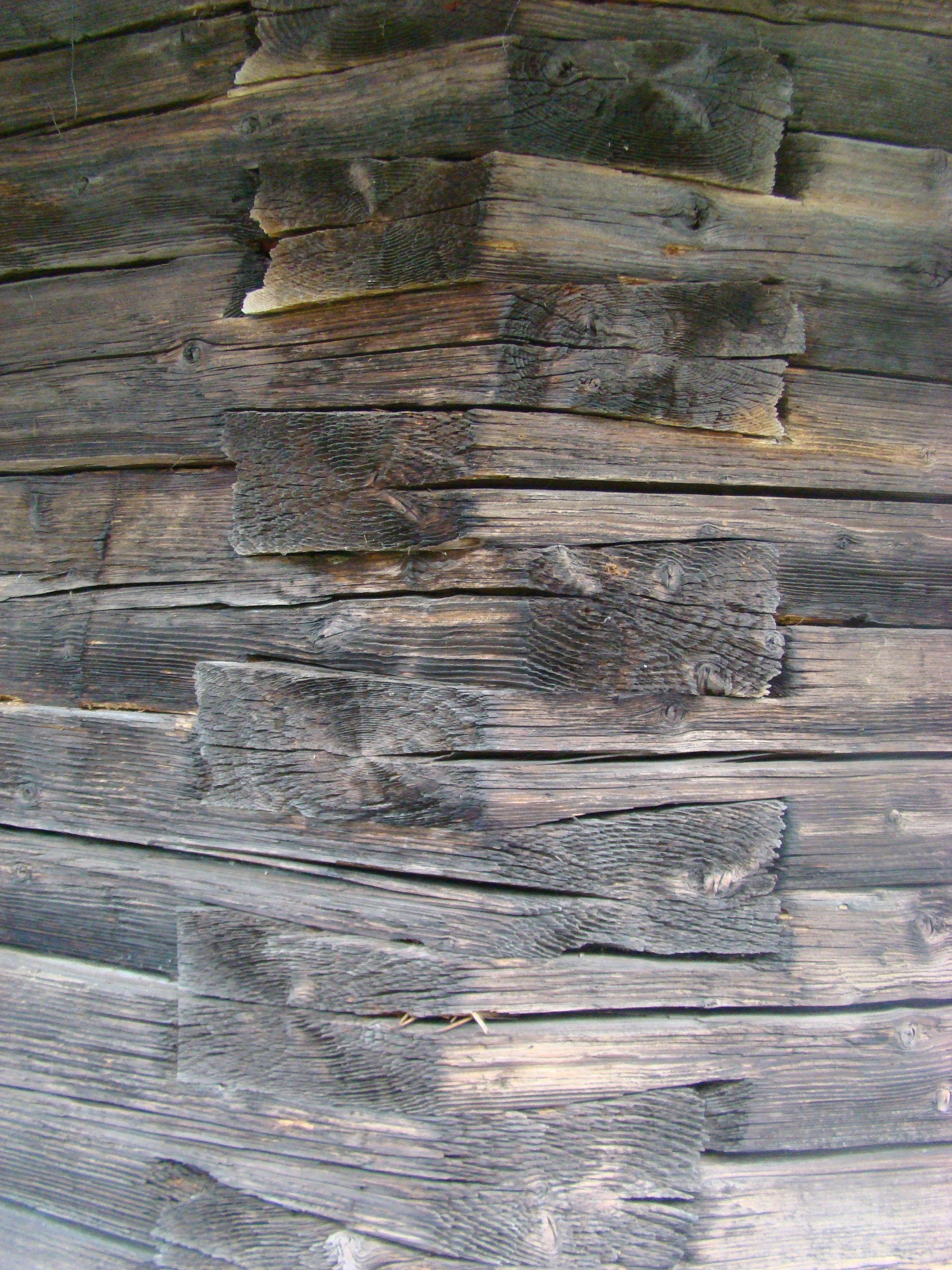
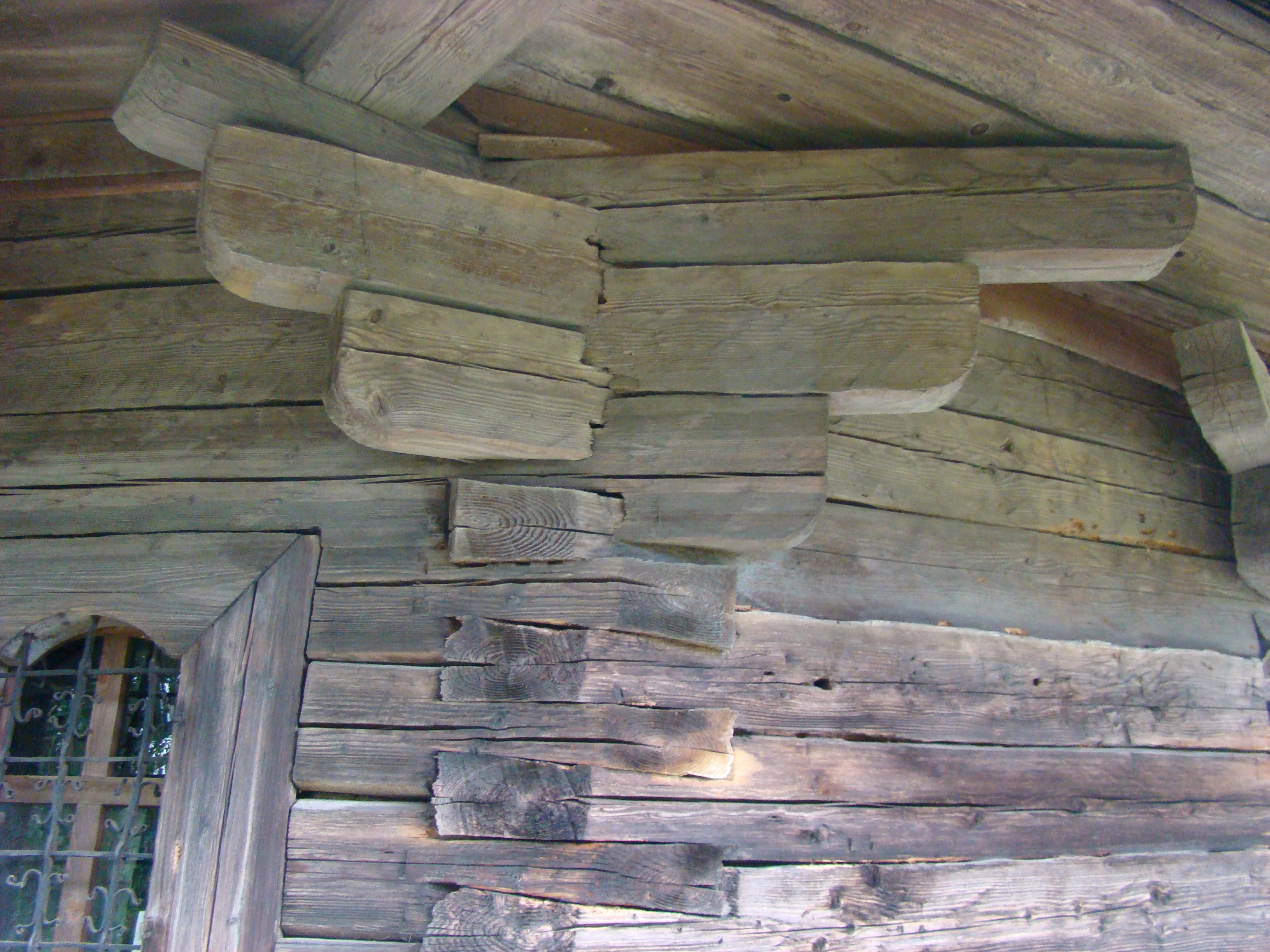
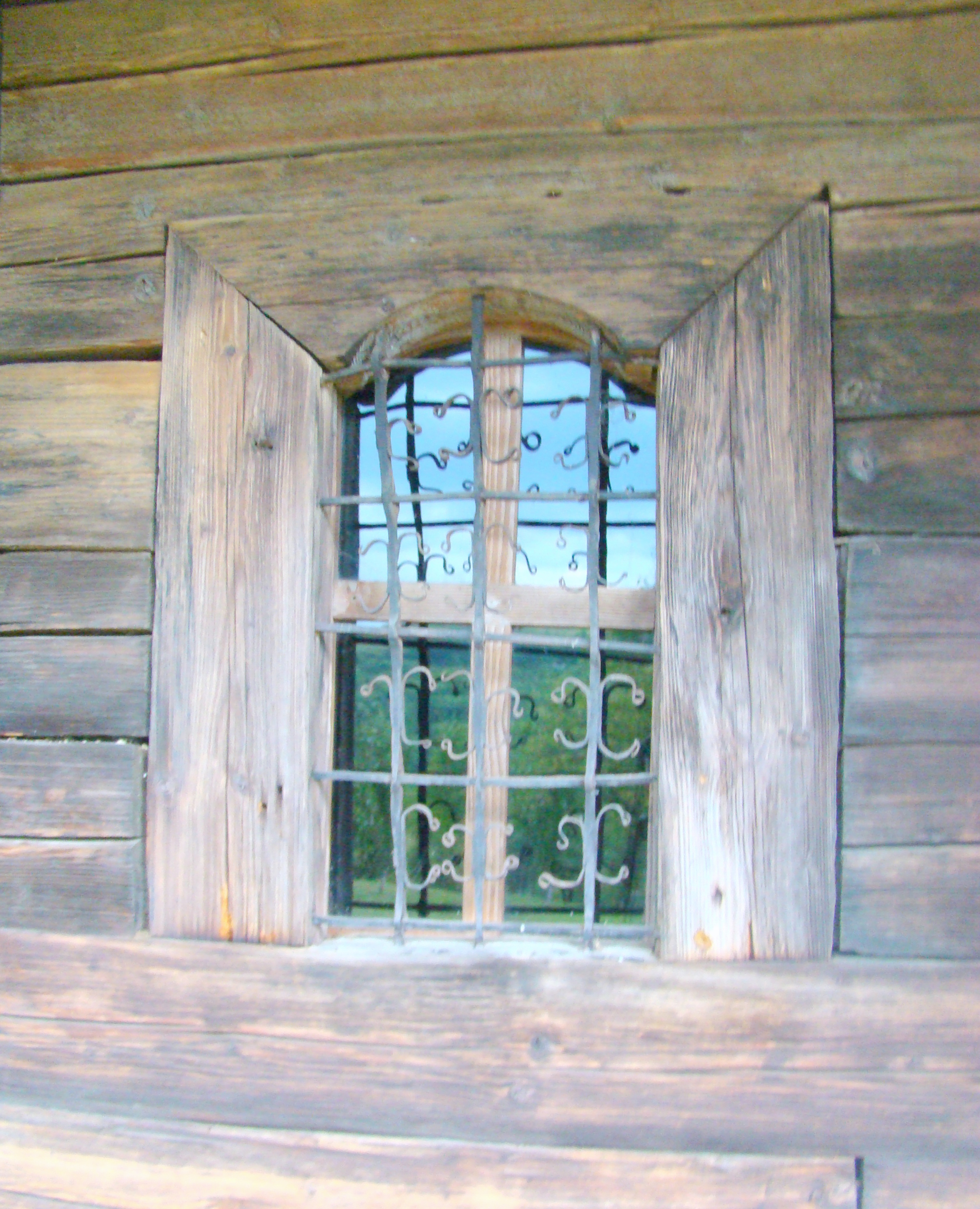
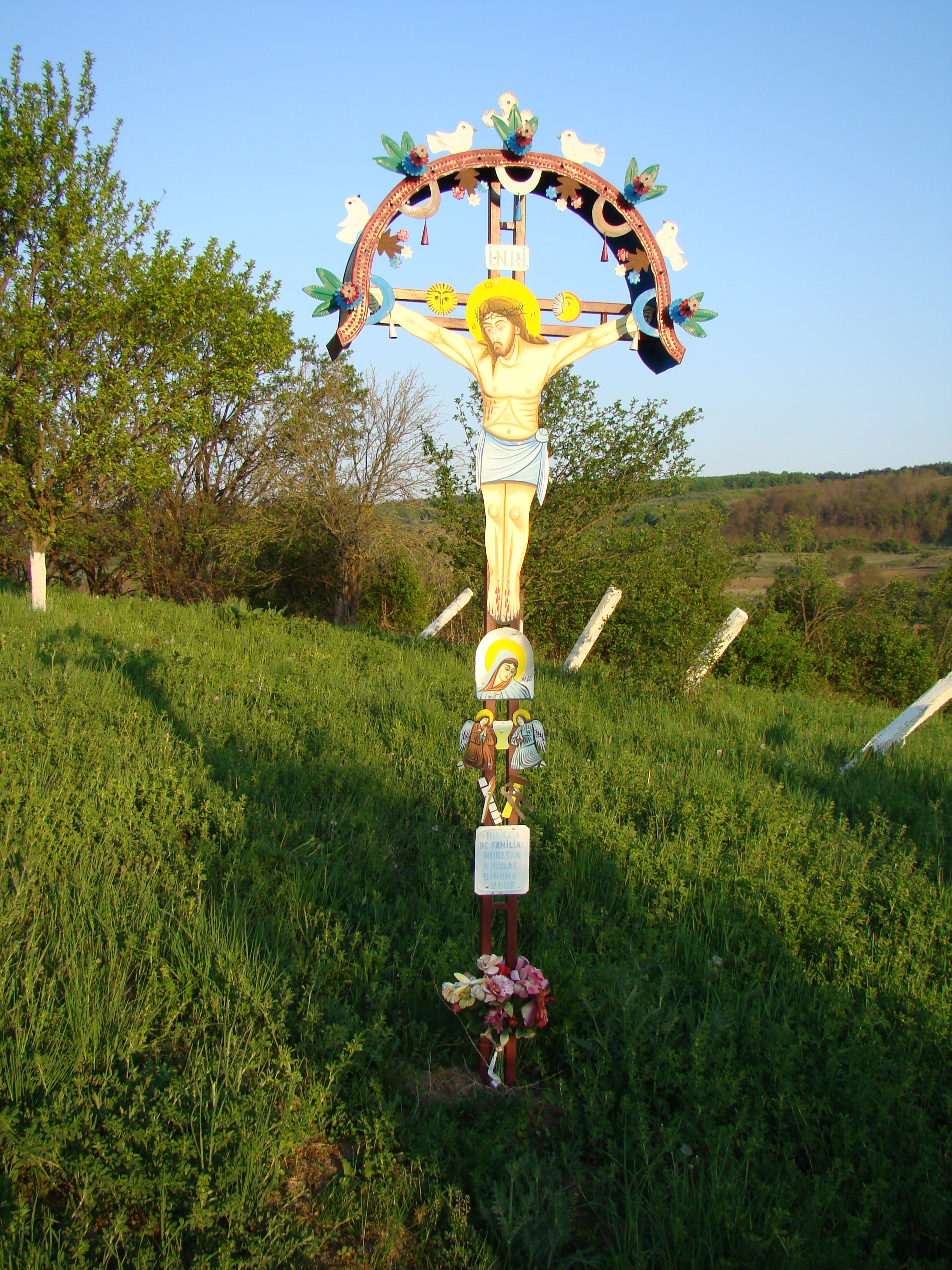
"Răstignire"
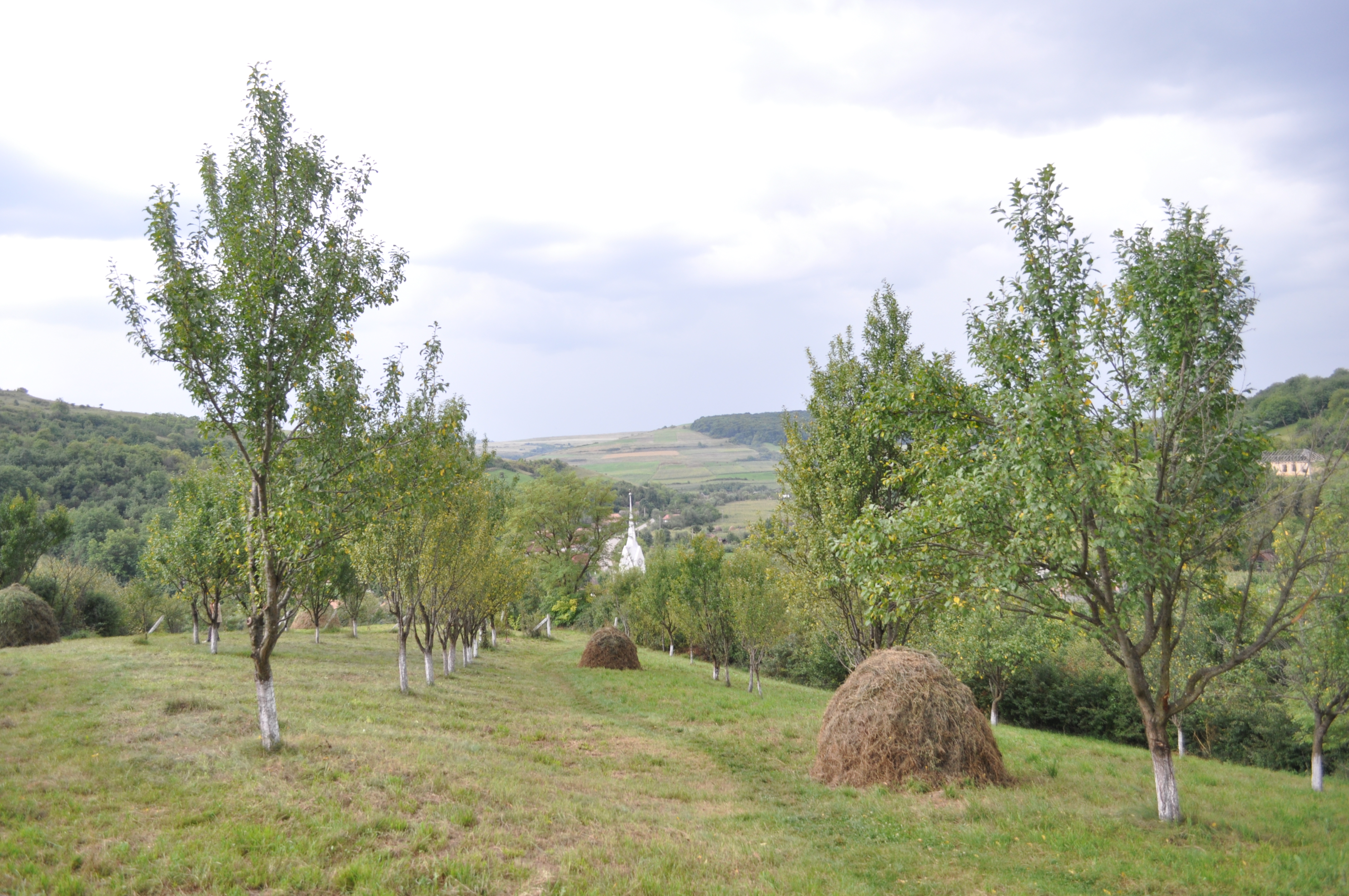

## Imagini din interior

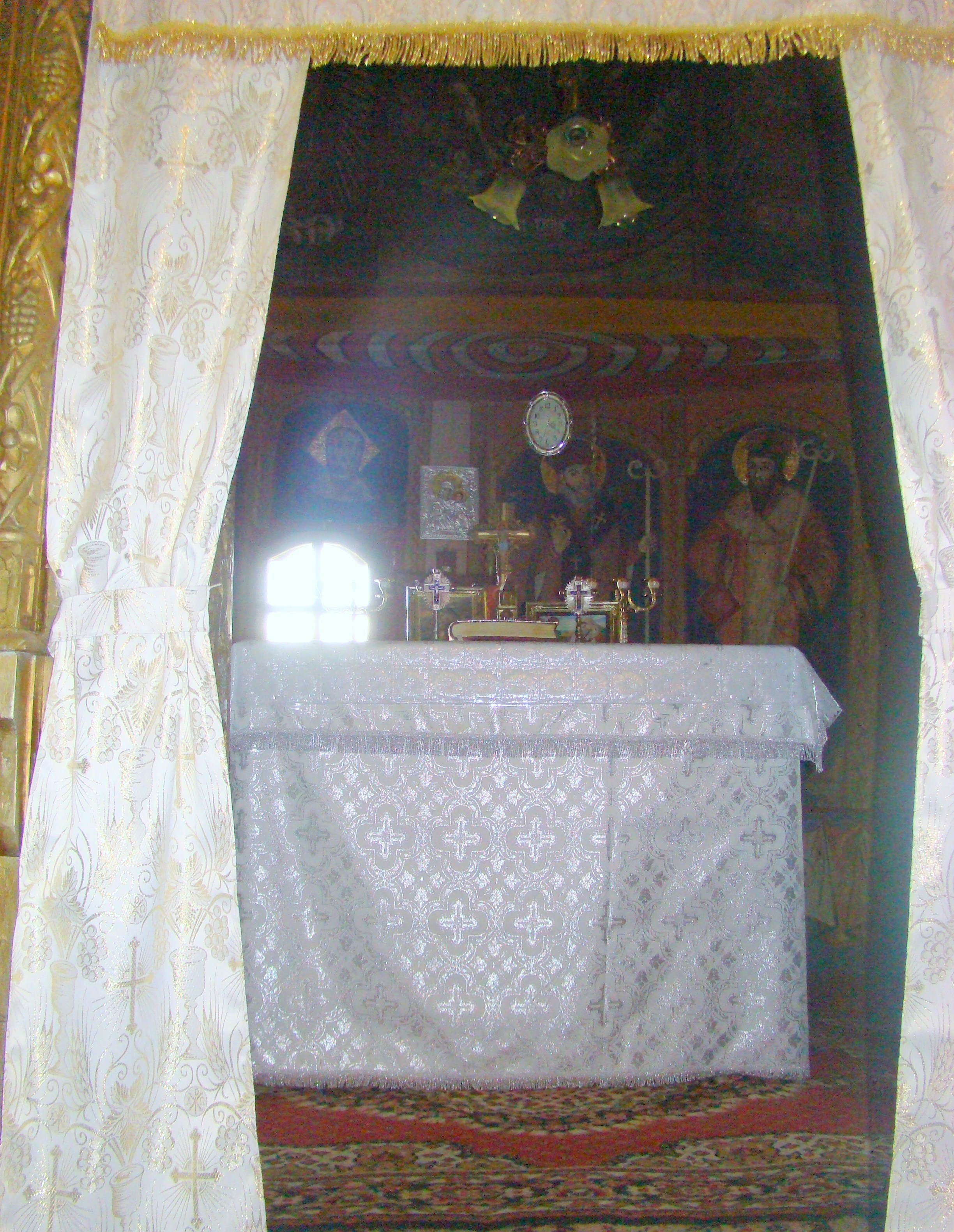
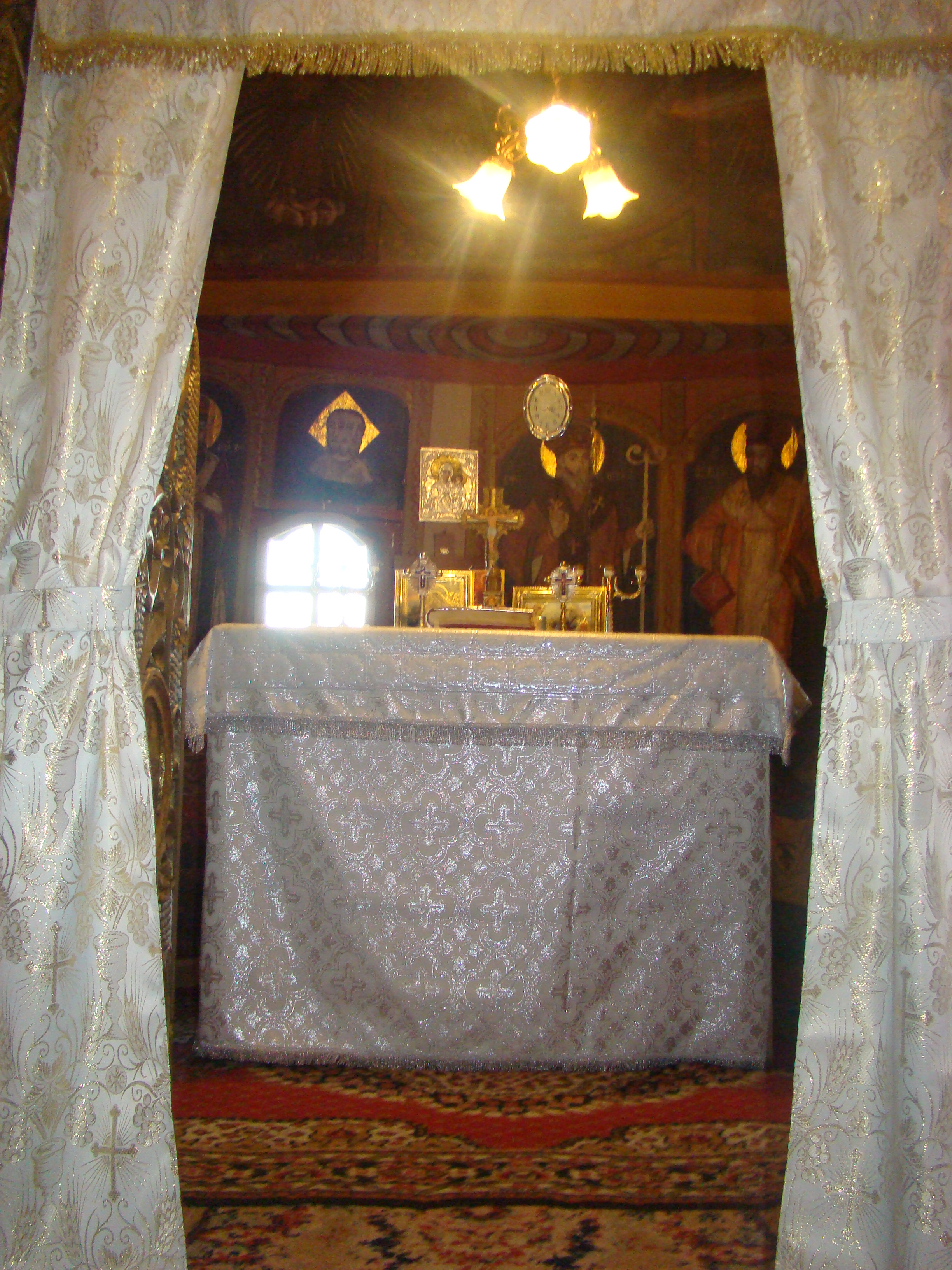
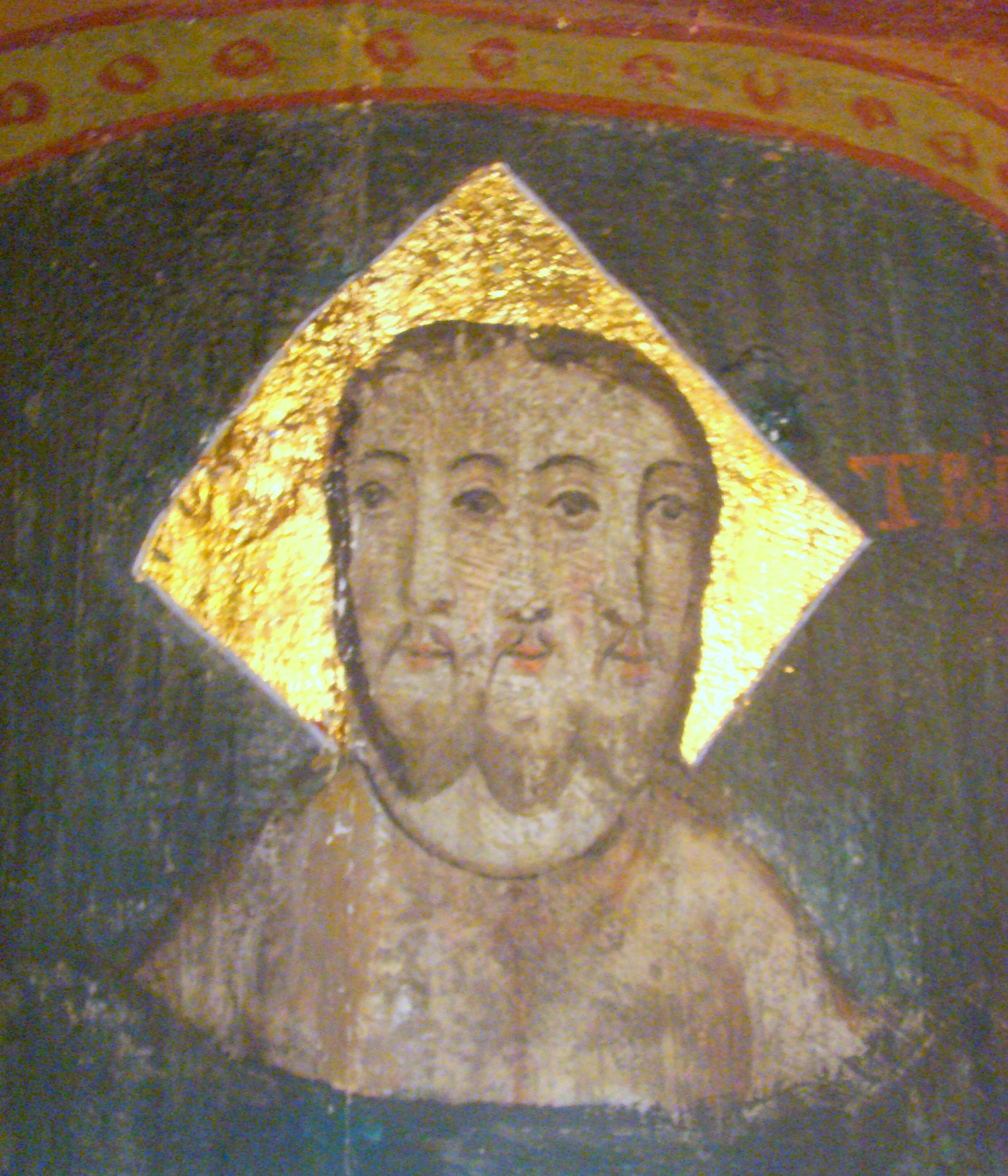
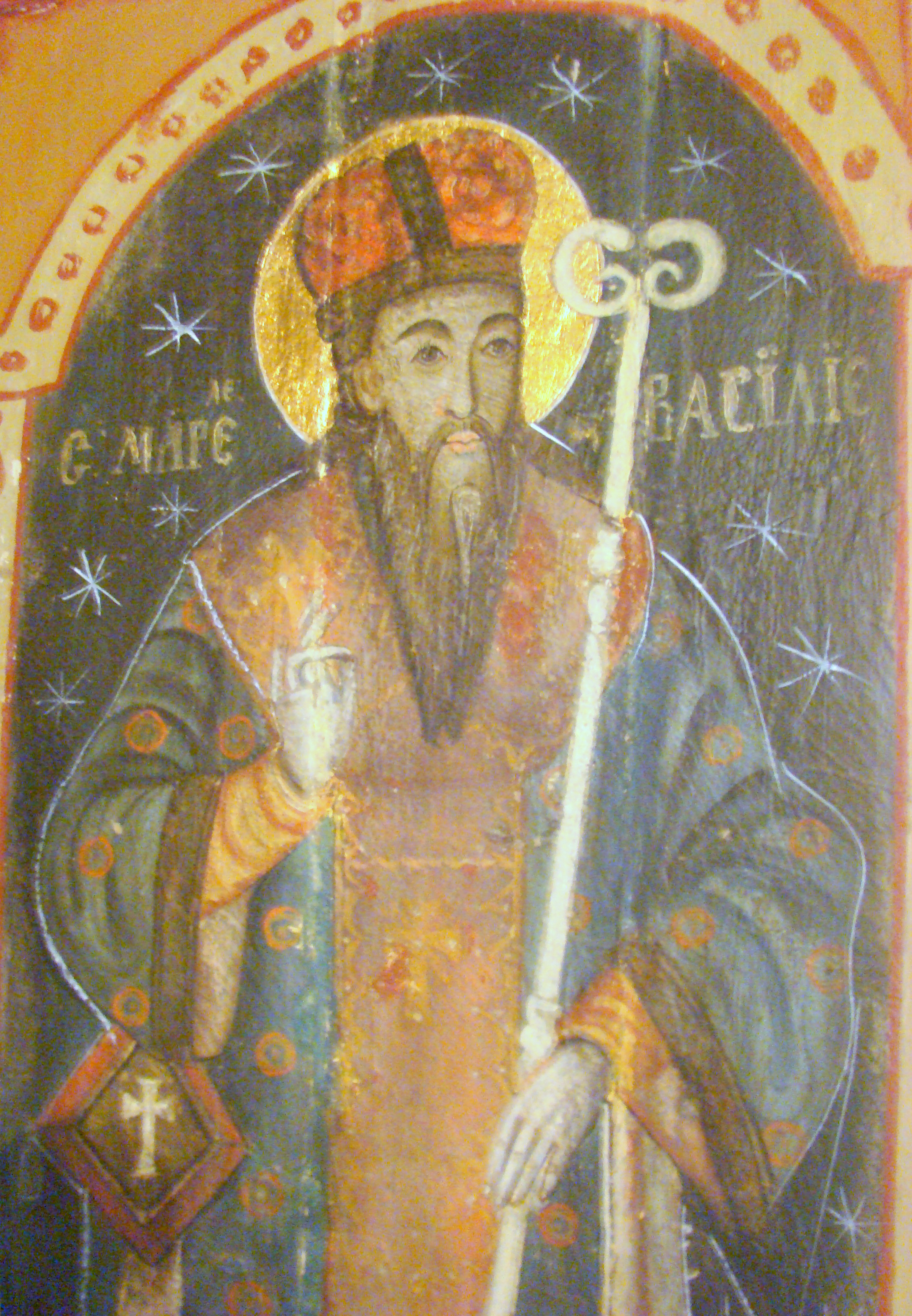
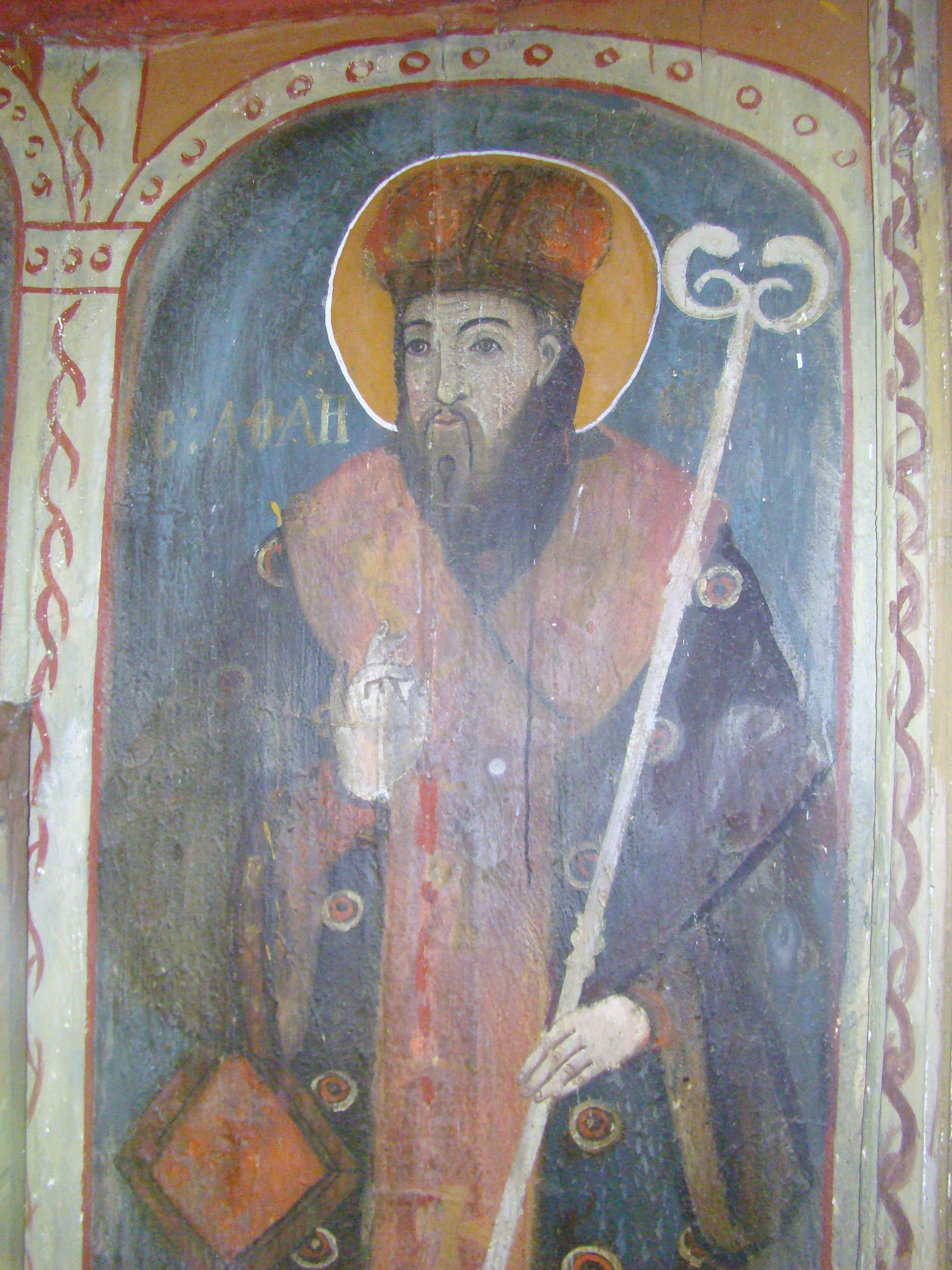
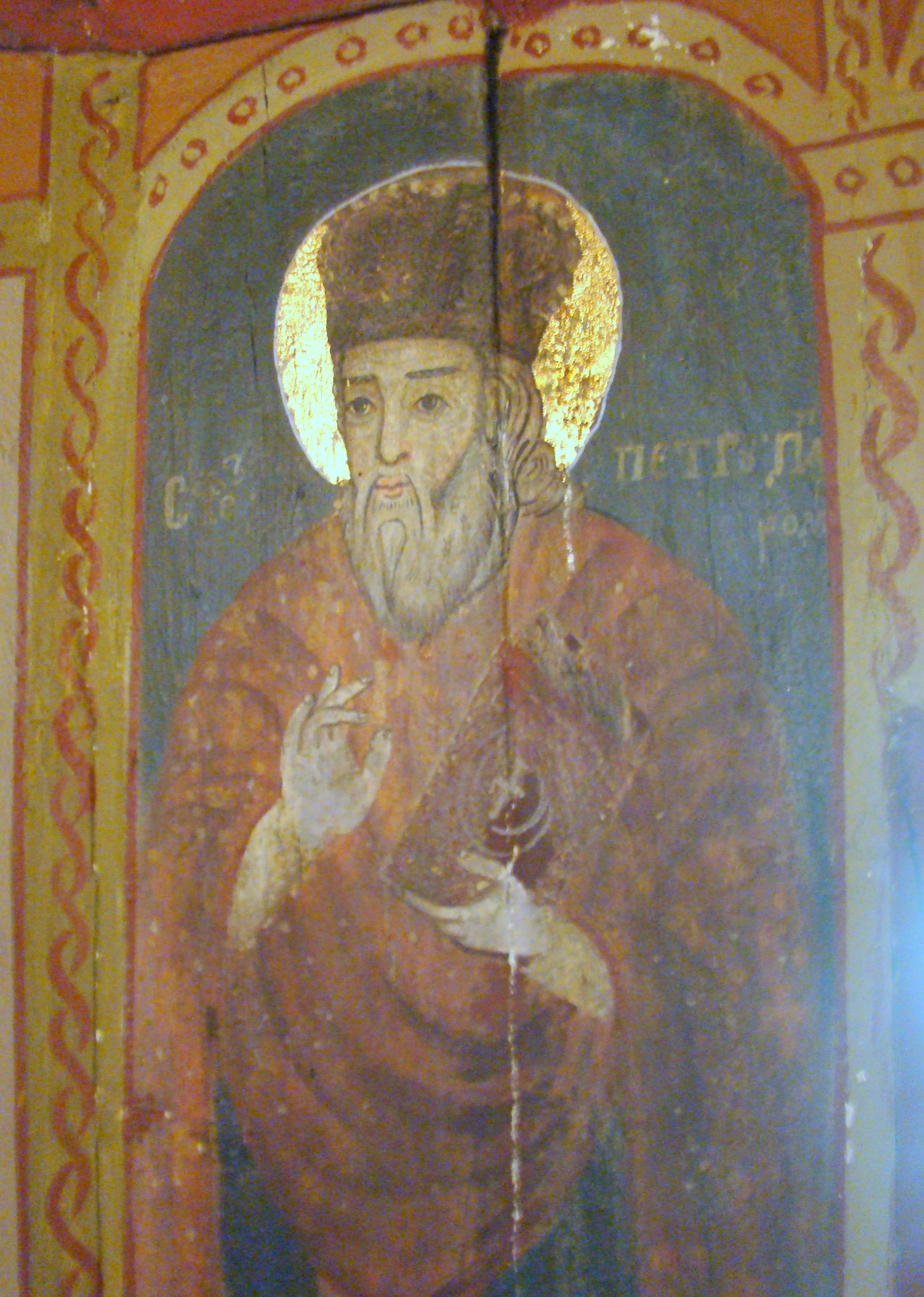
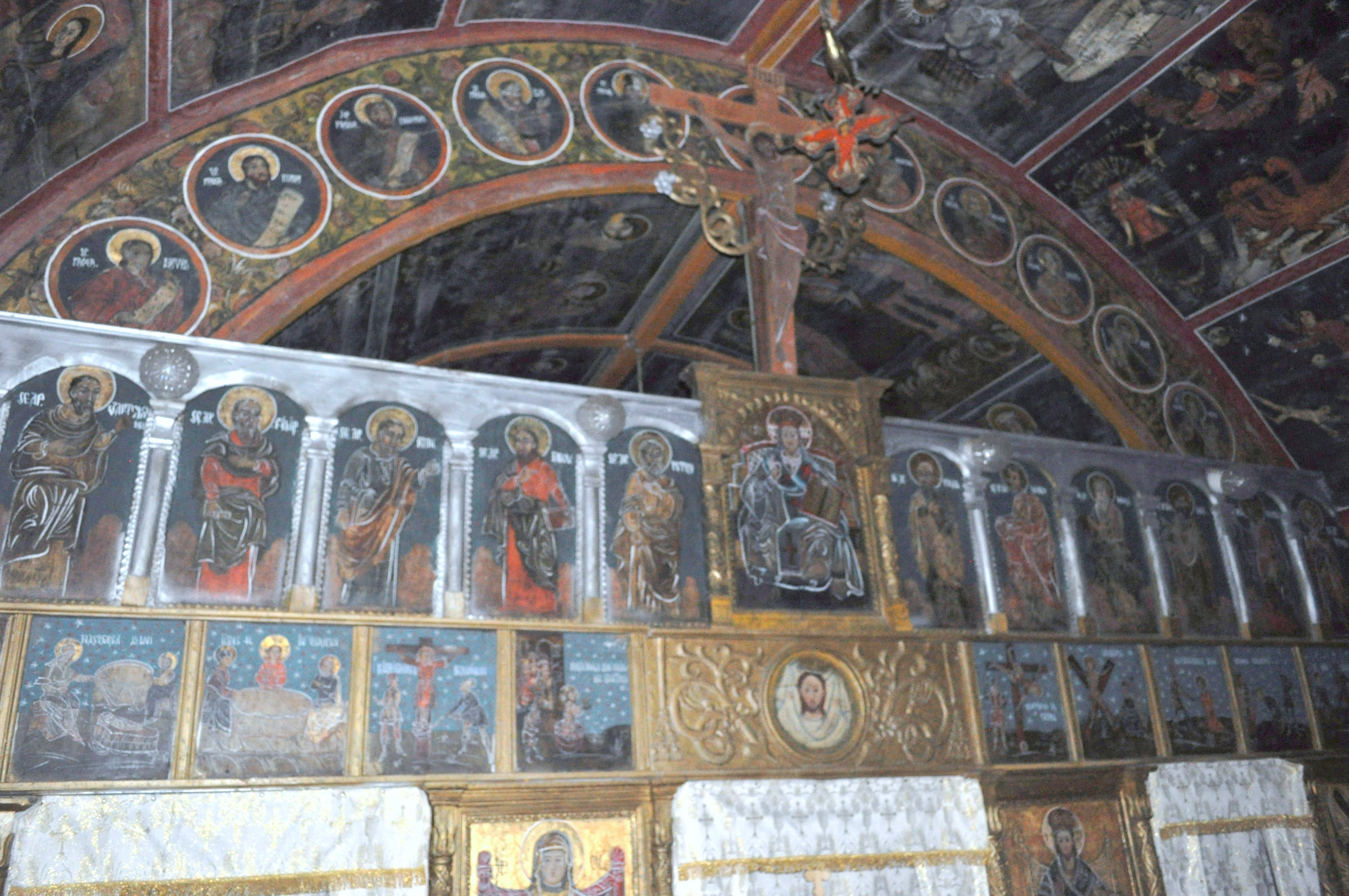
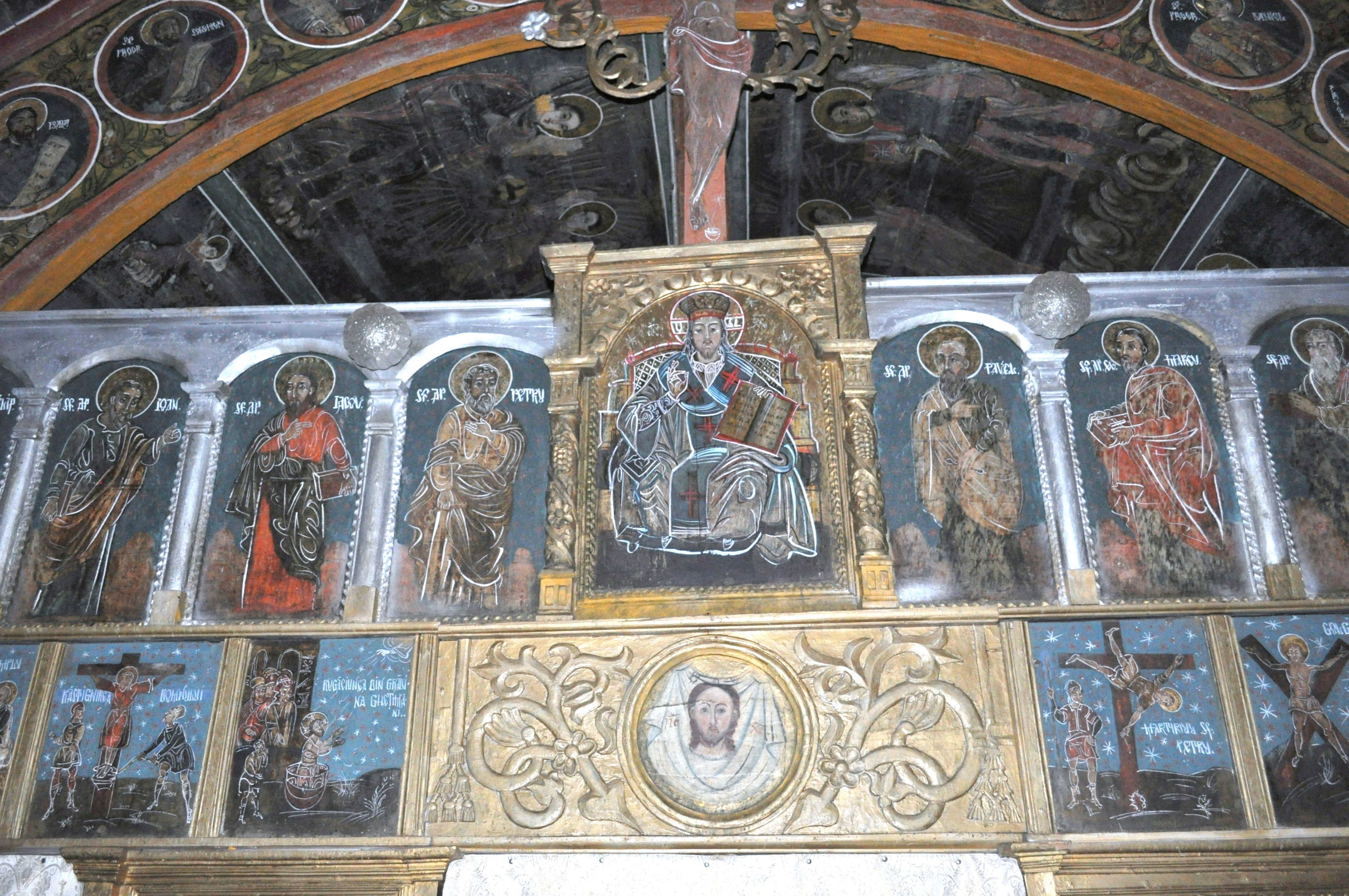
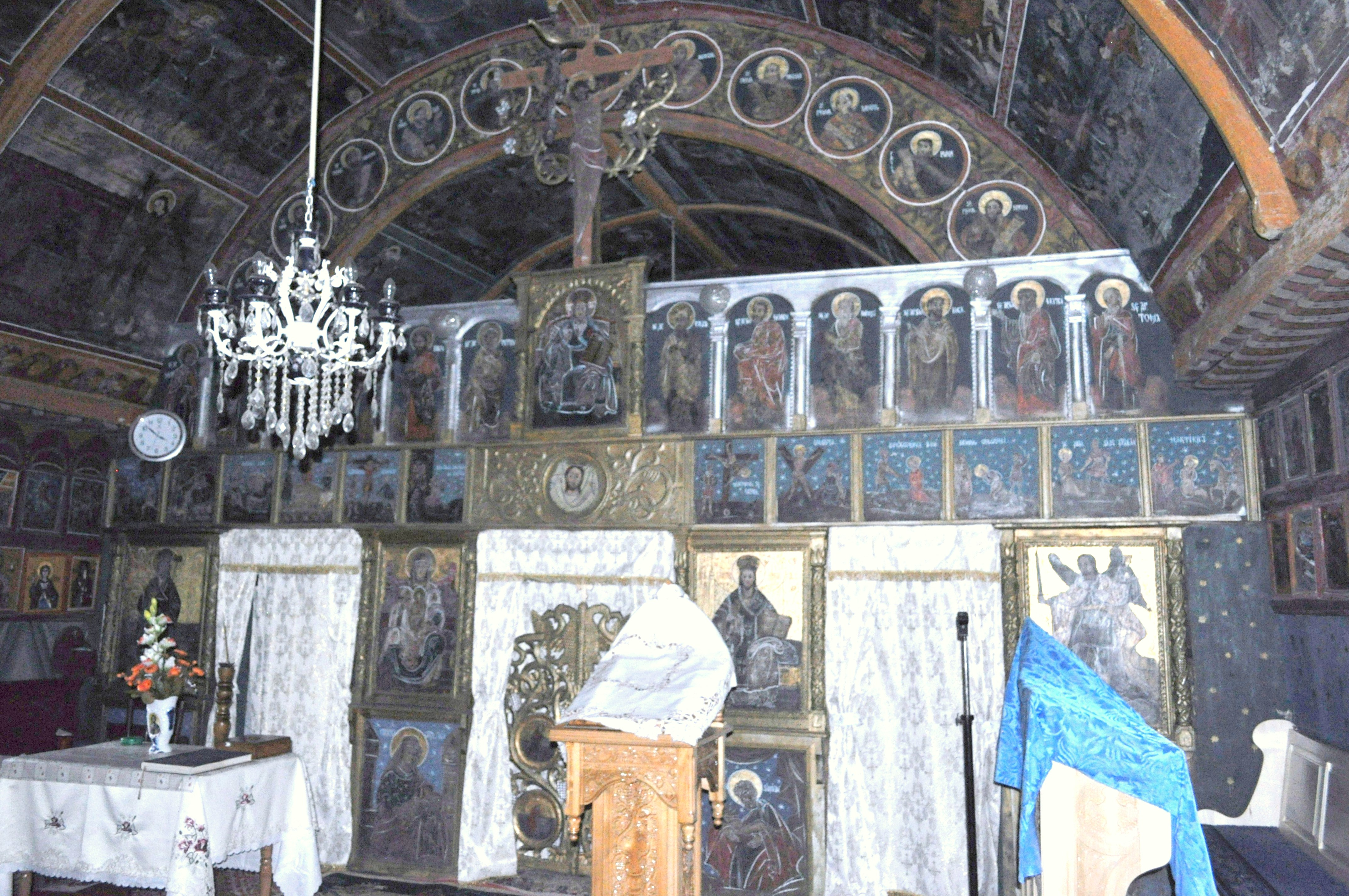
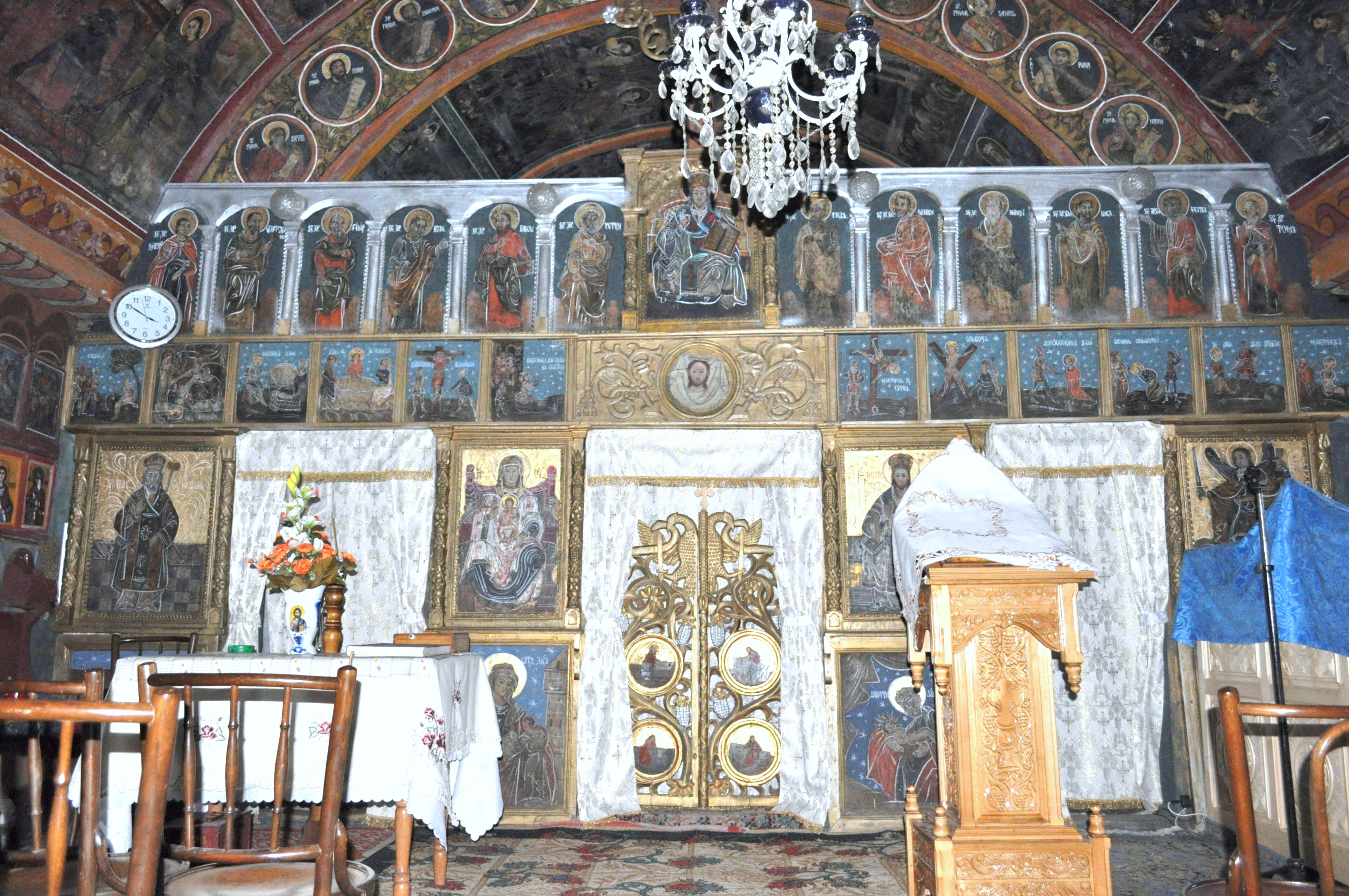
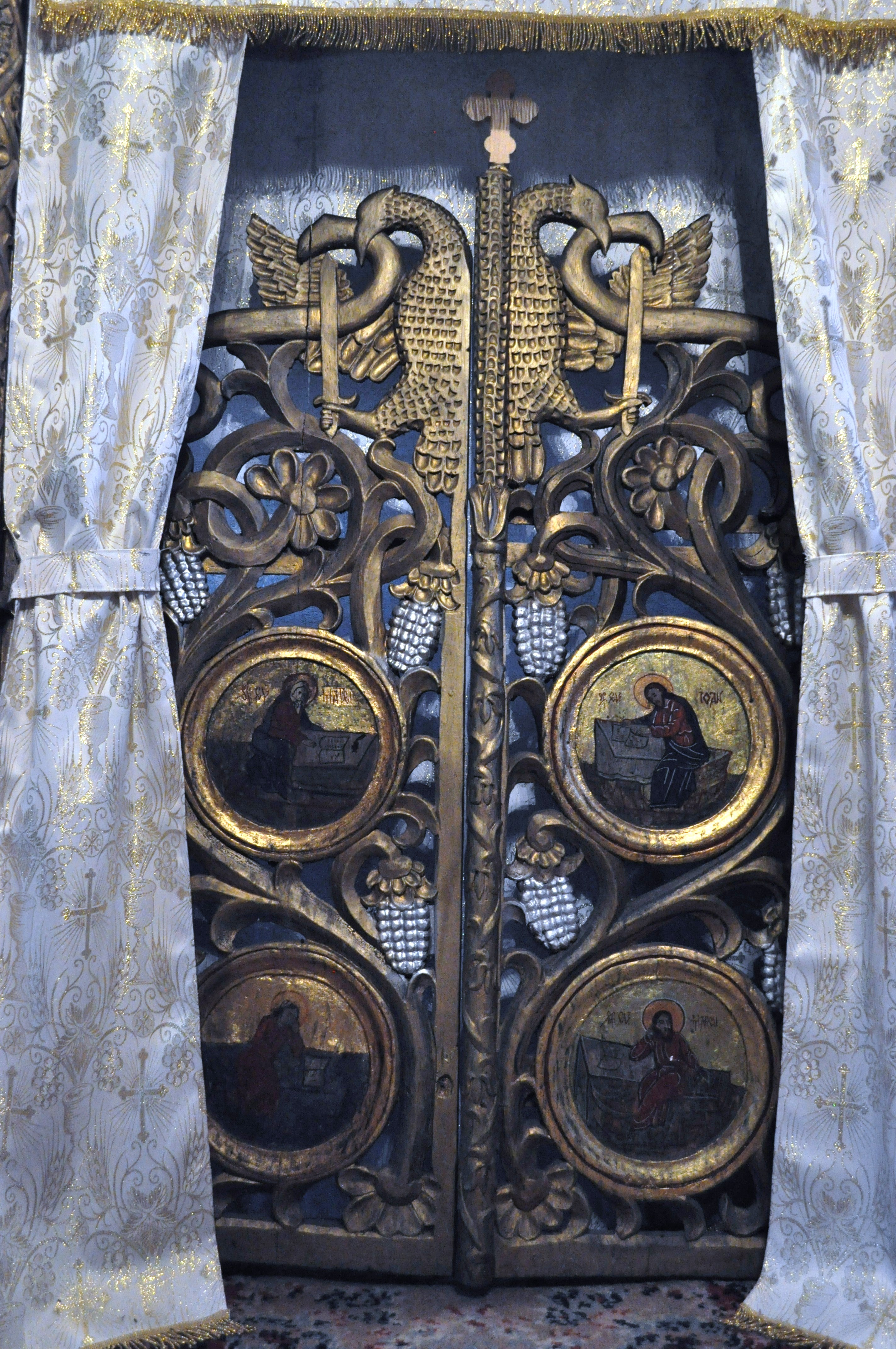
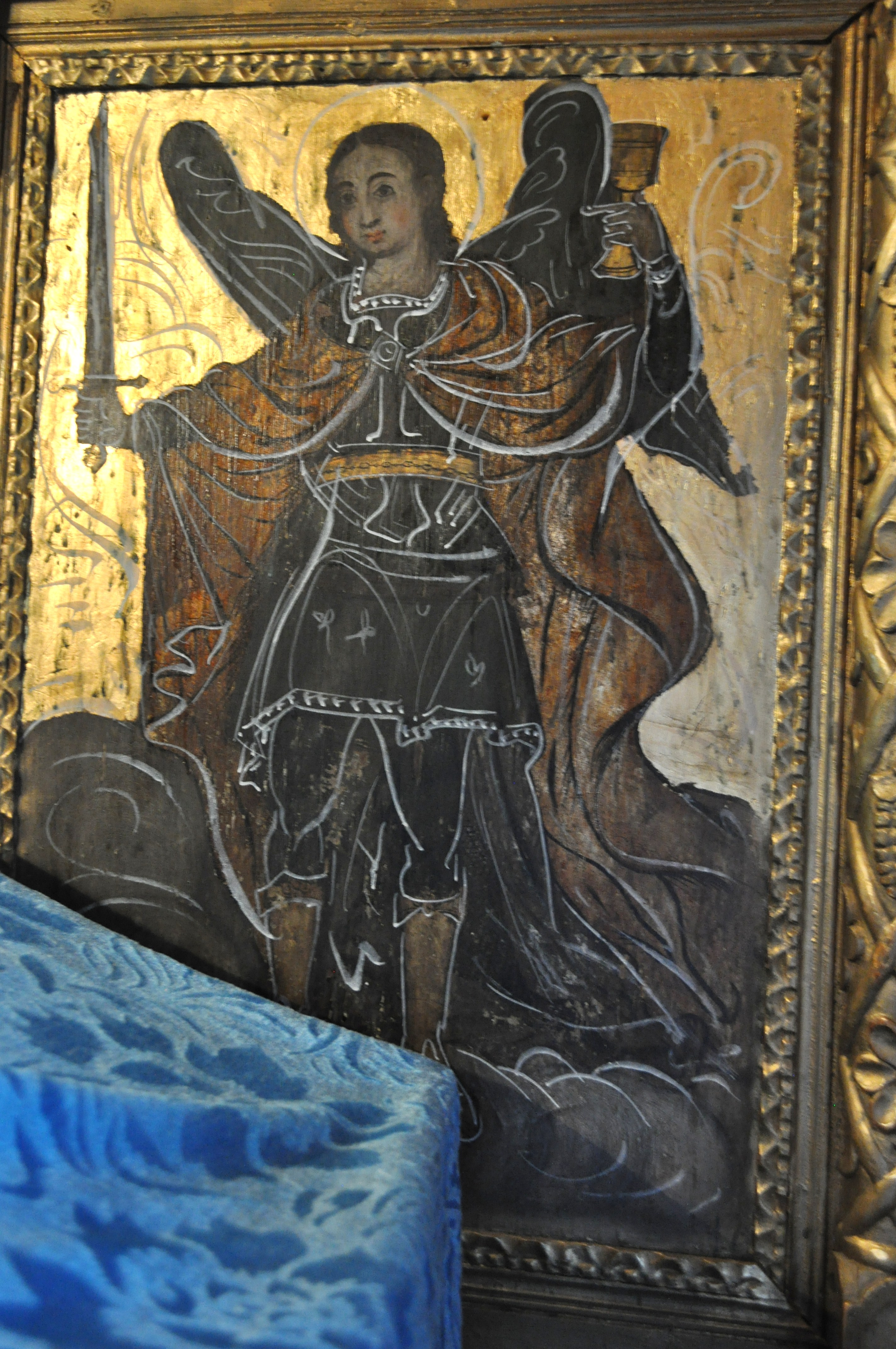
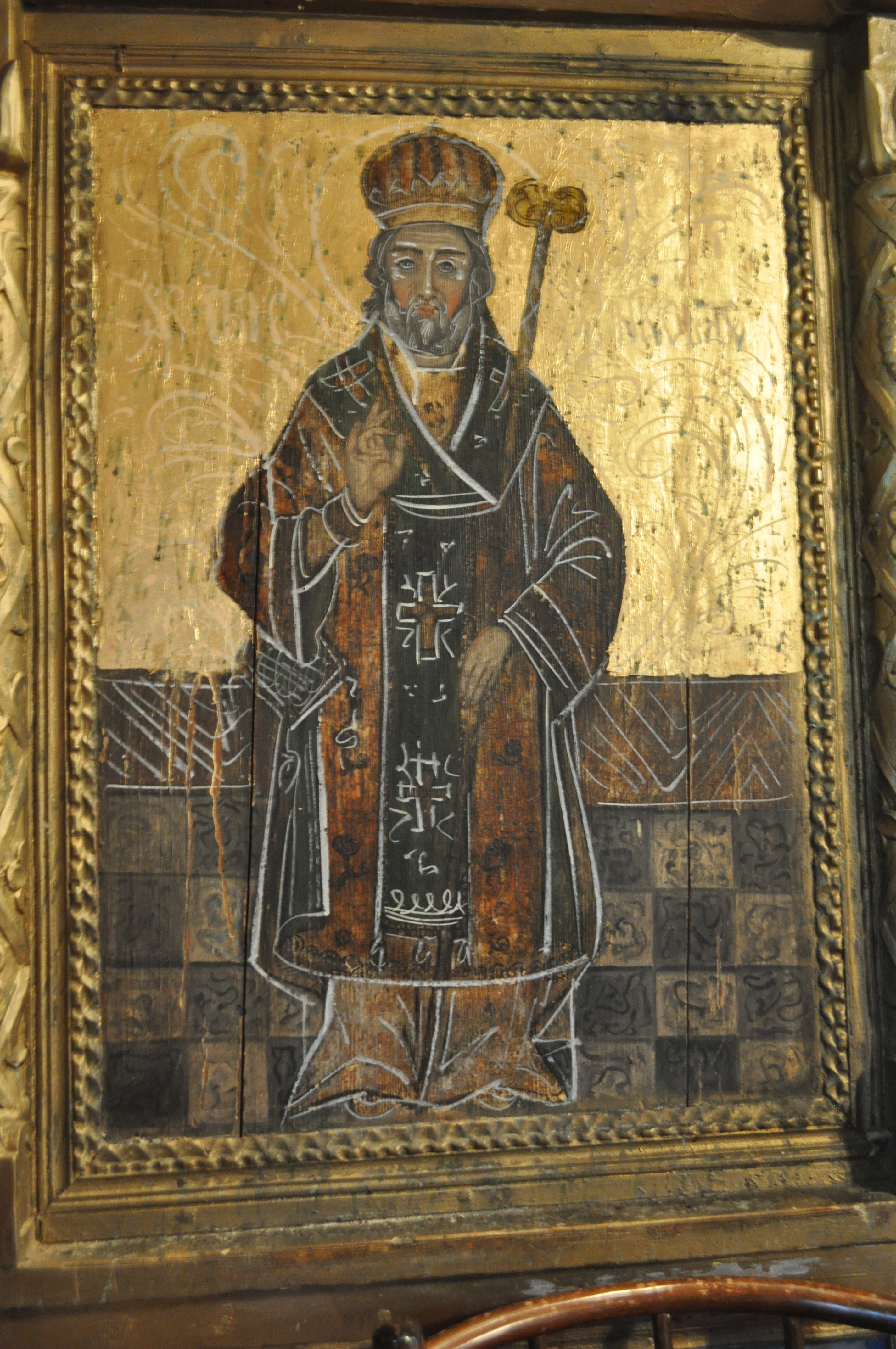
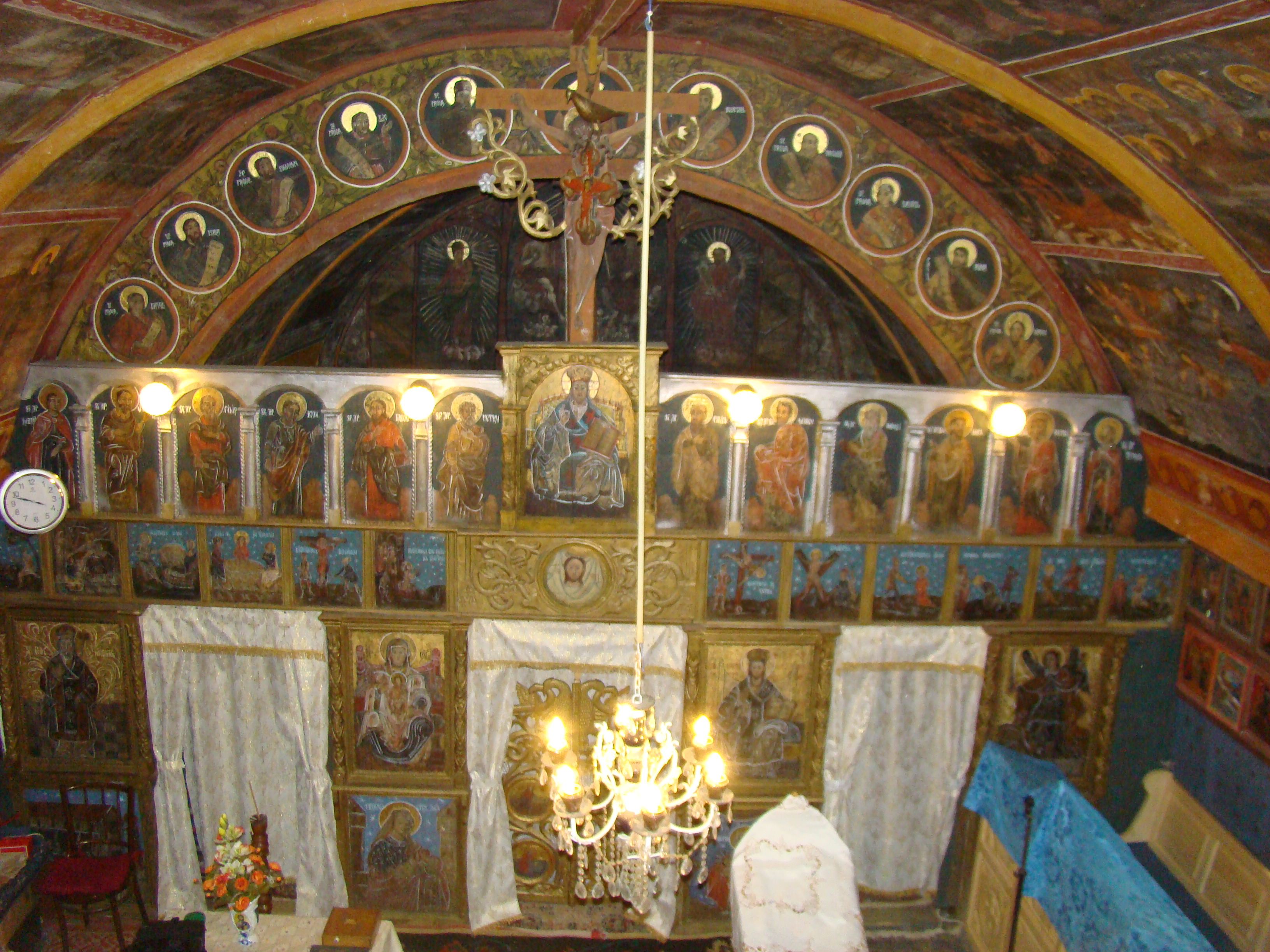
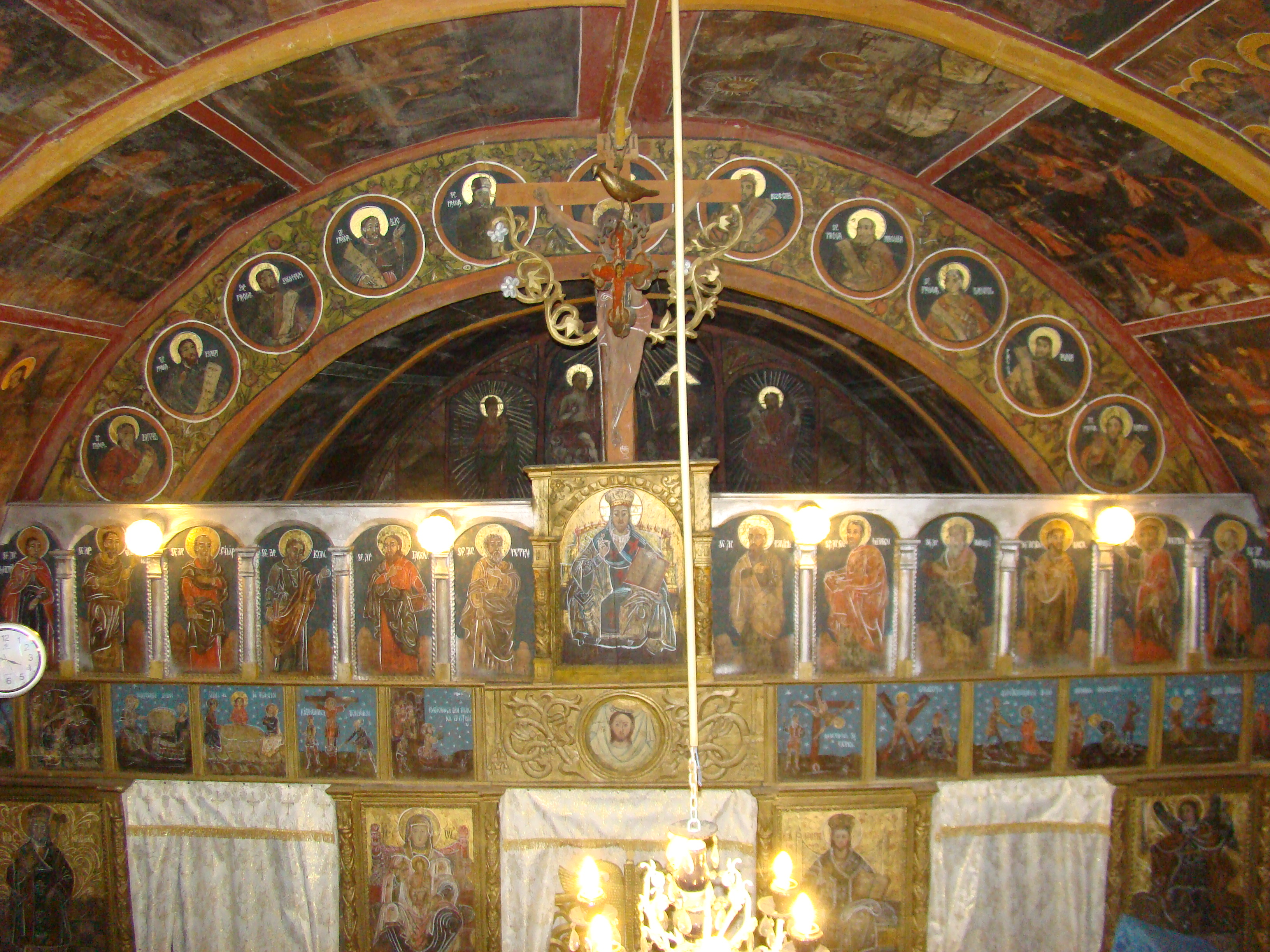
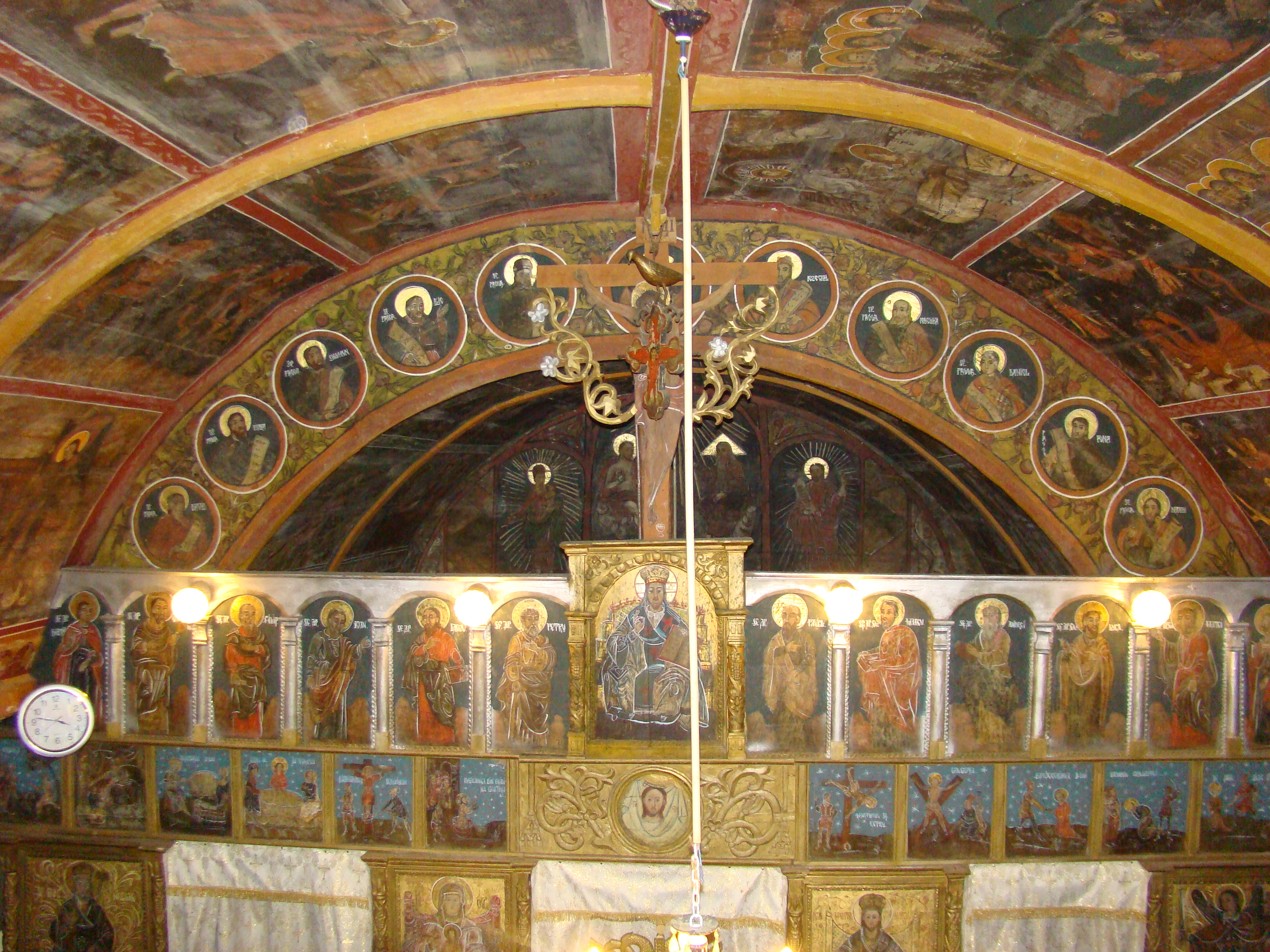
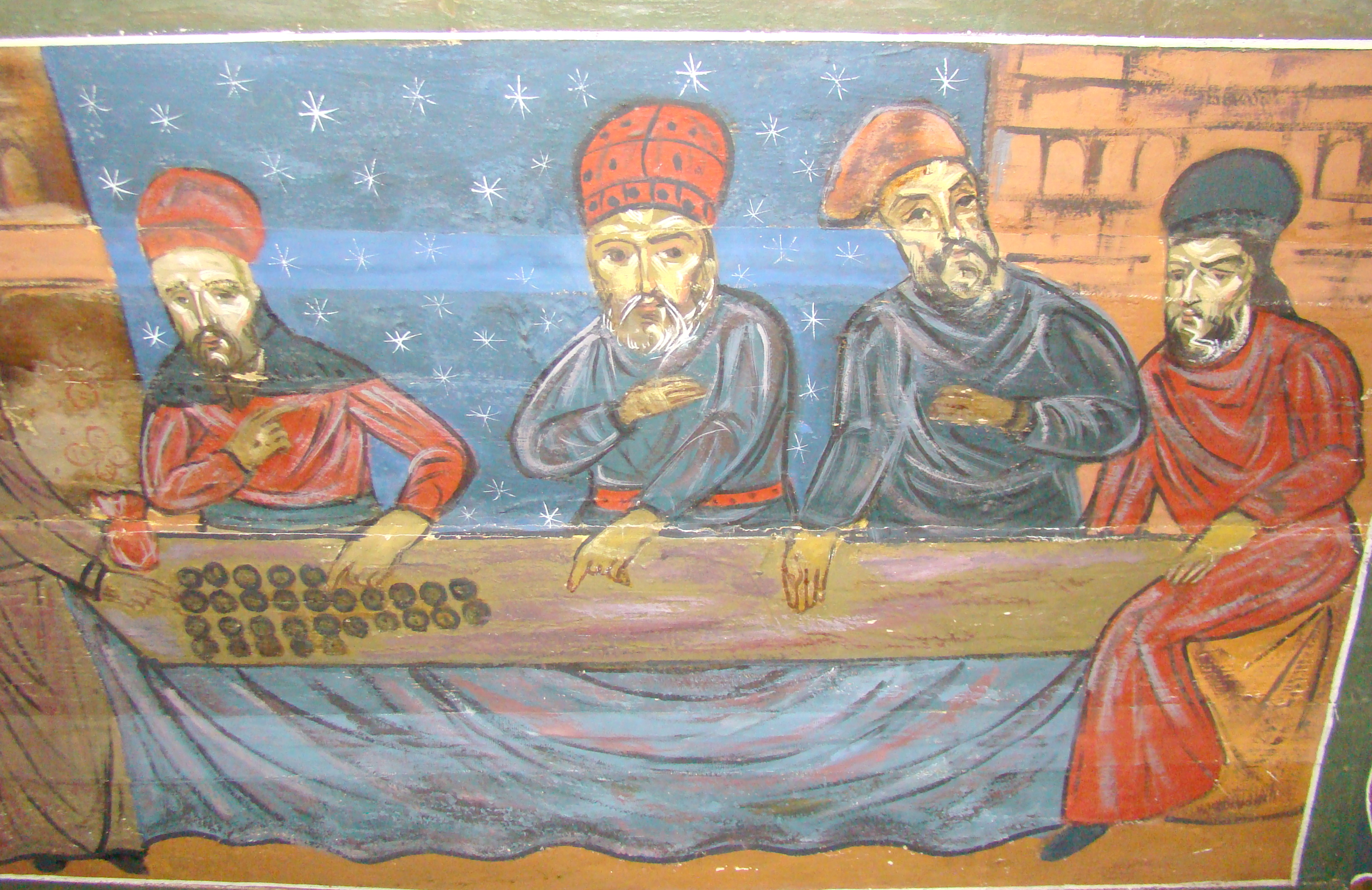
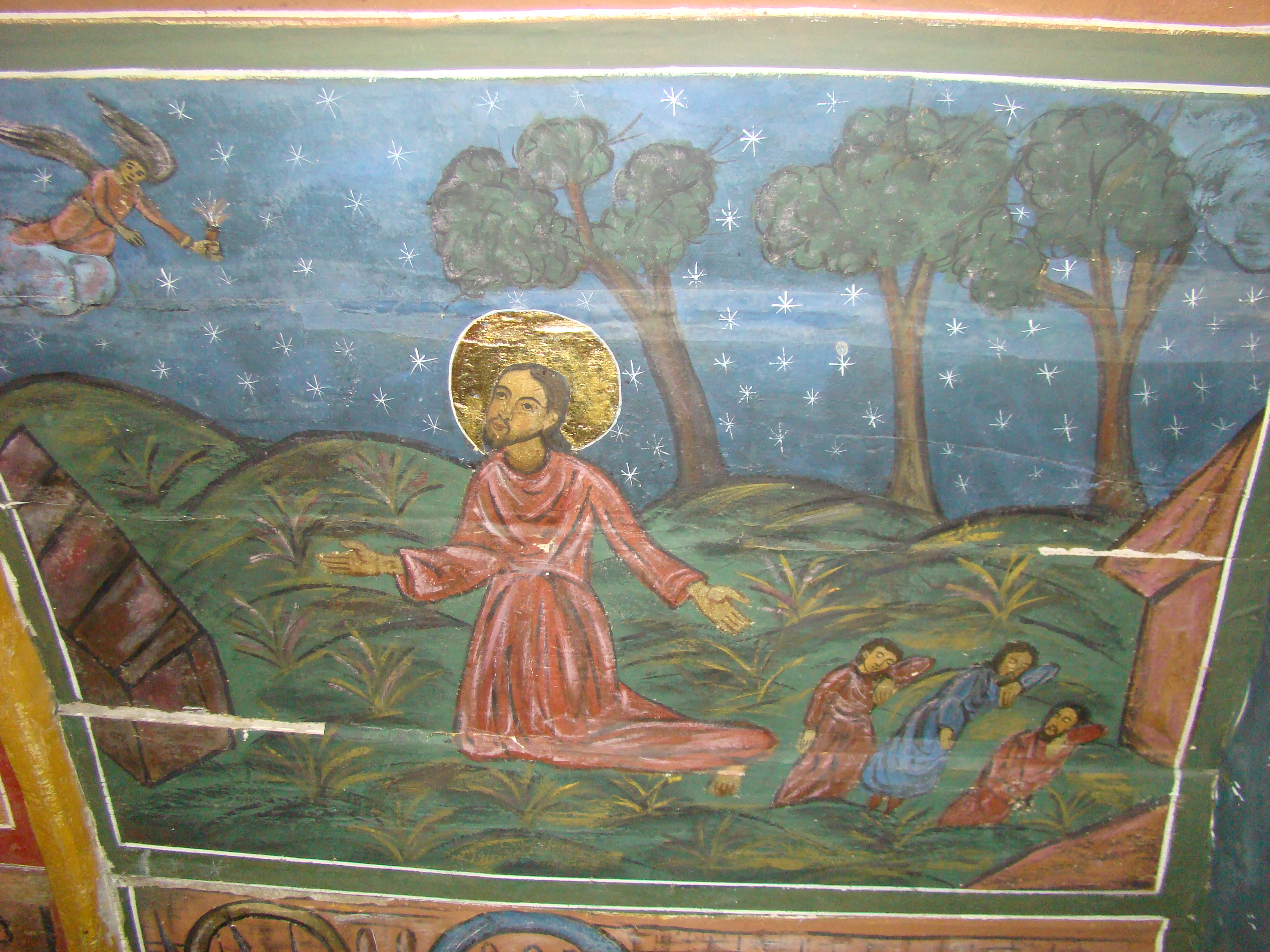
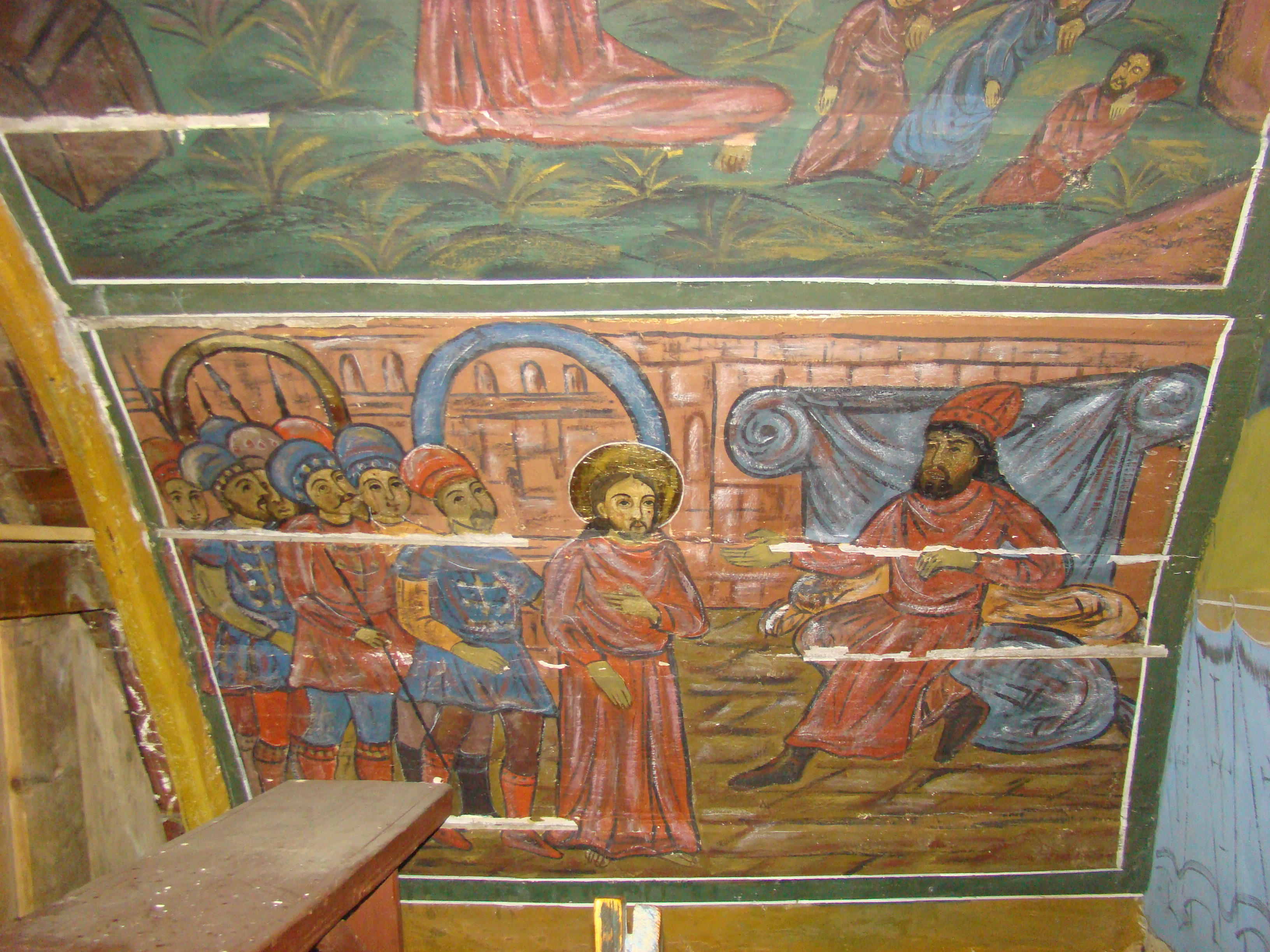
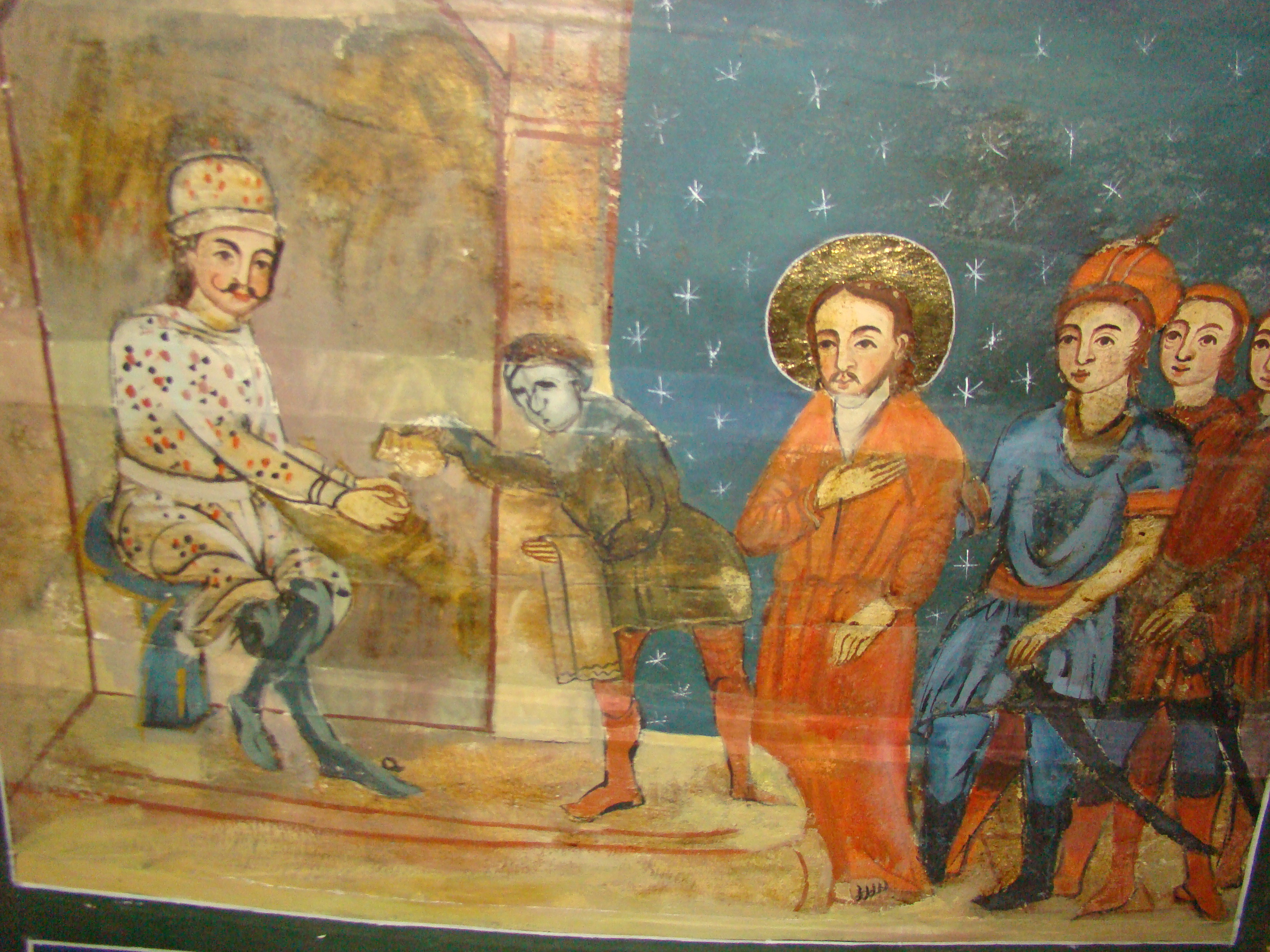
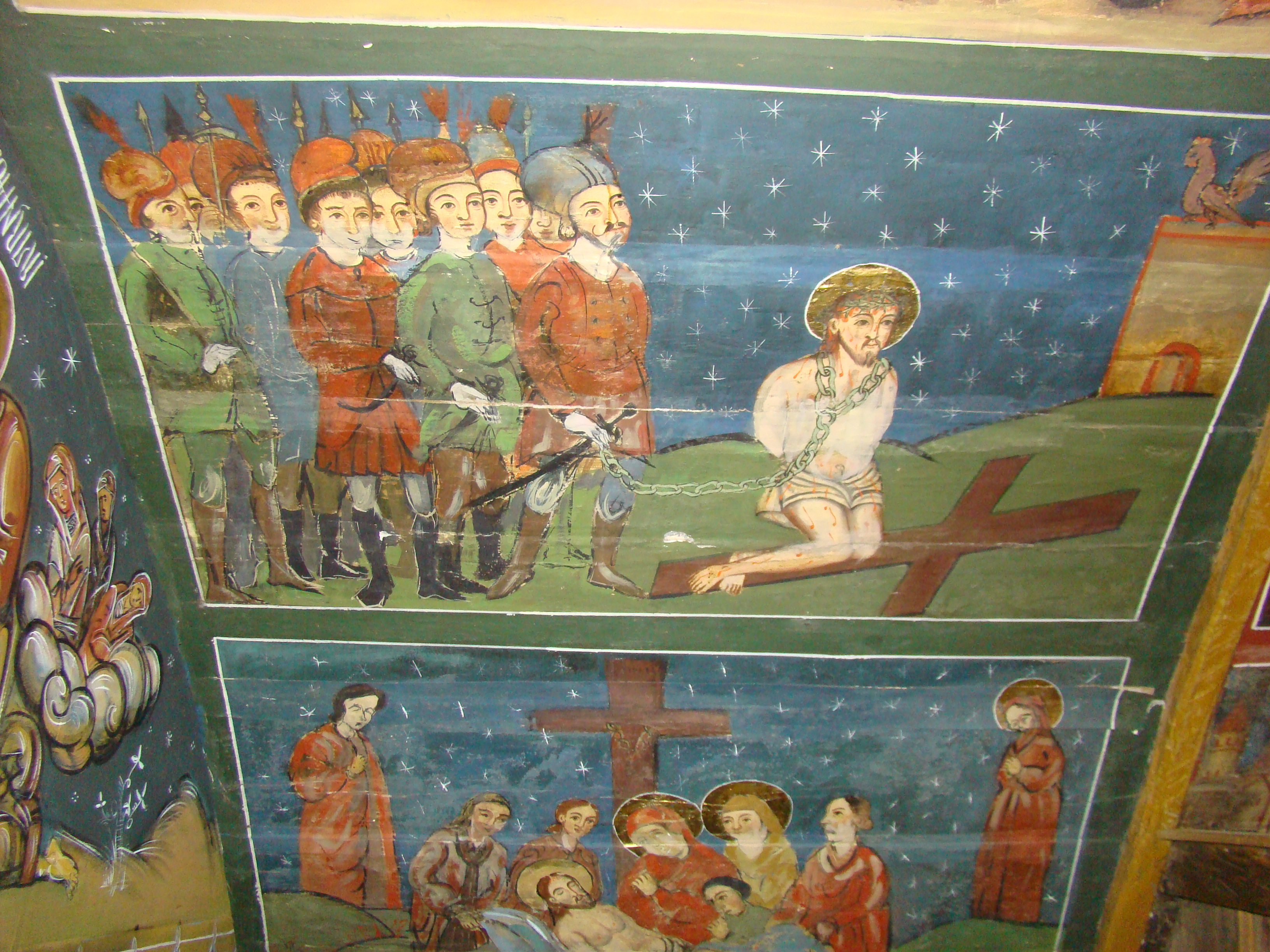
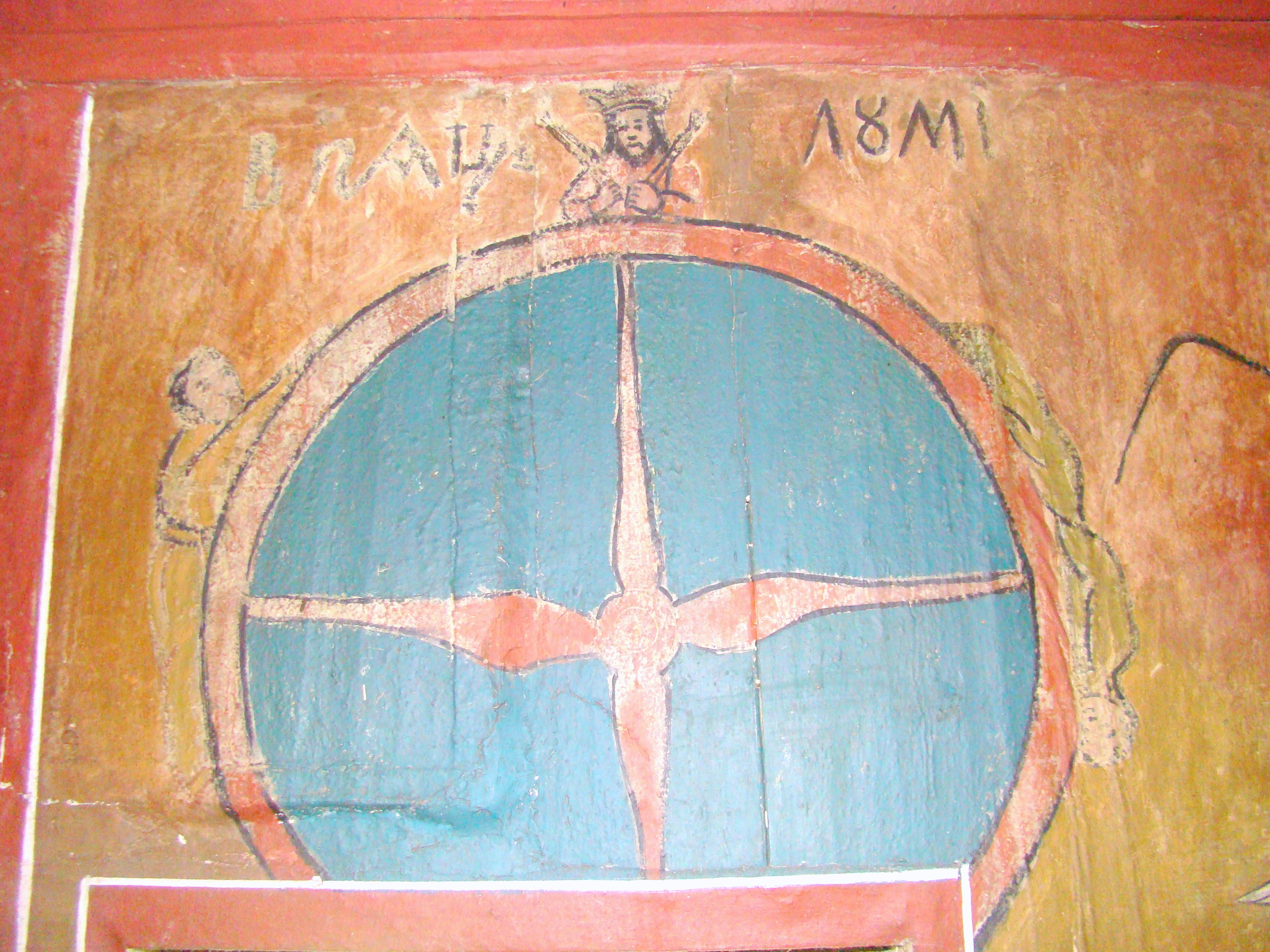
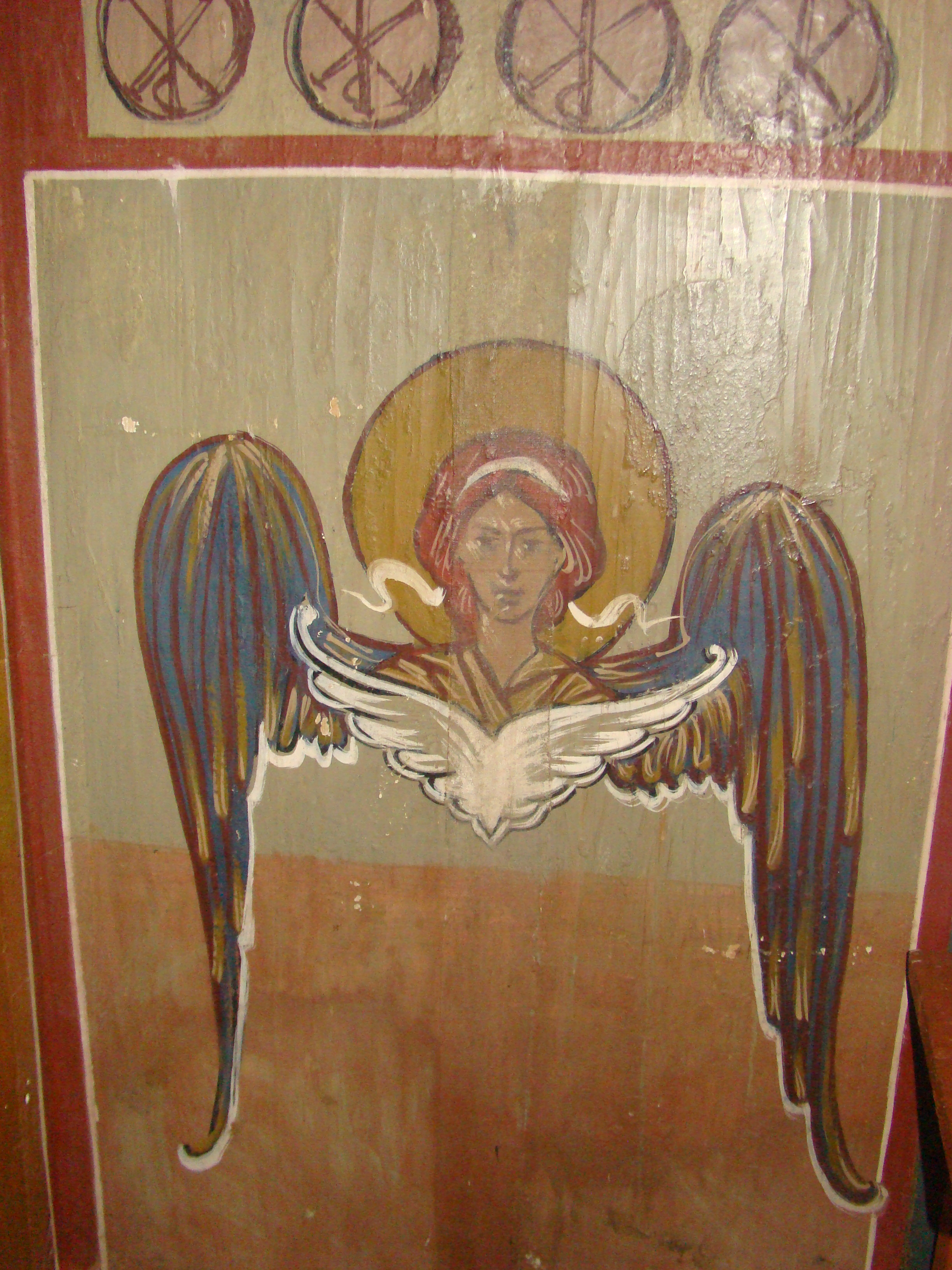
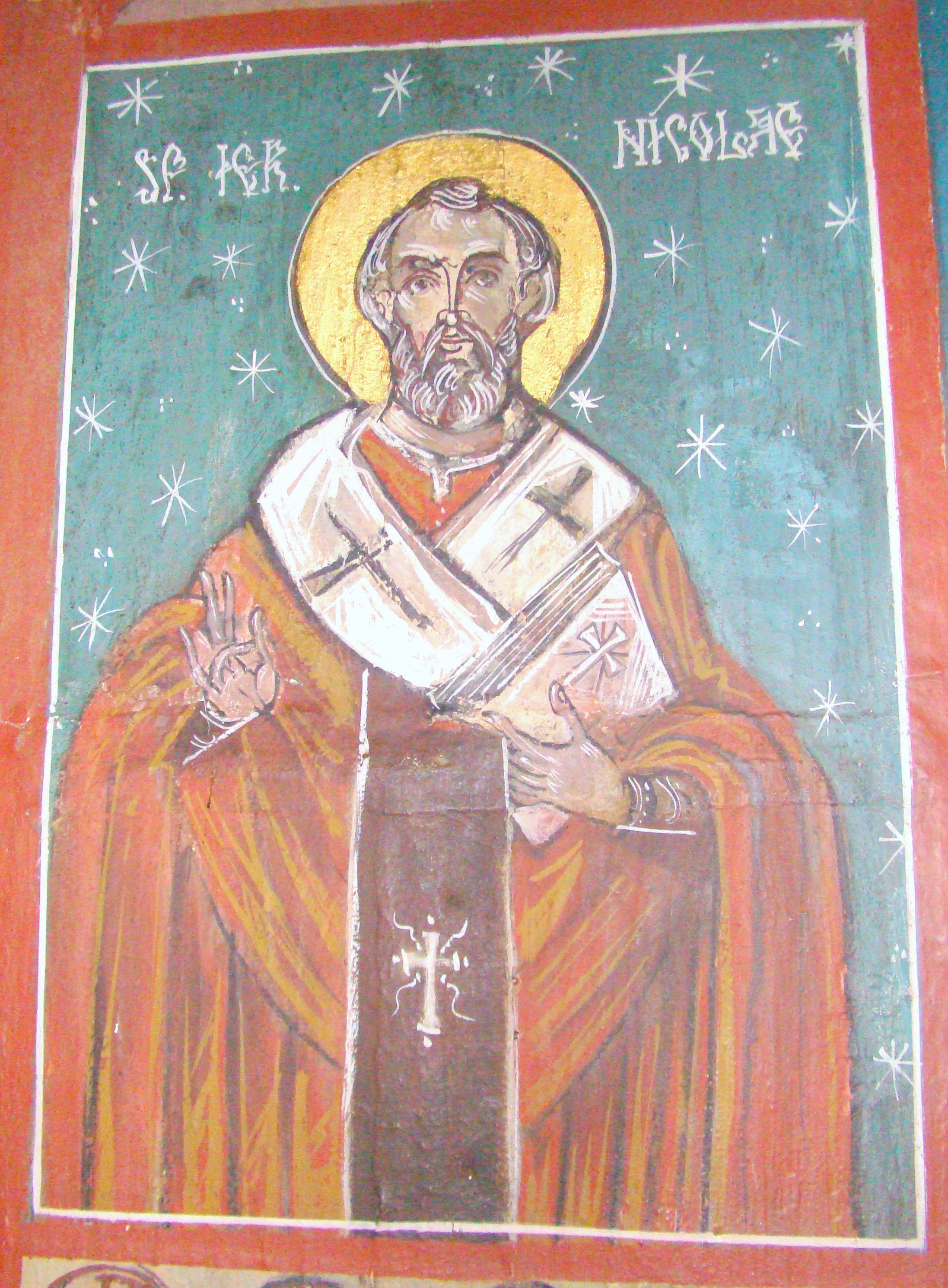
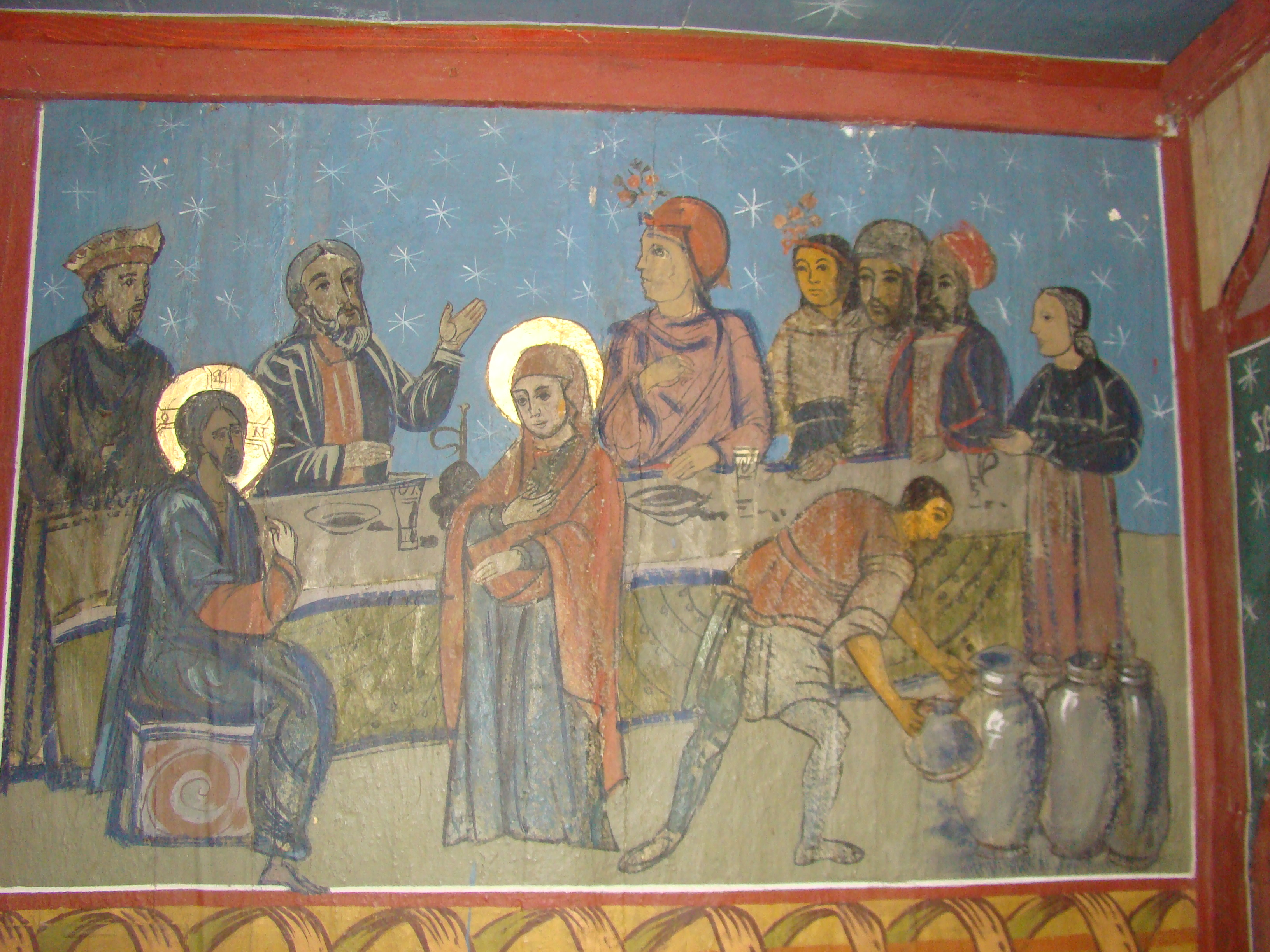
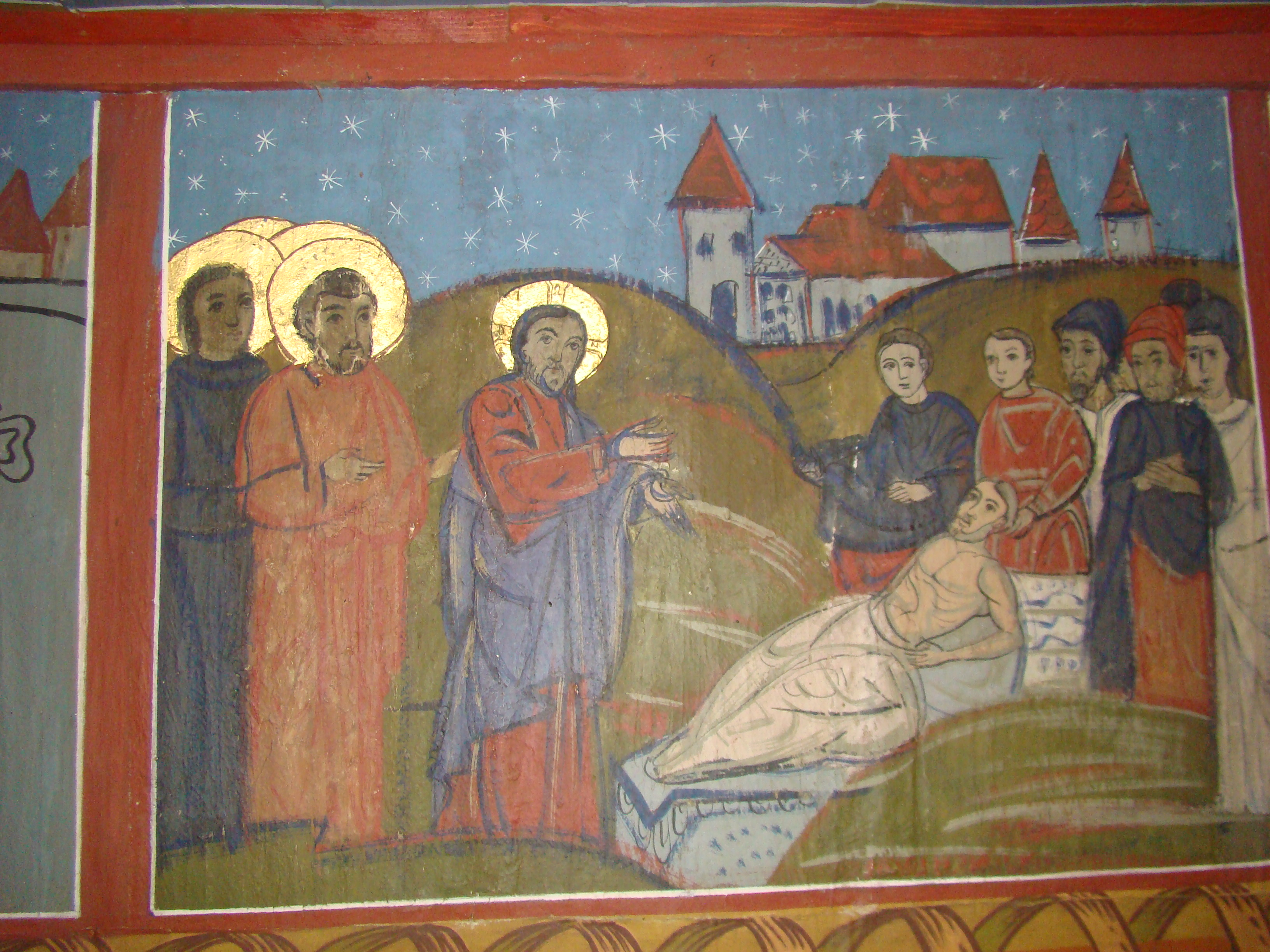
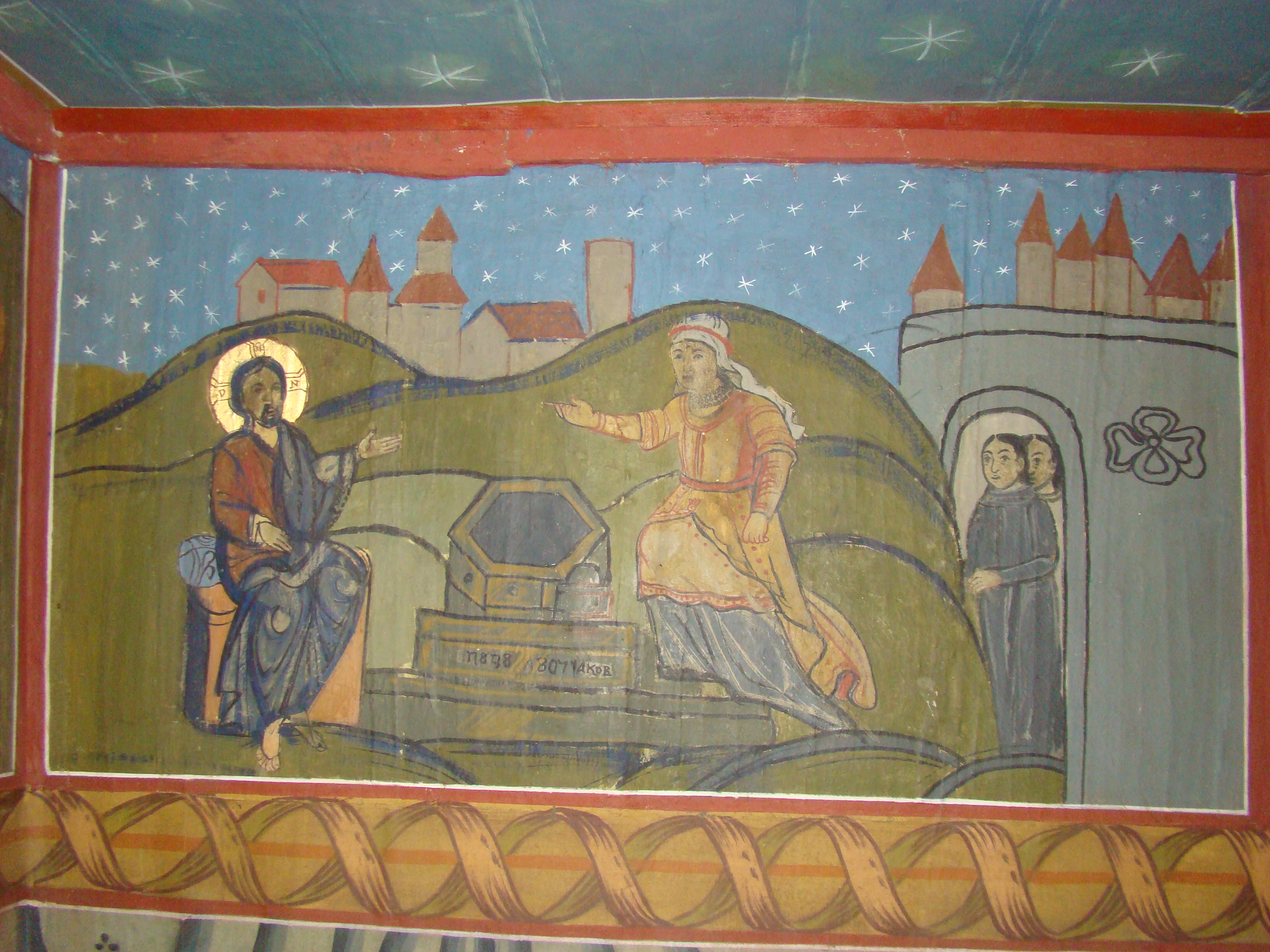
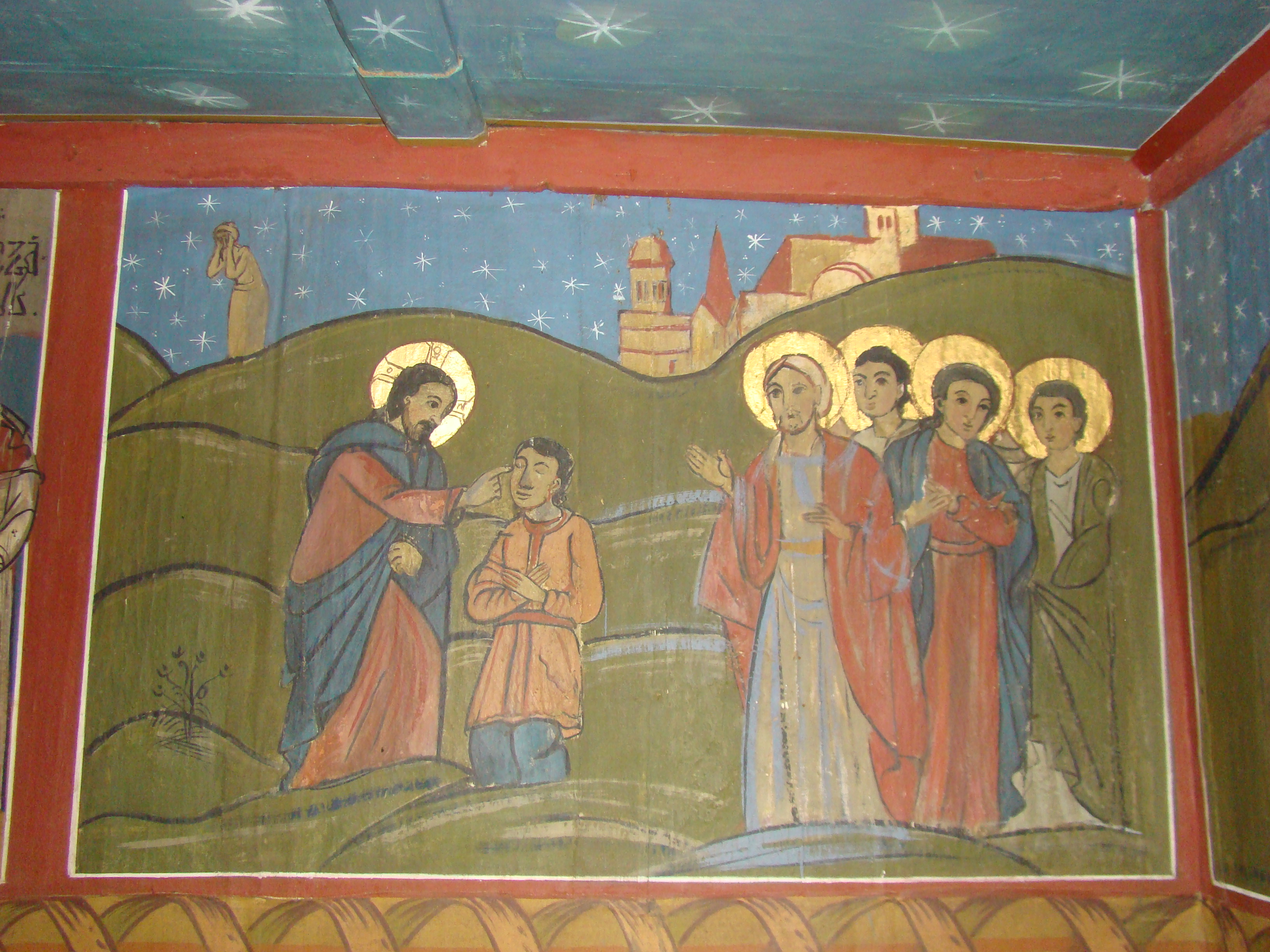
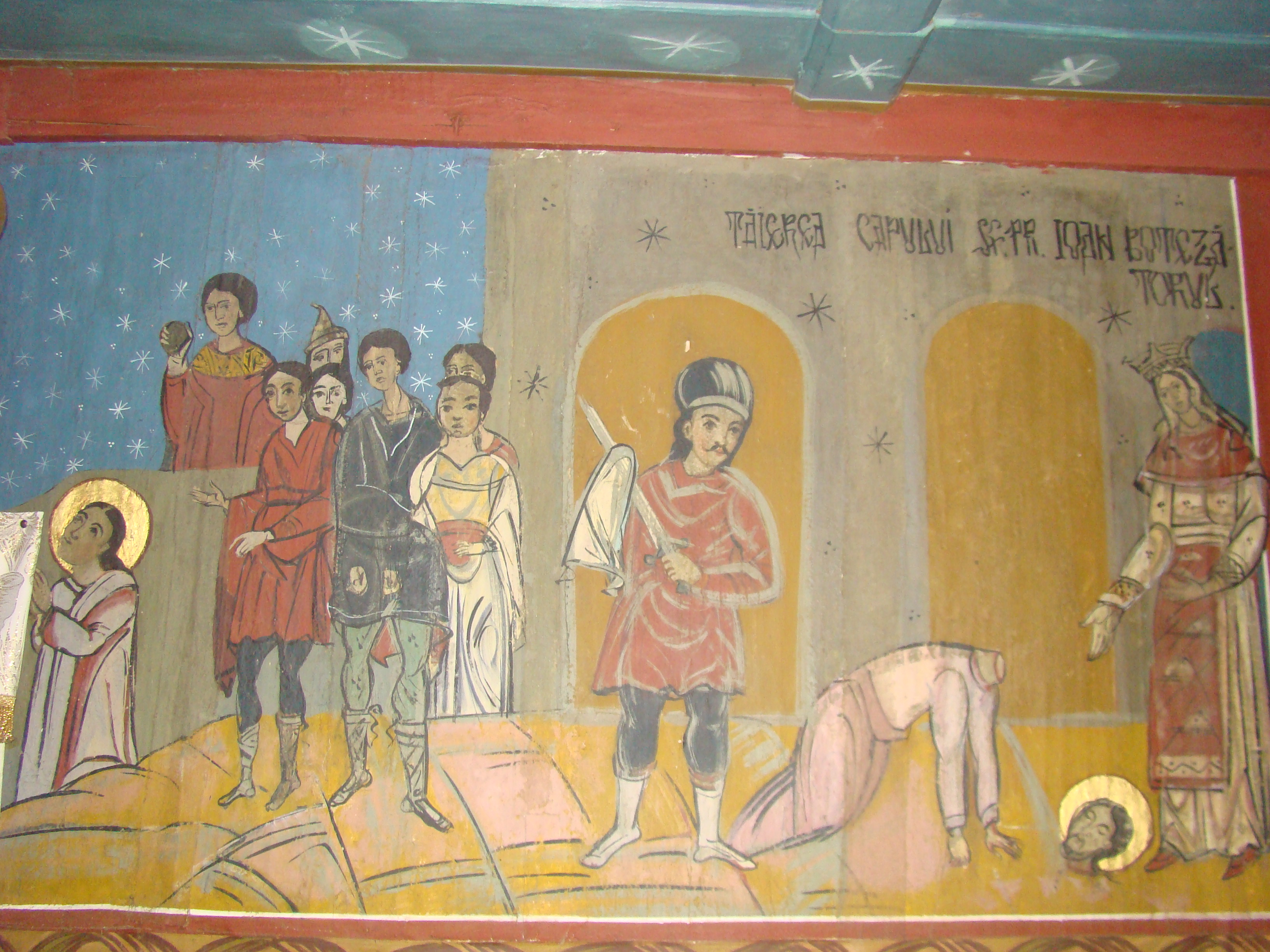
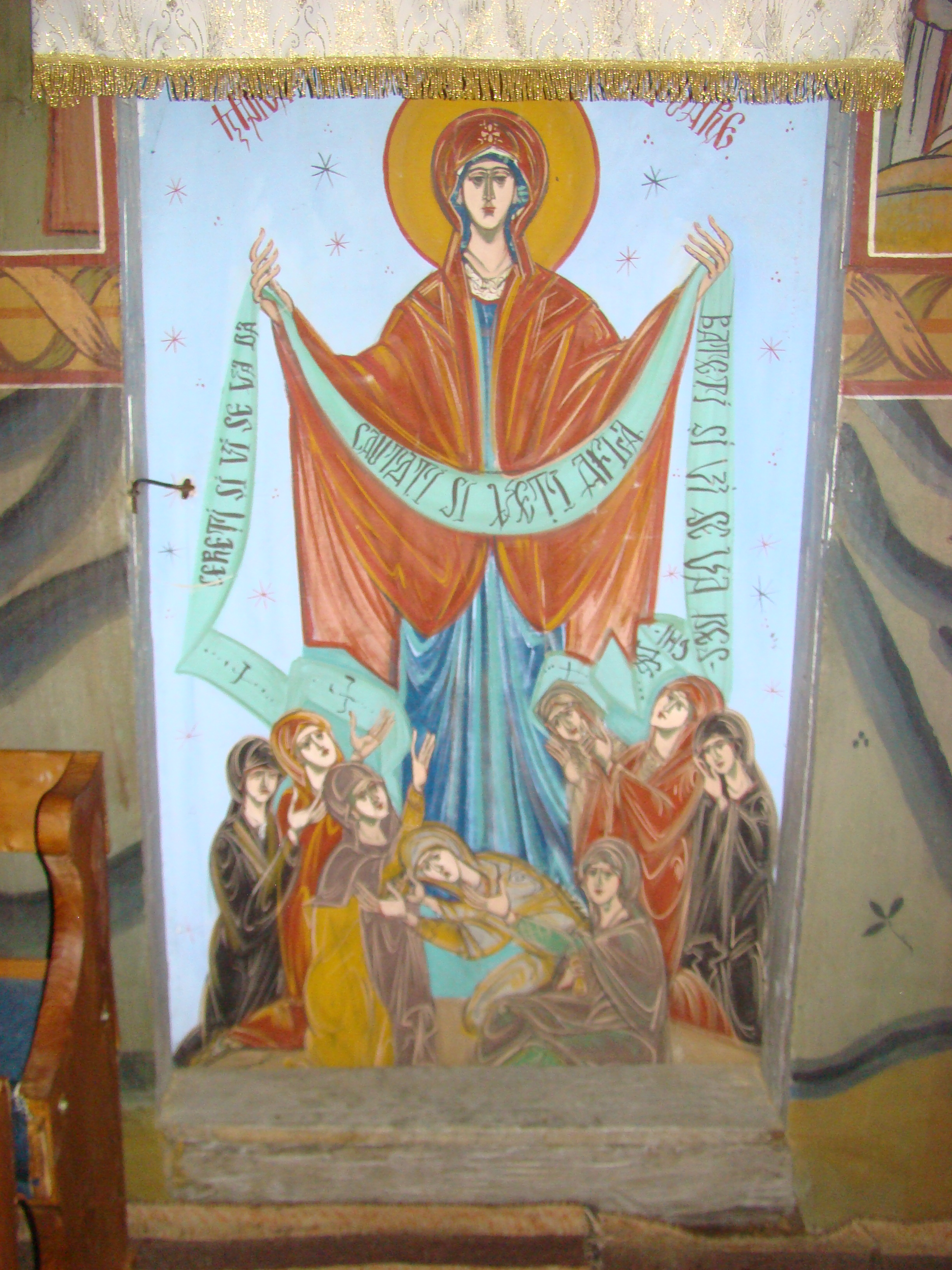
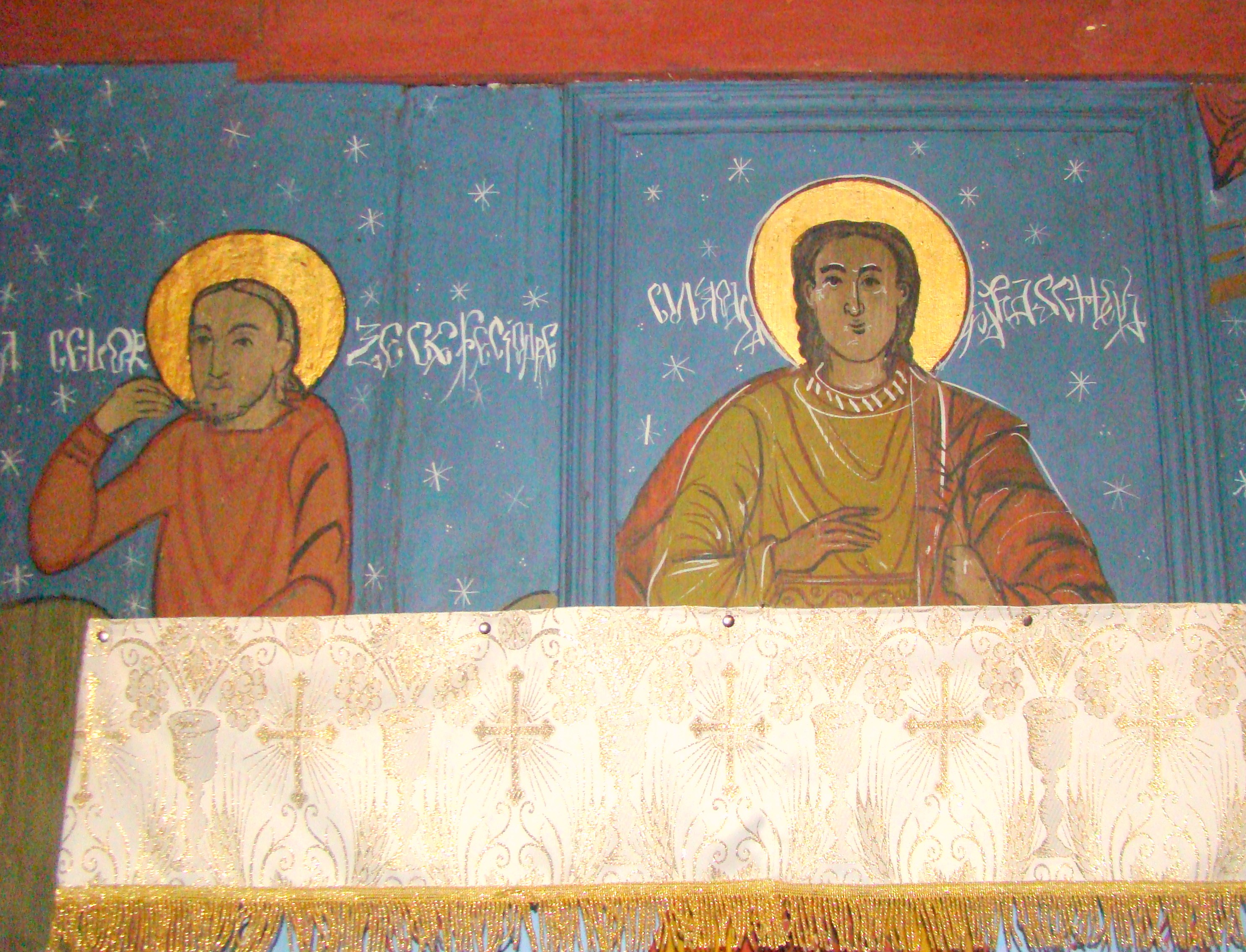
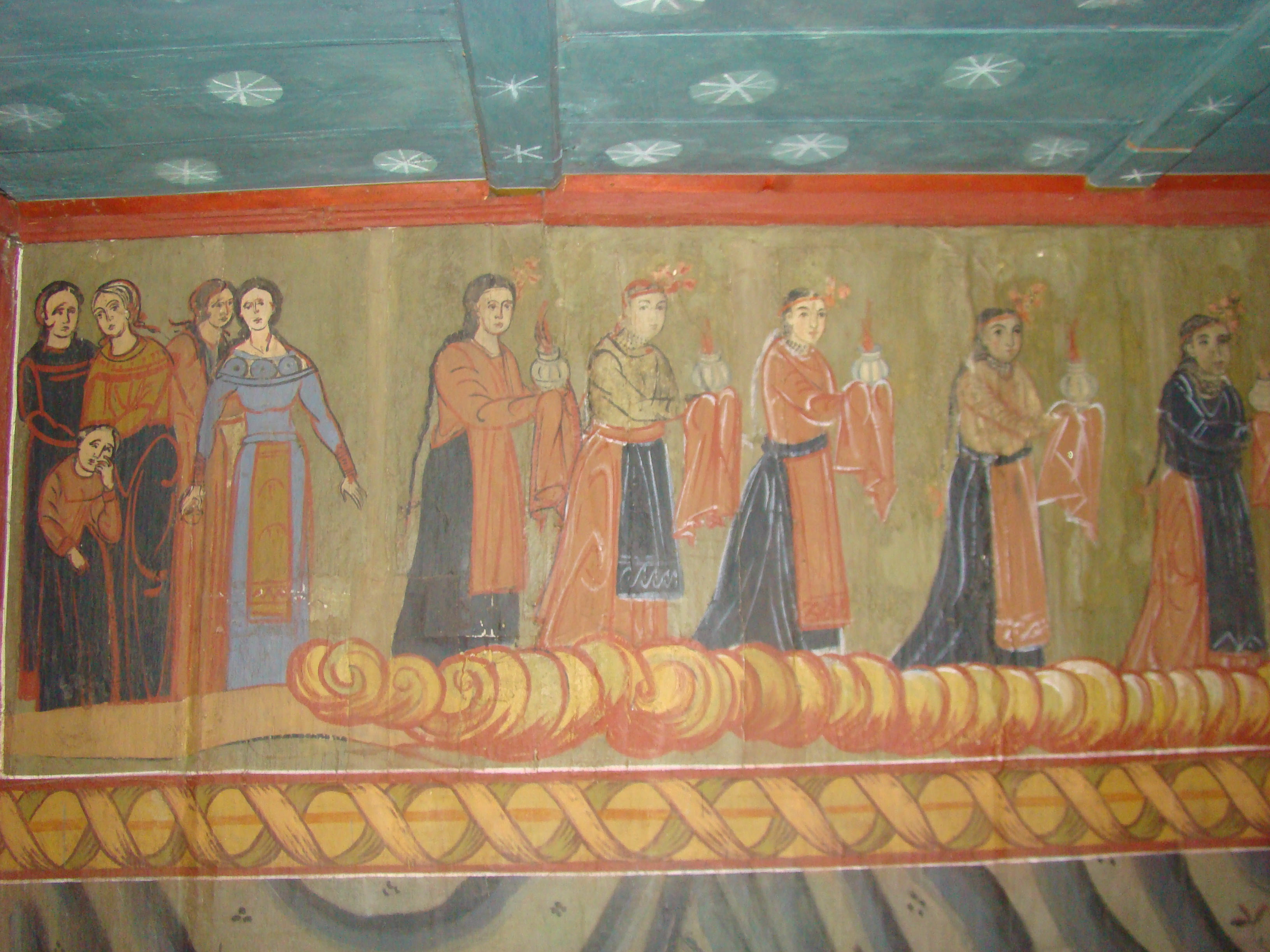
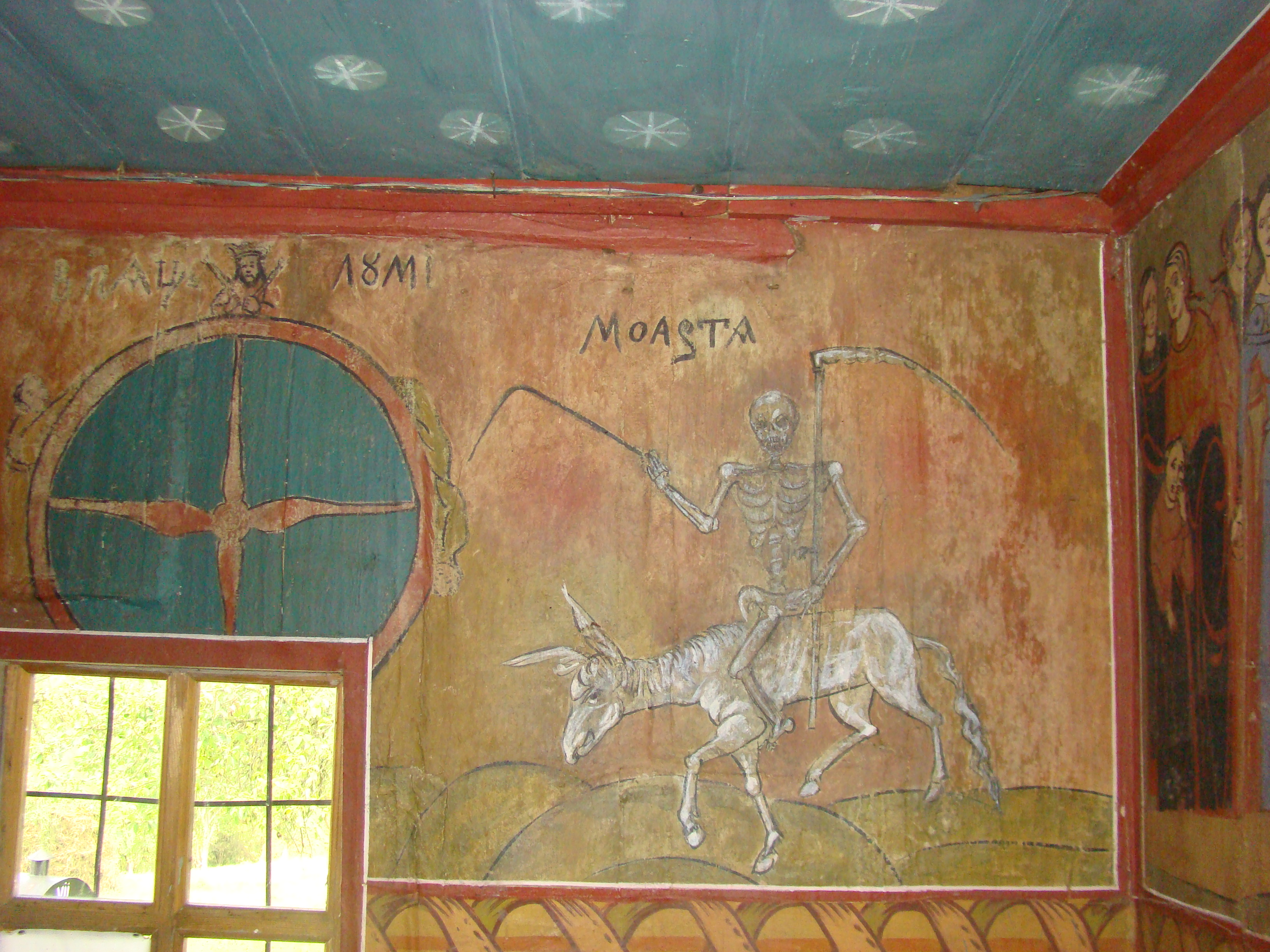
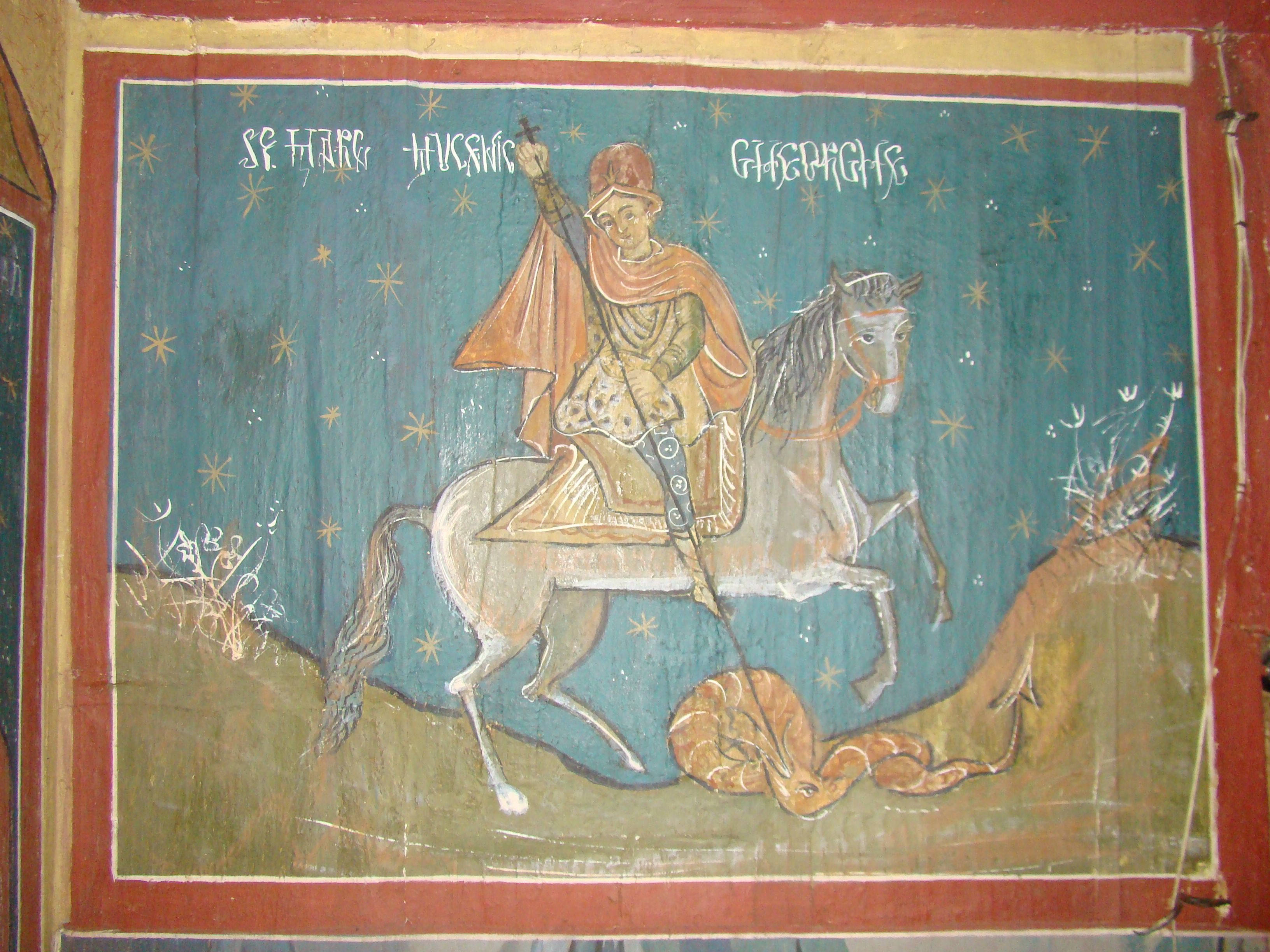
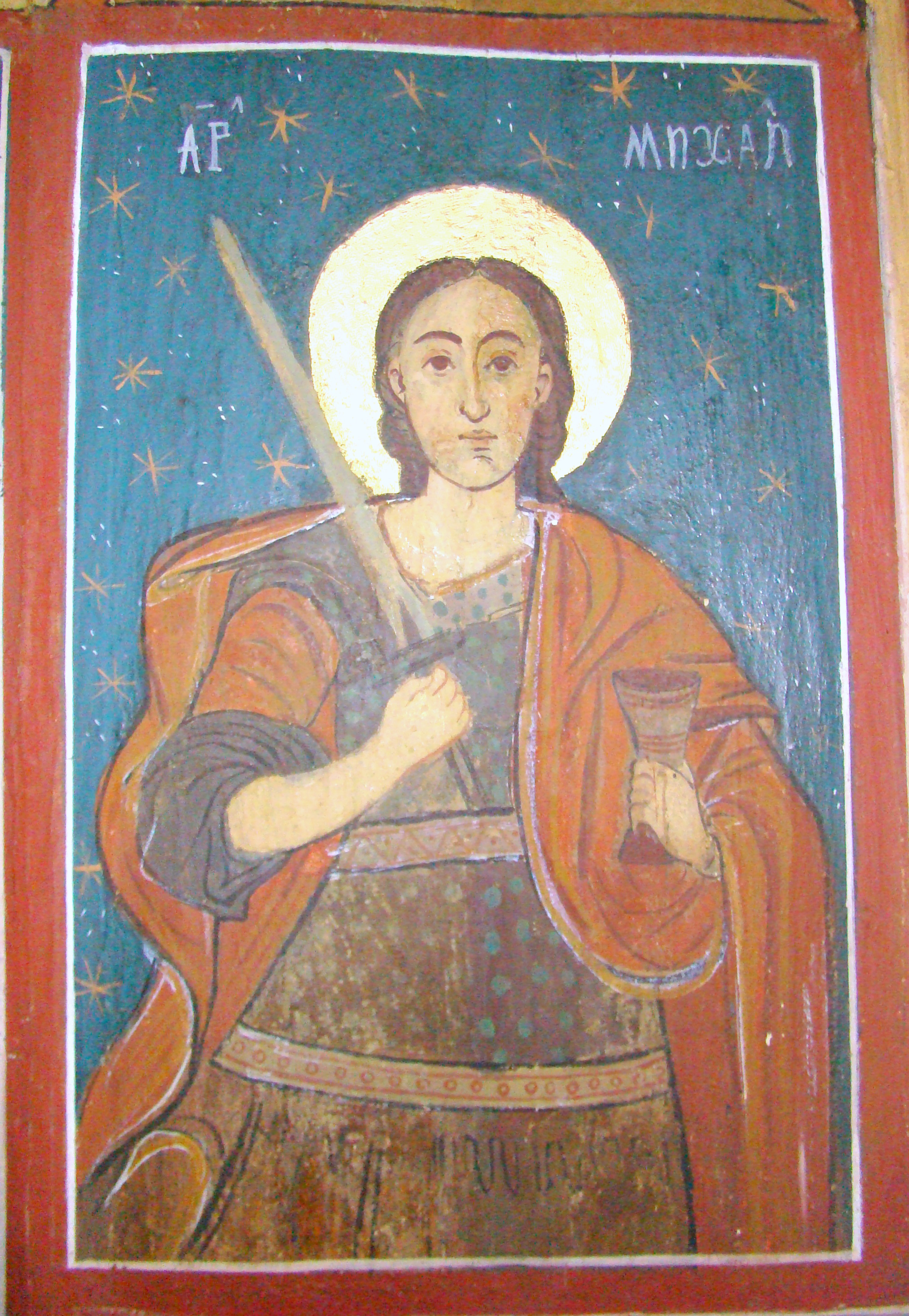
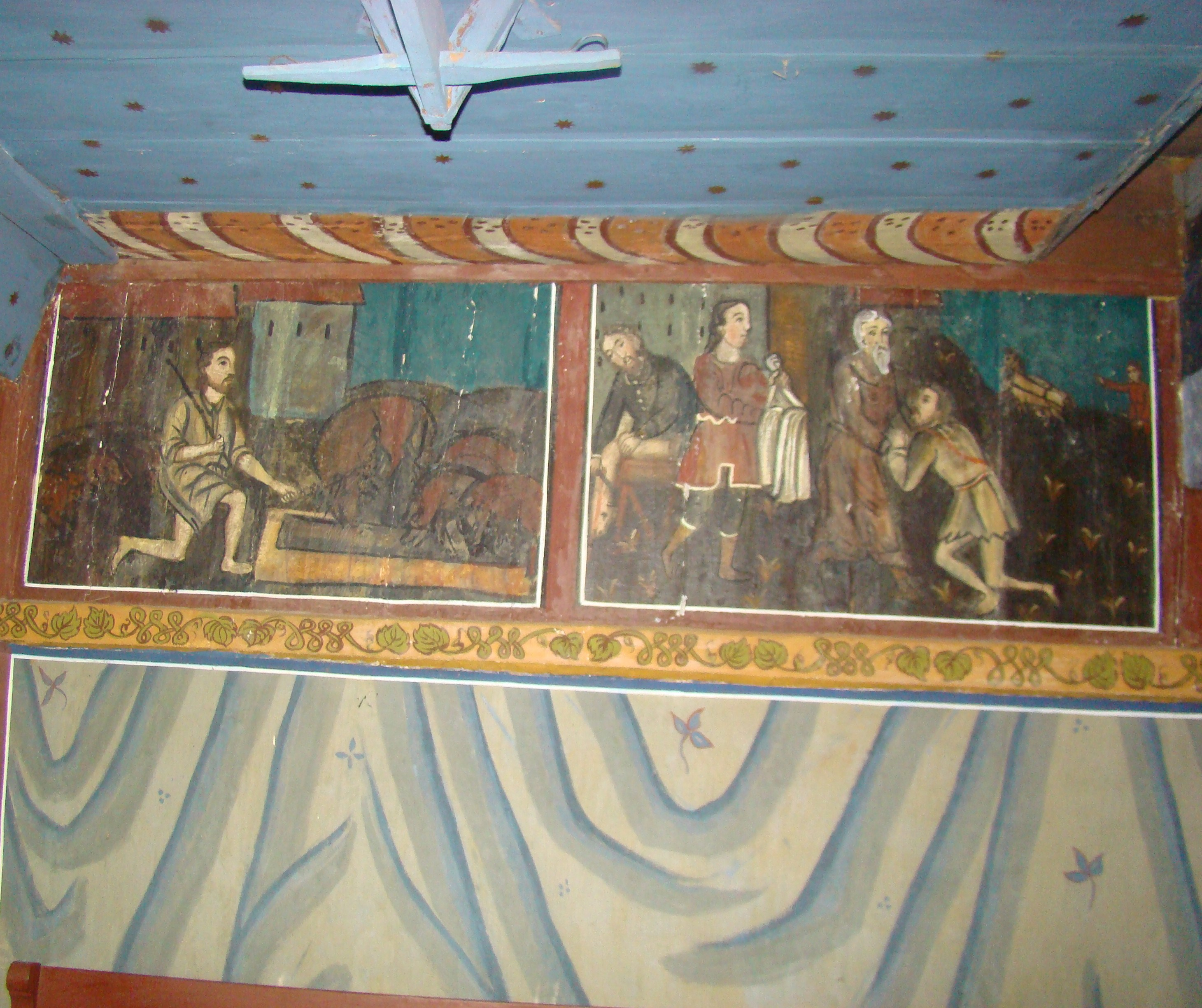
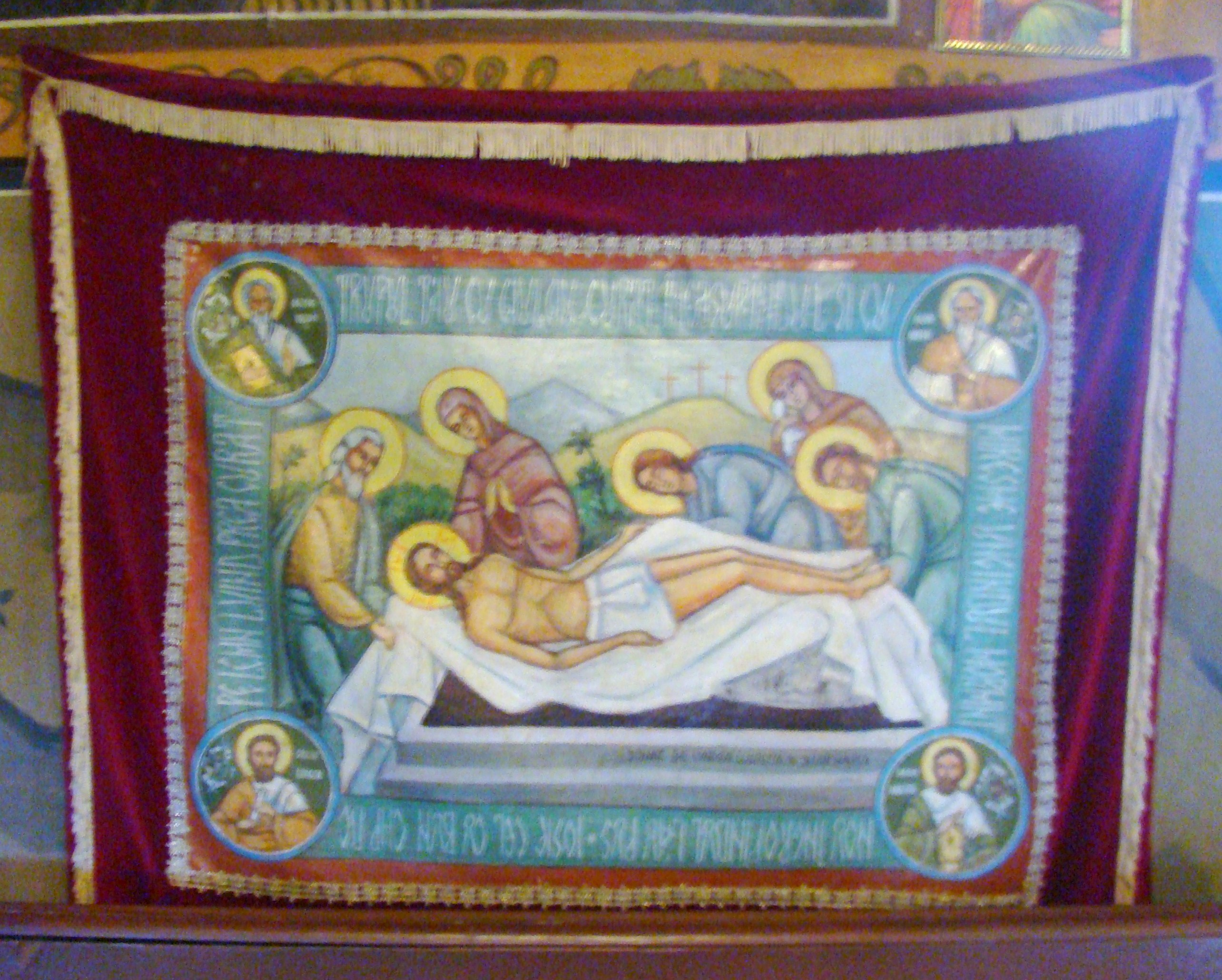
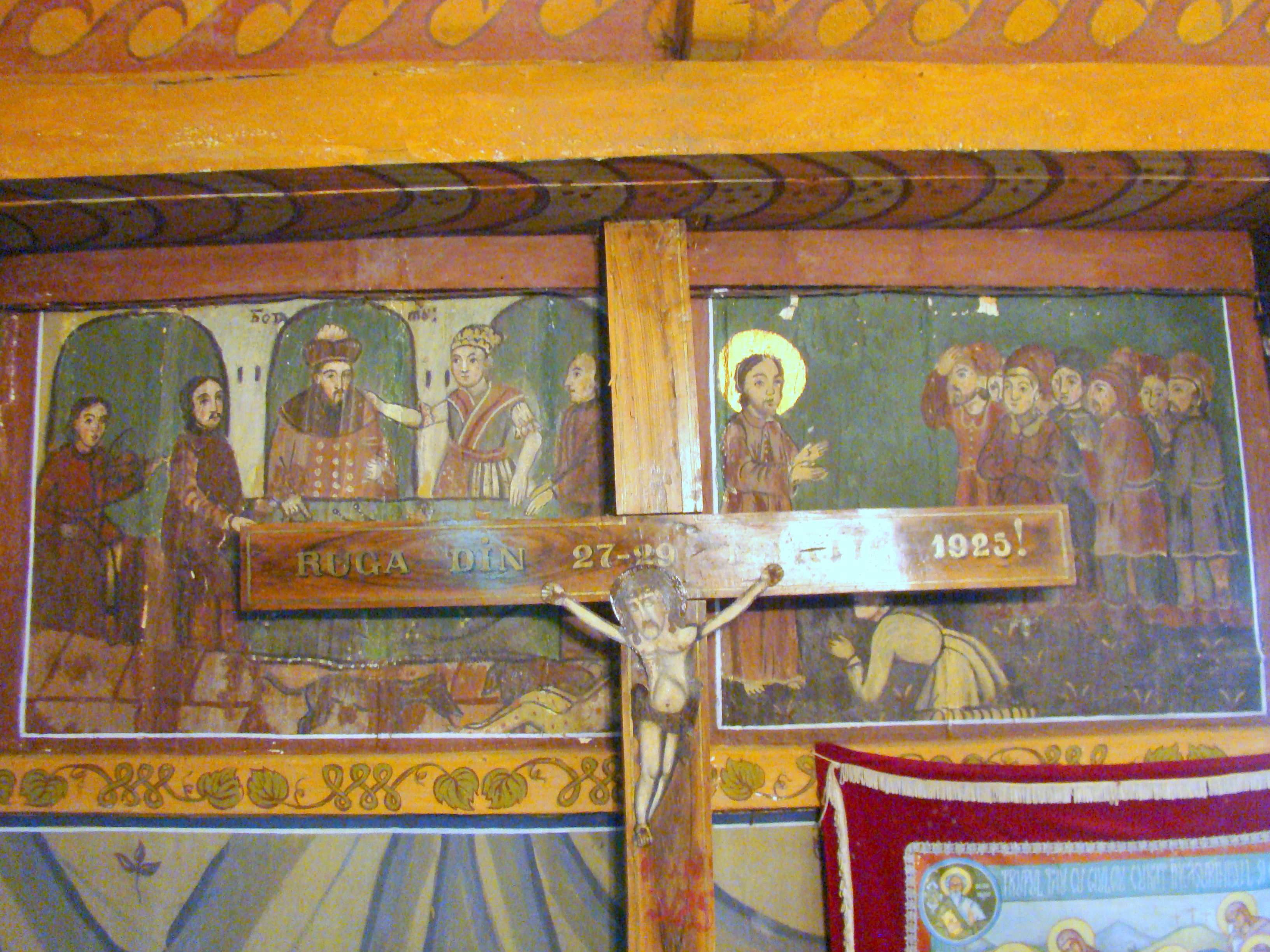
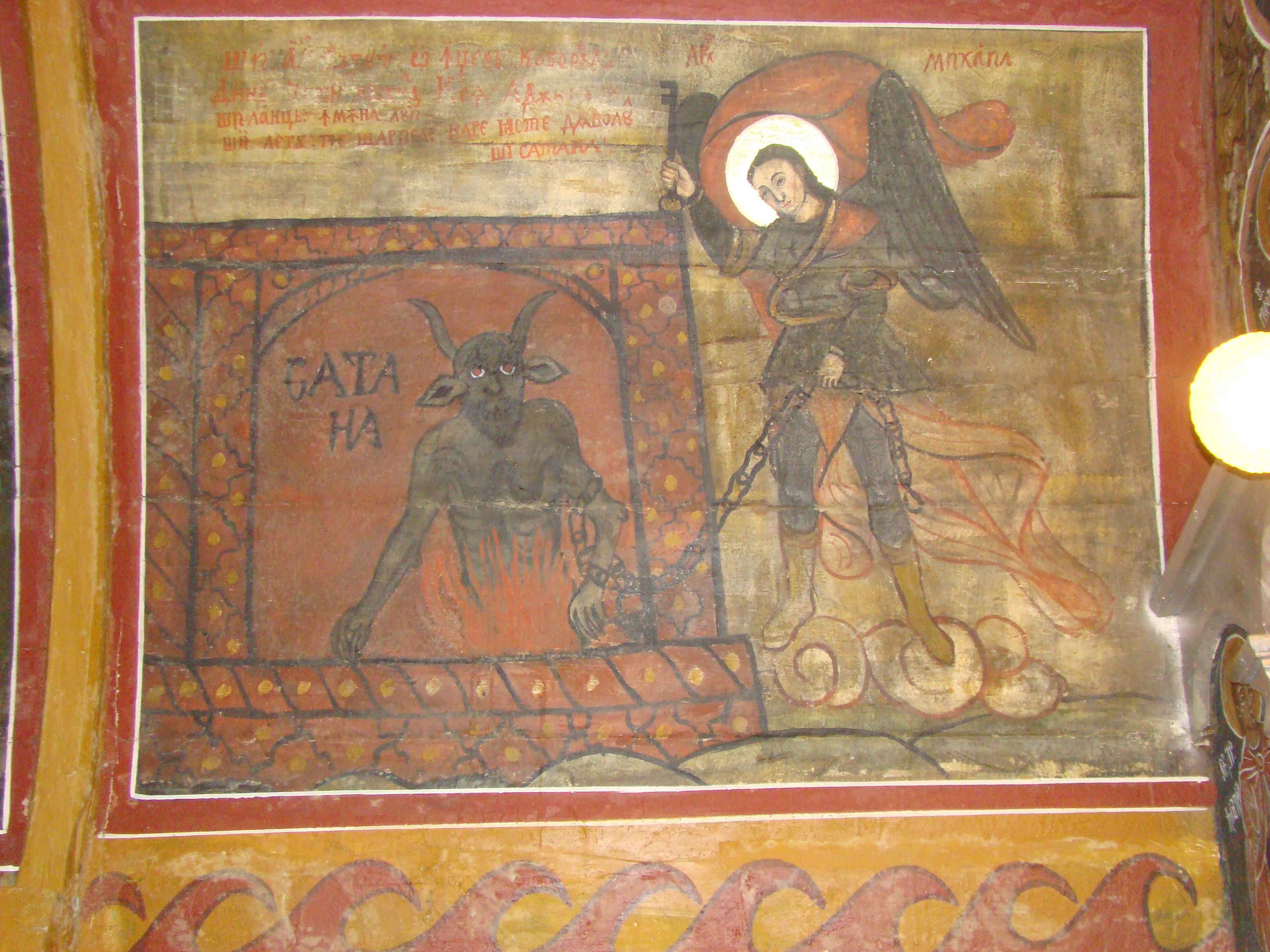
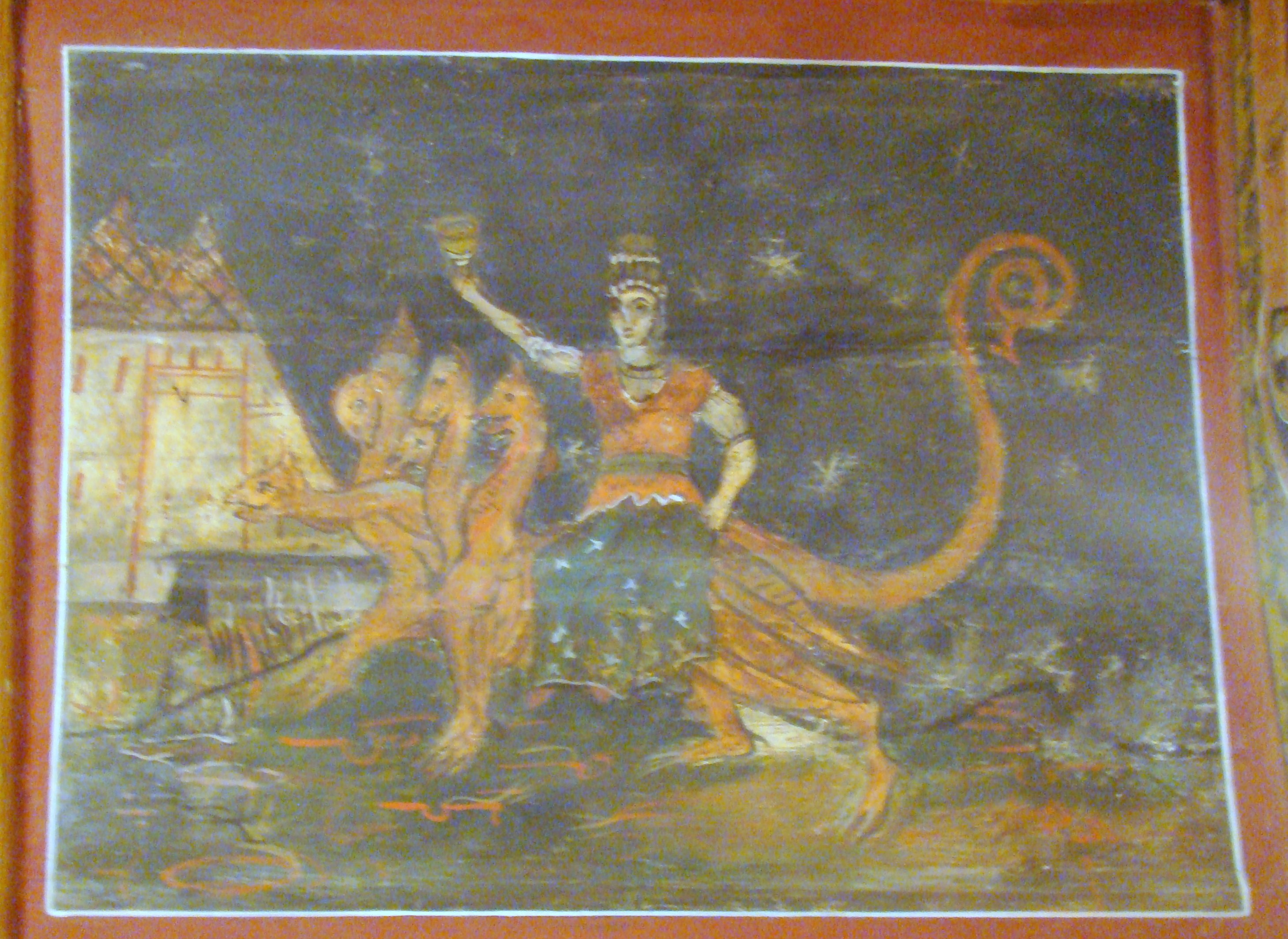
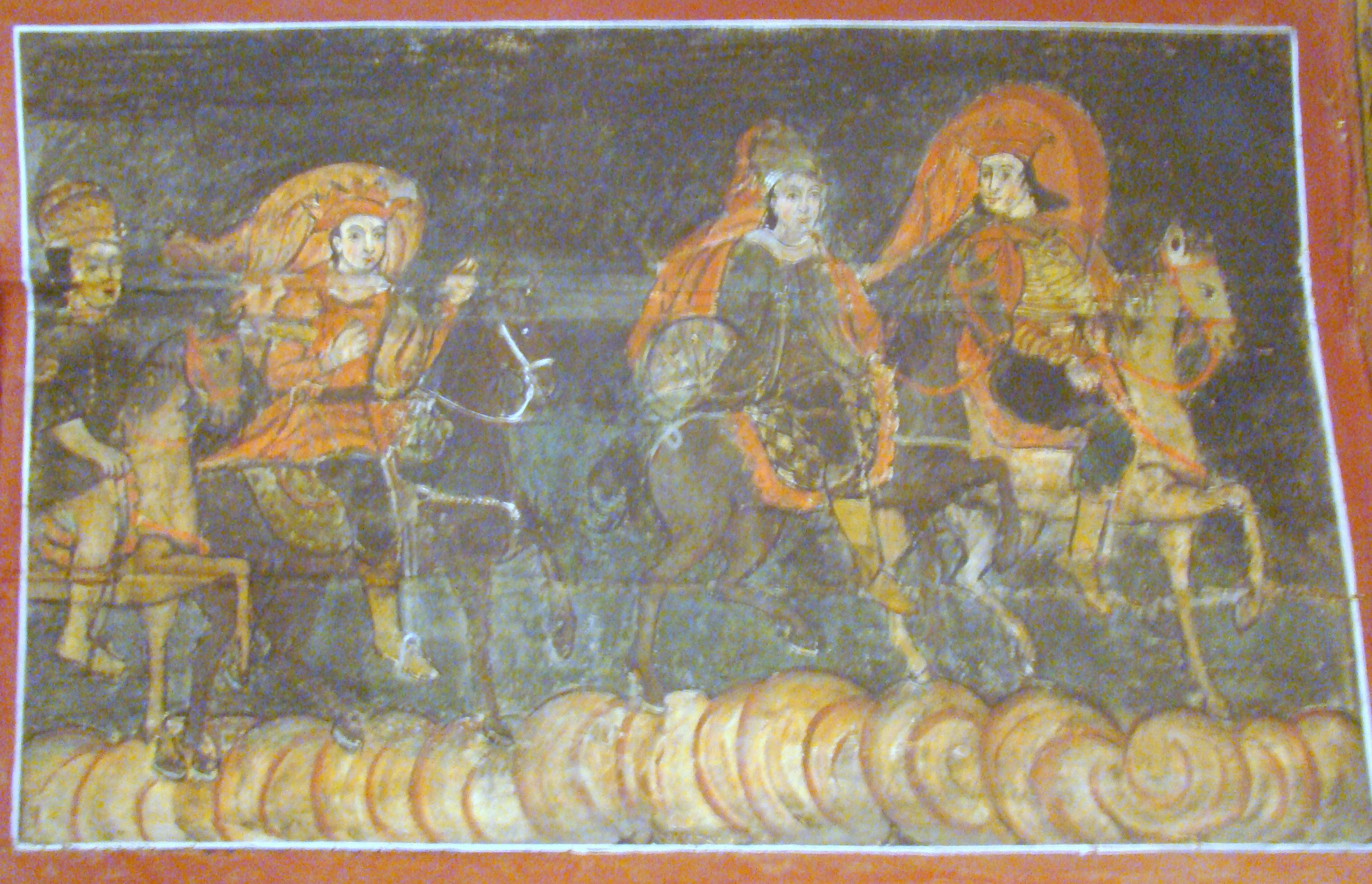
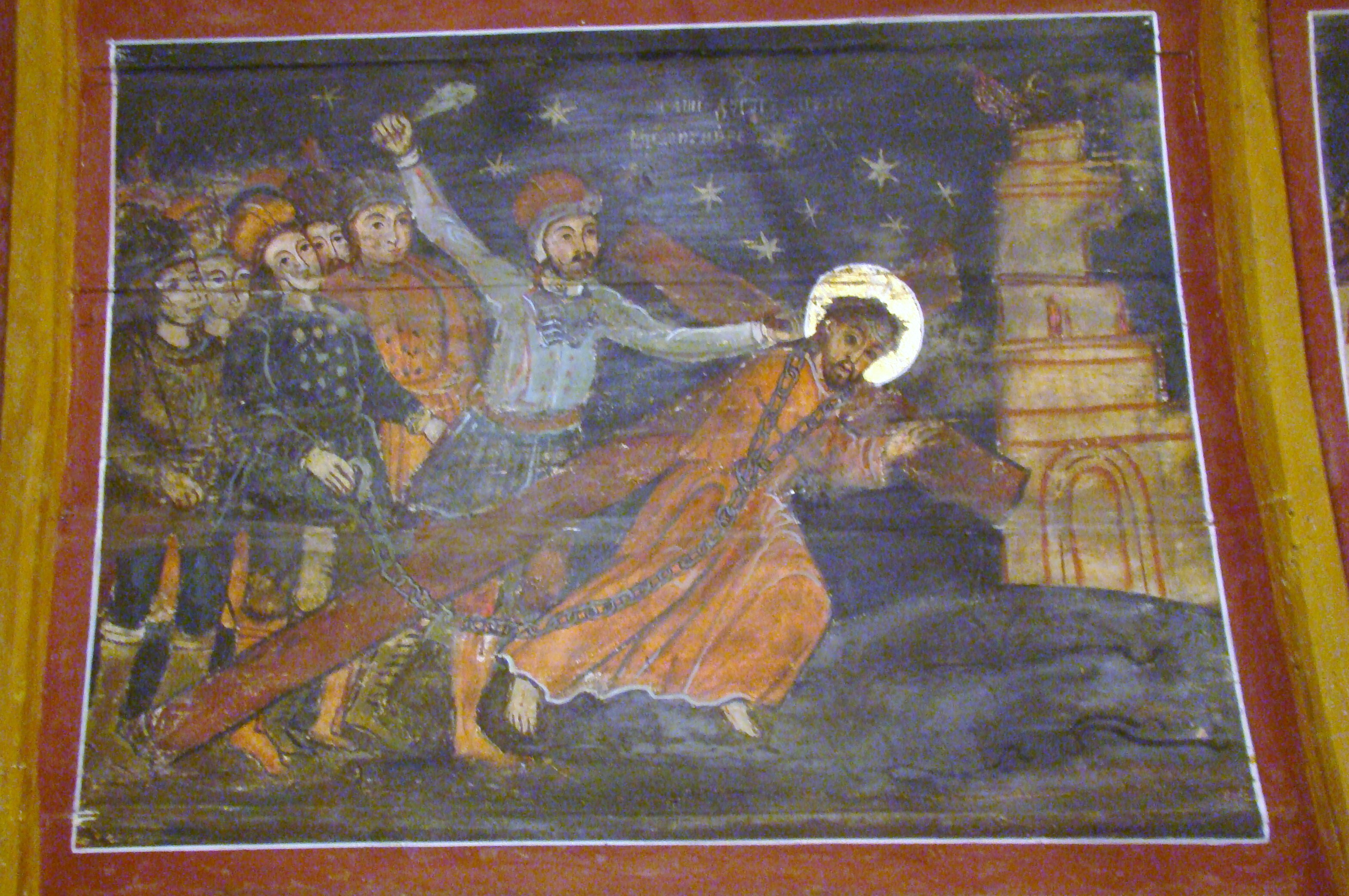
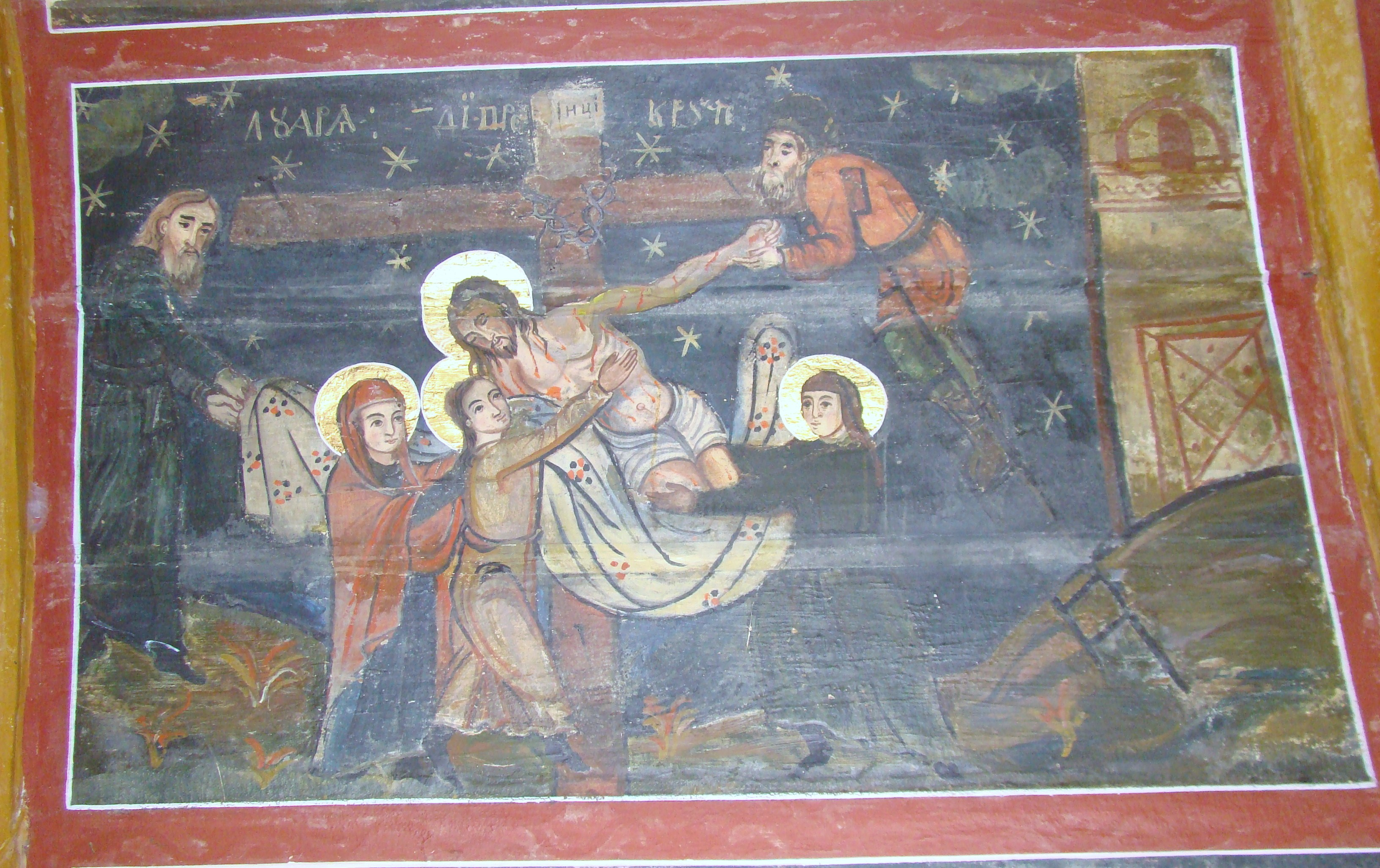
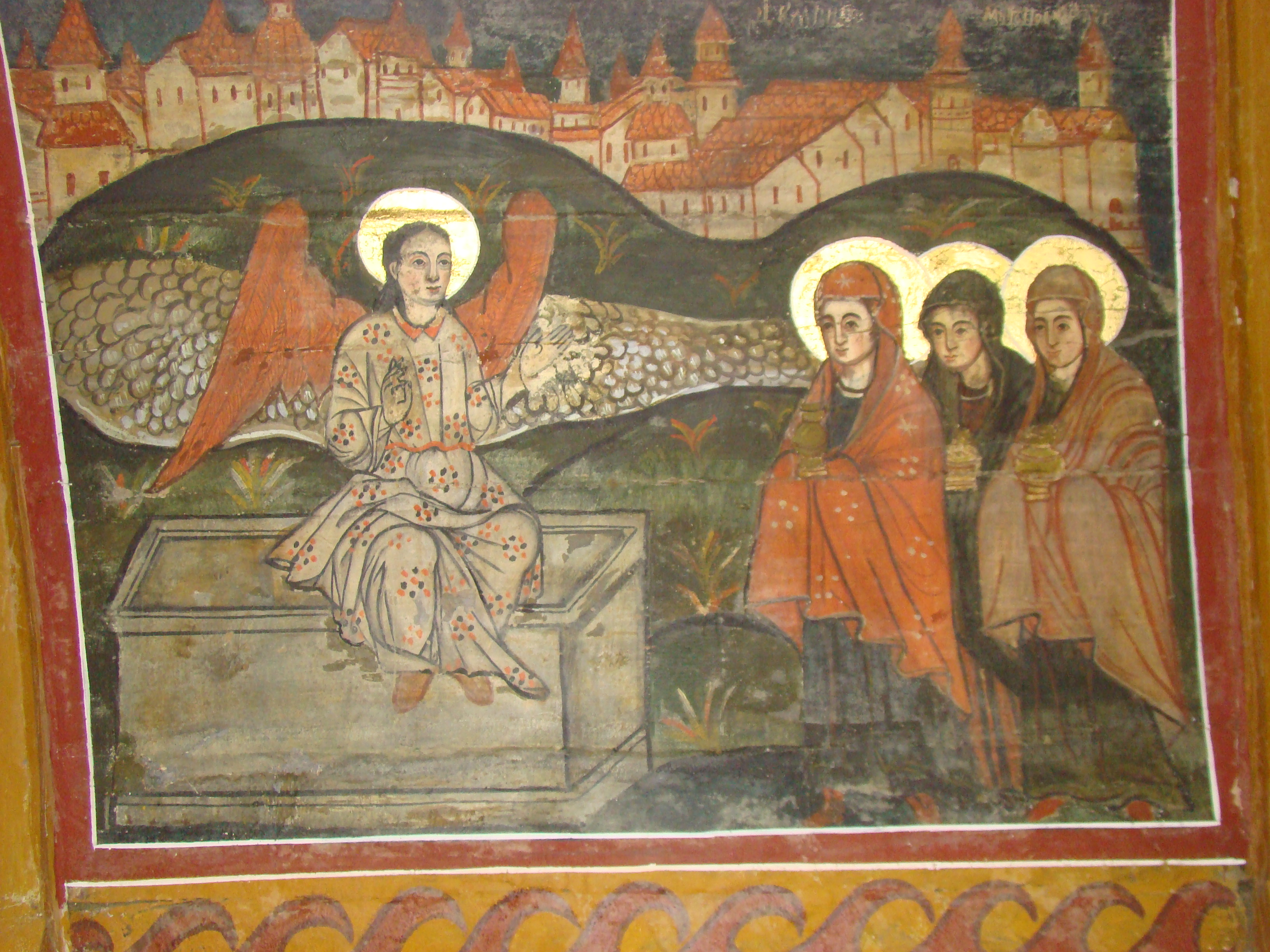
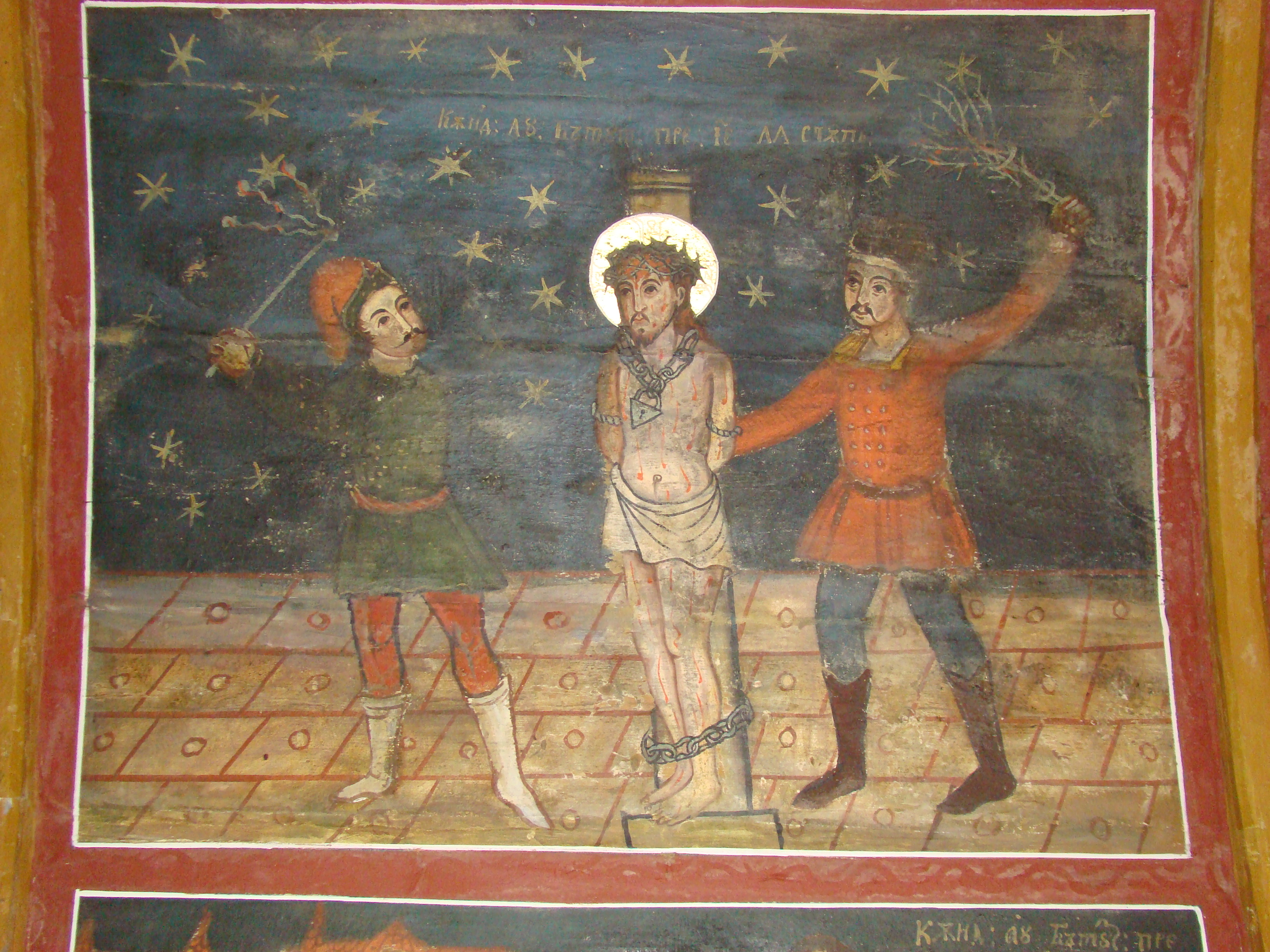
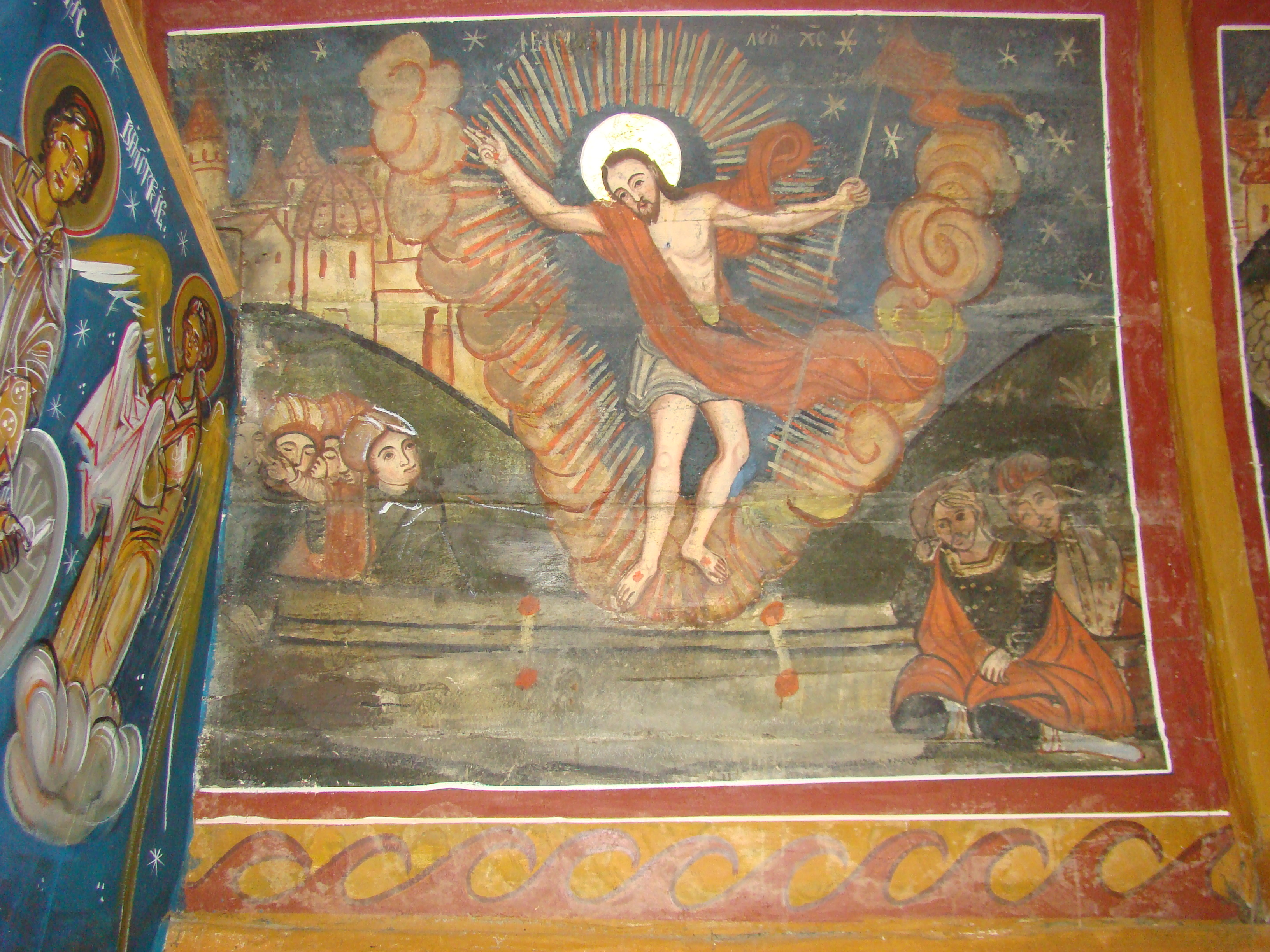
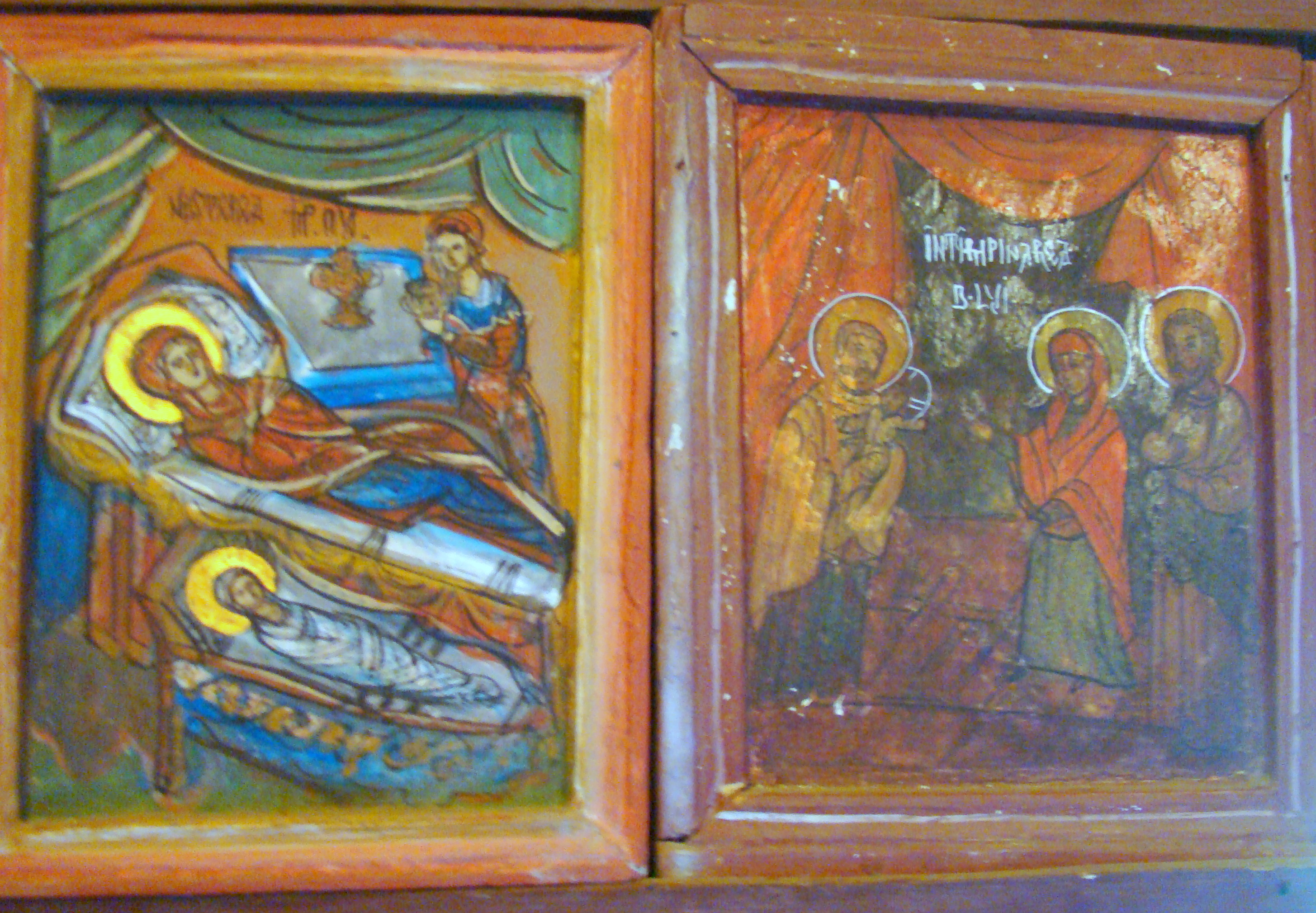
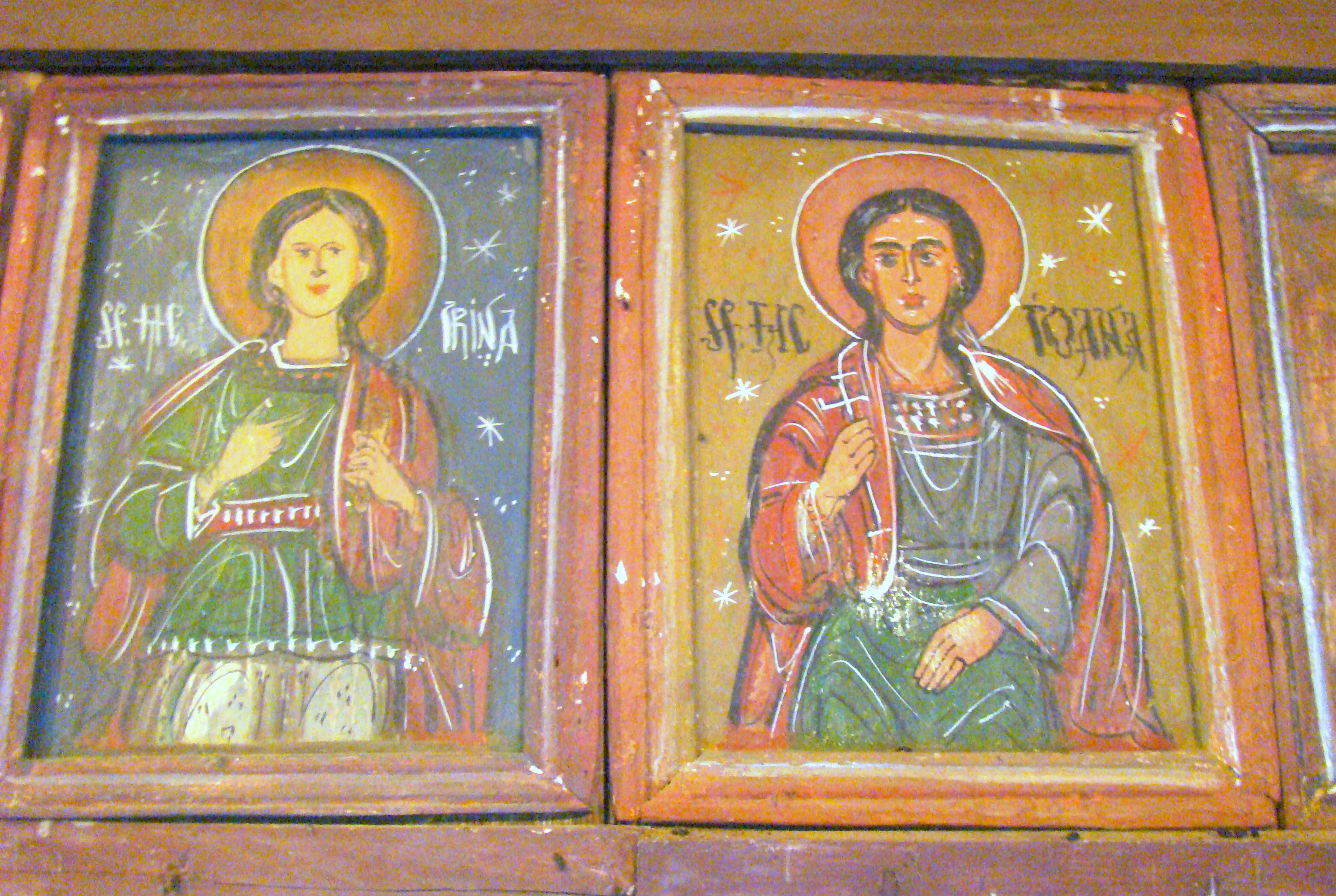
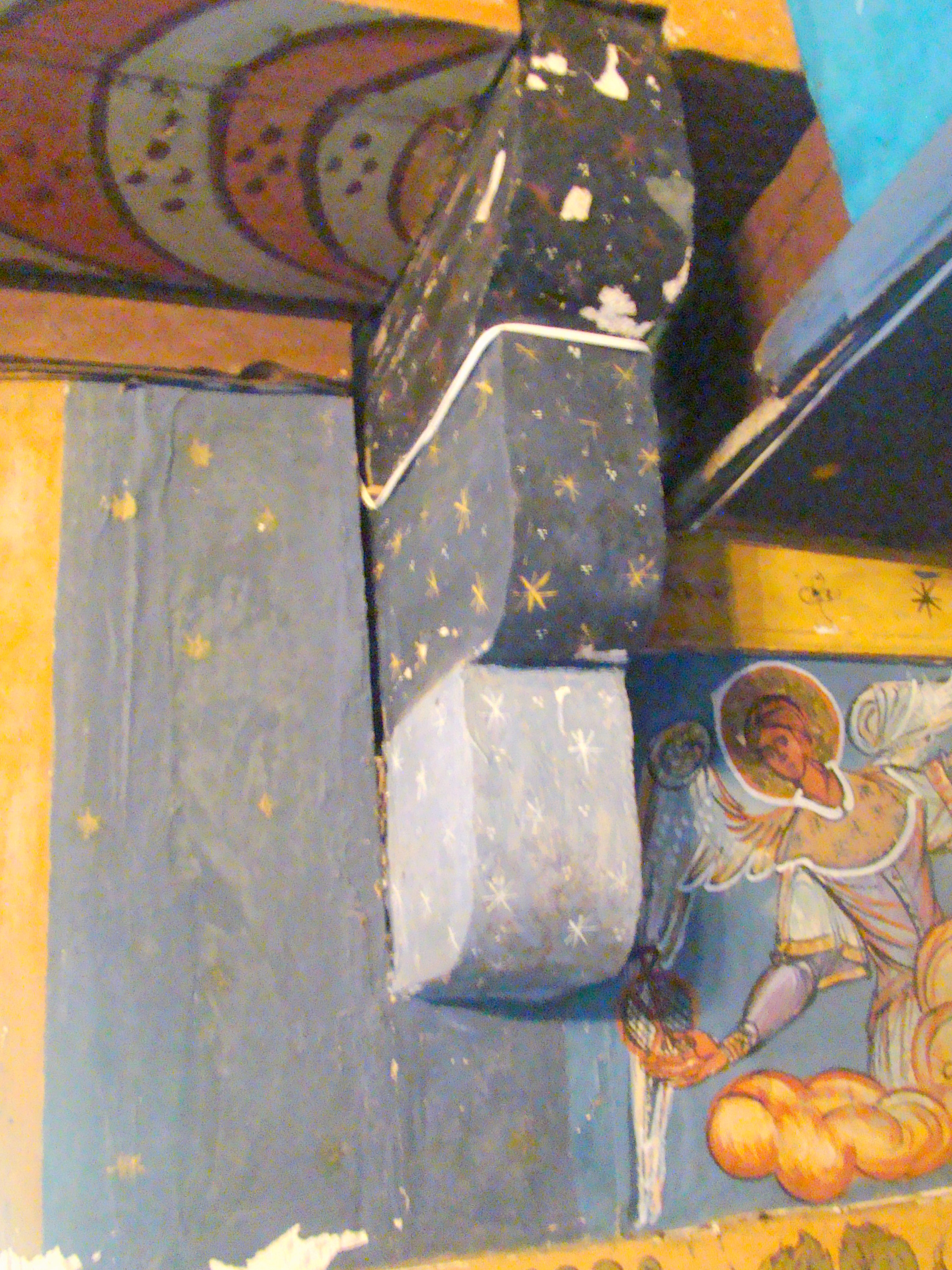
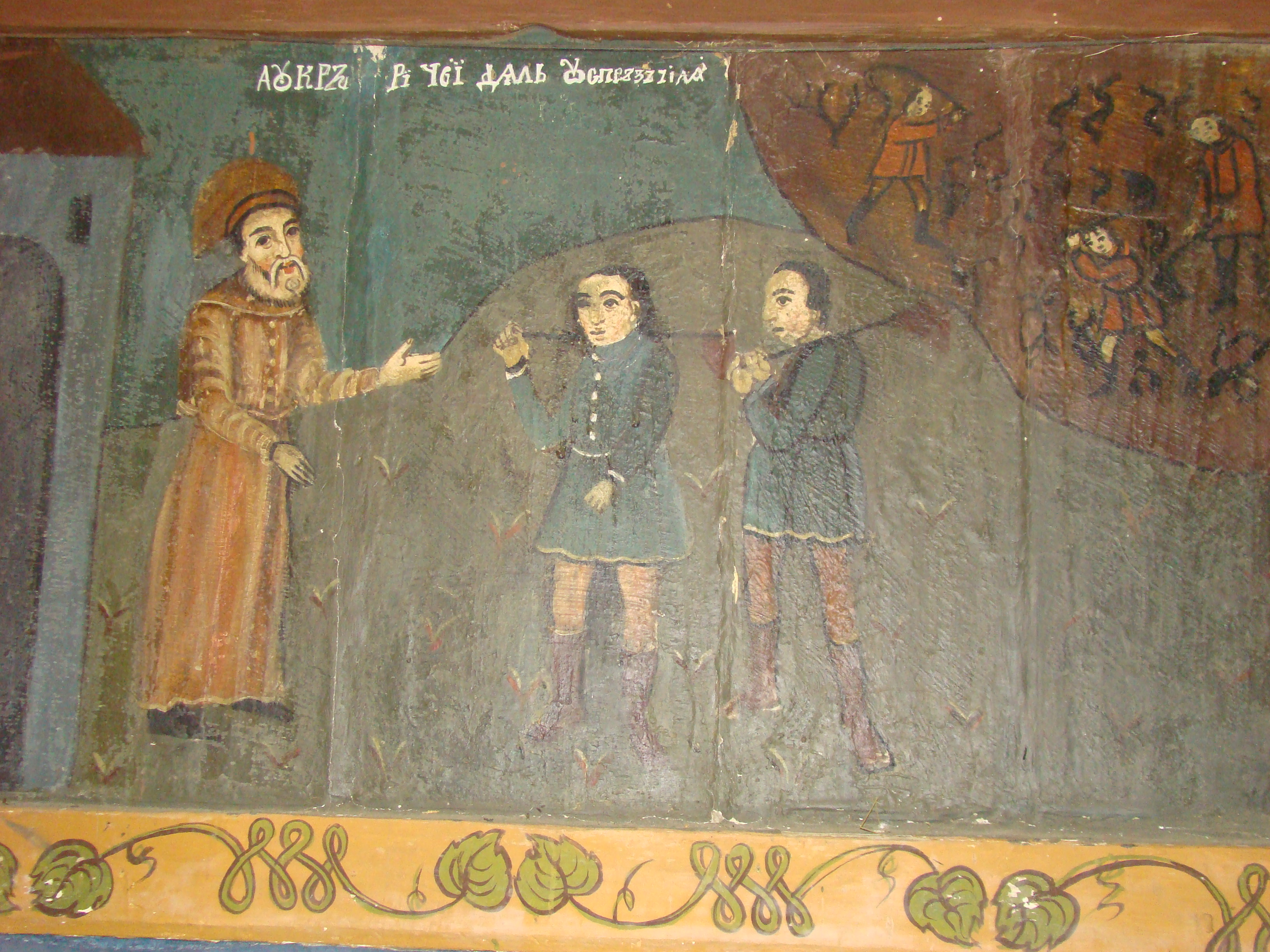
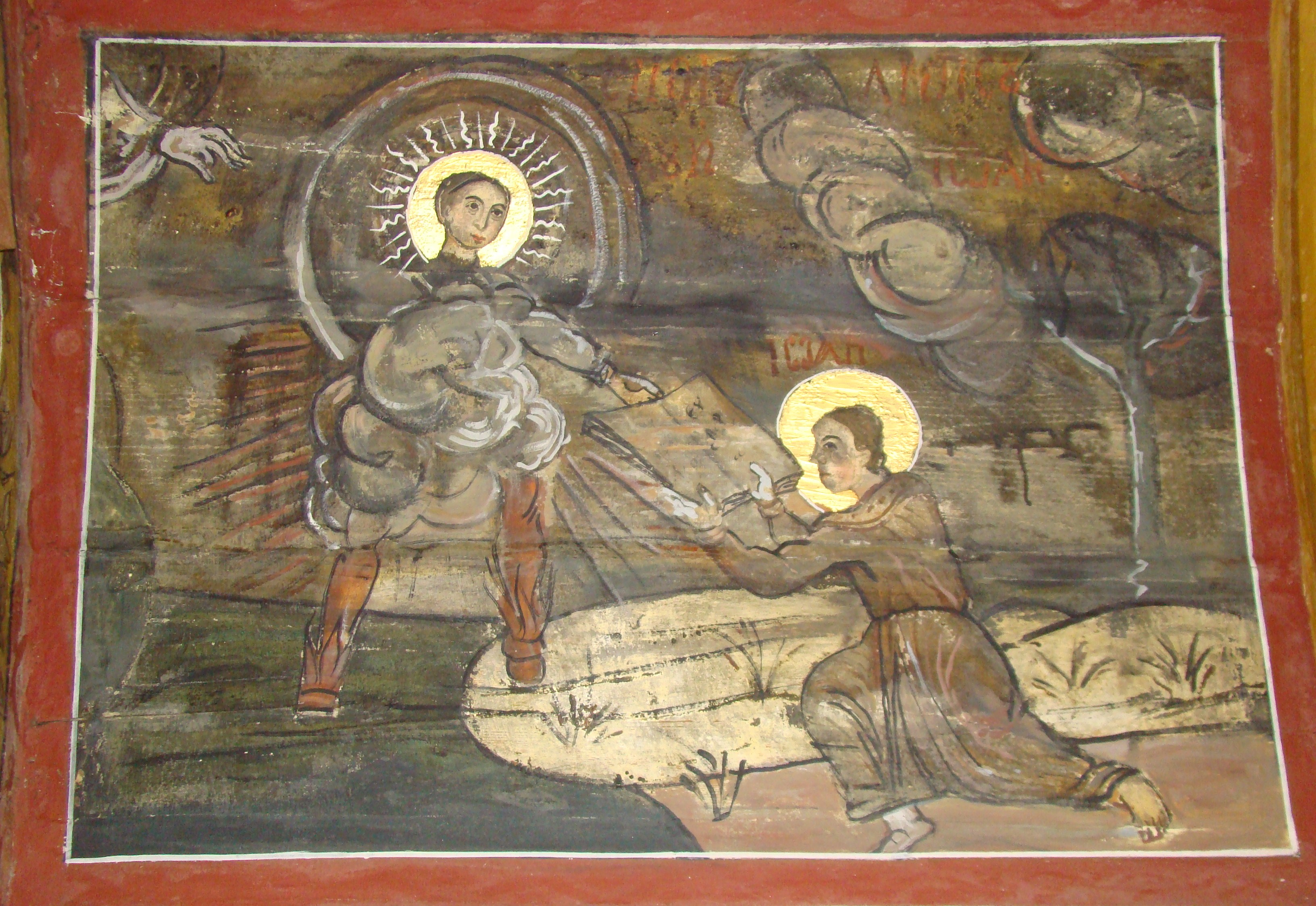
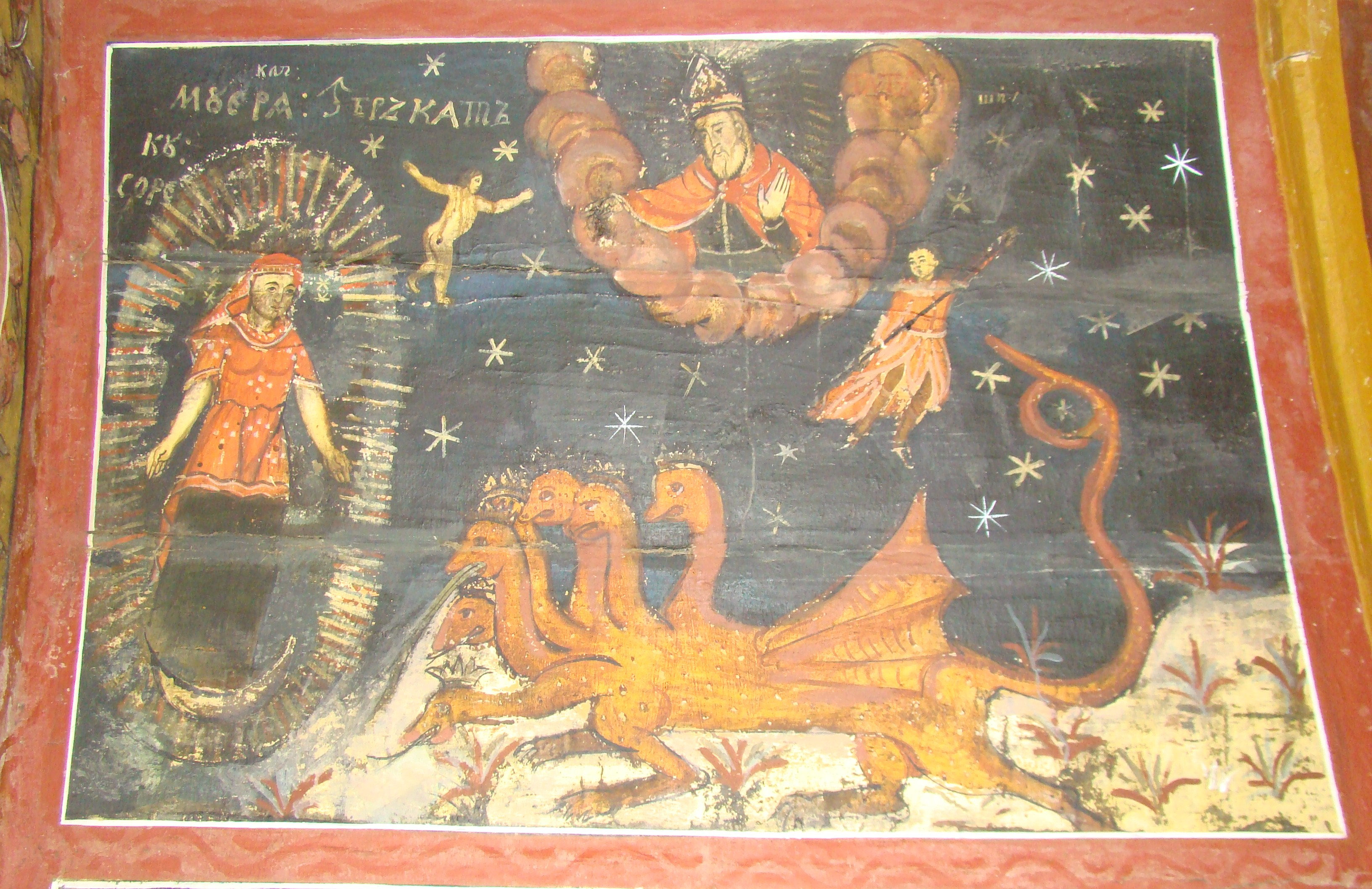
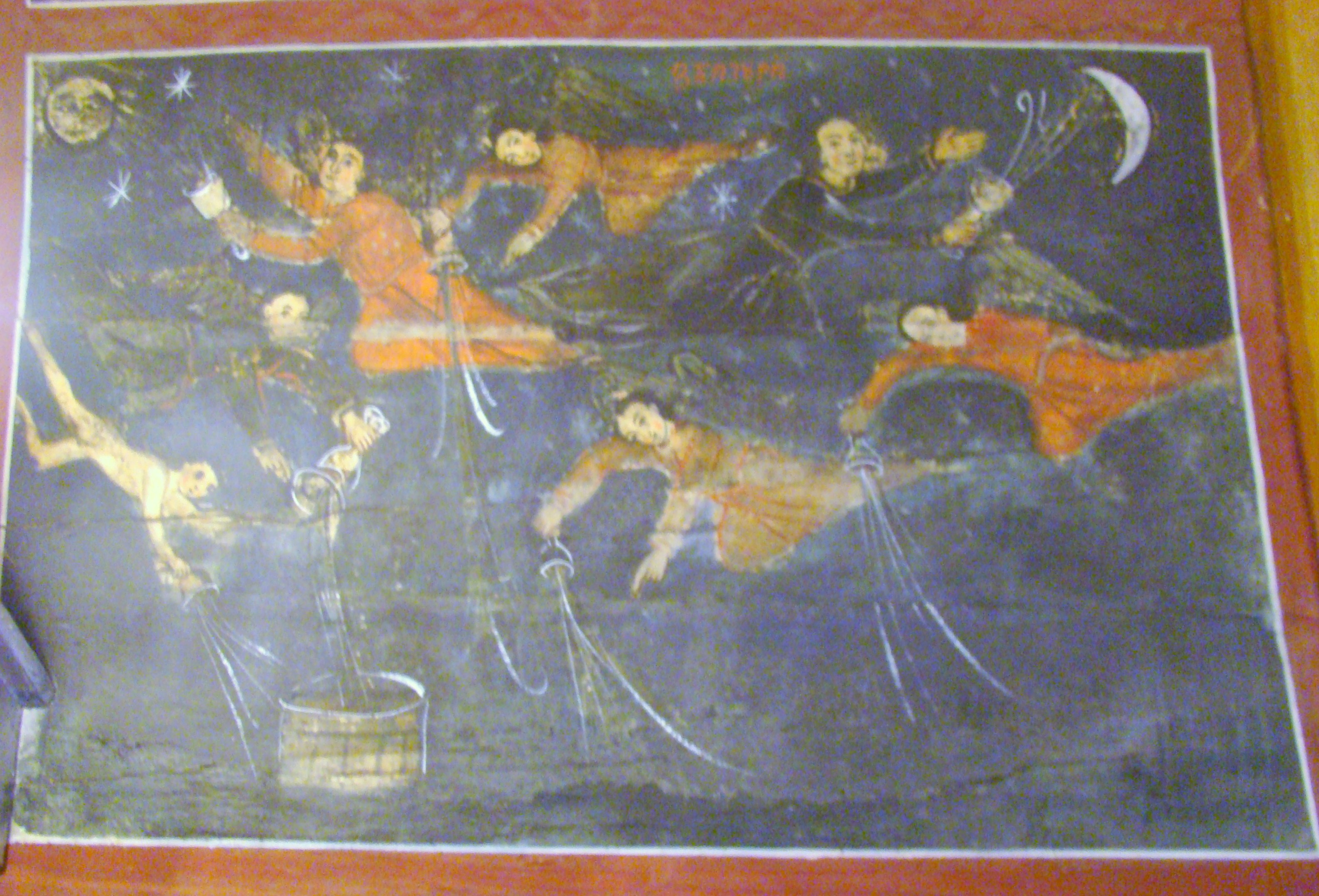
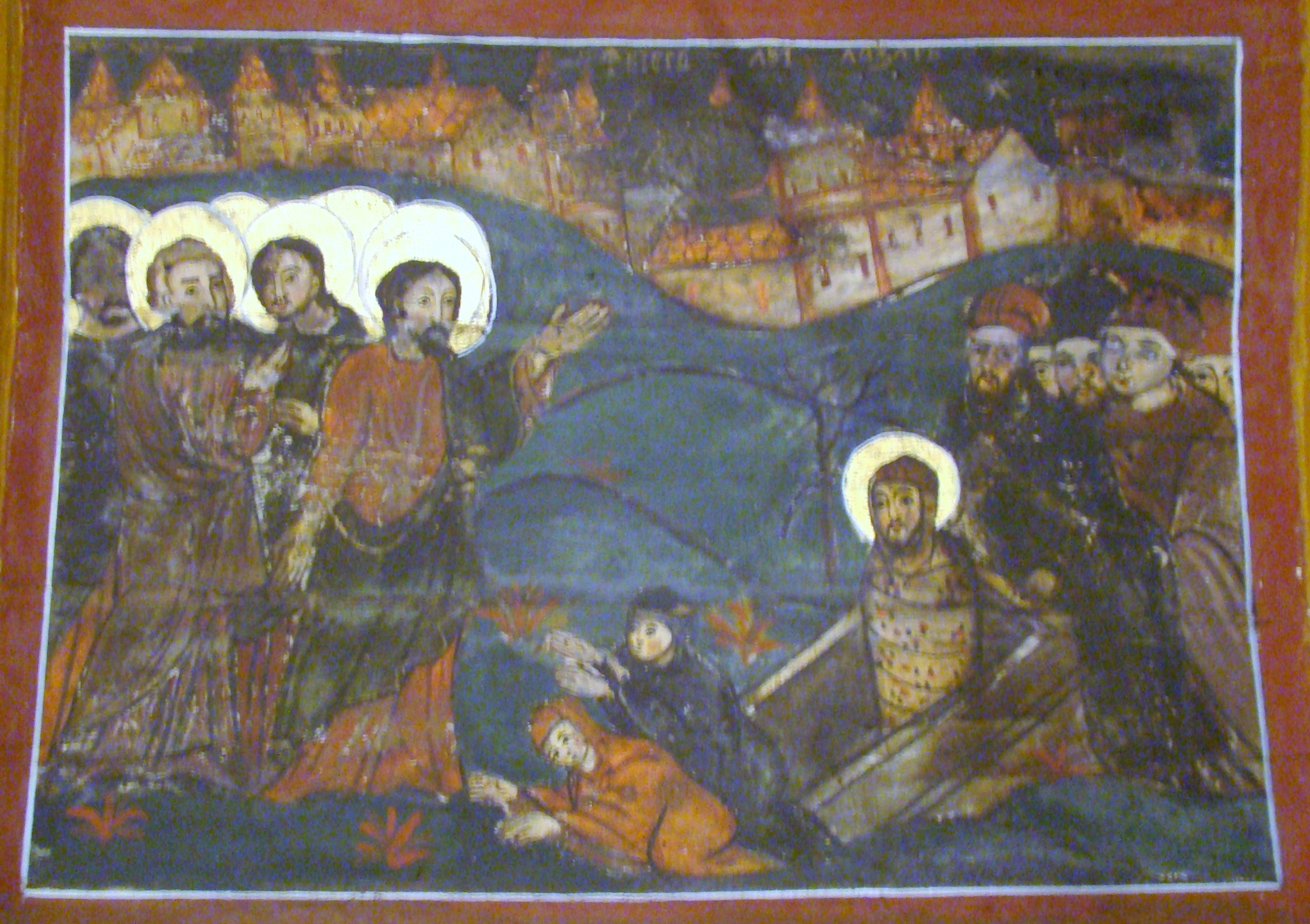
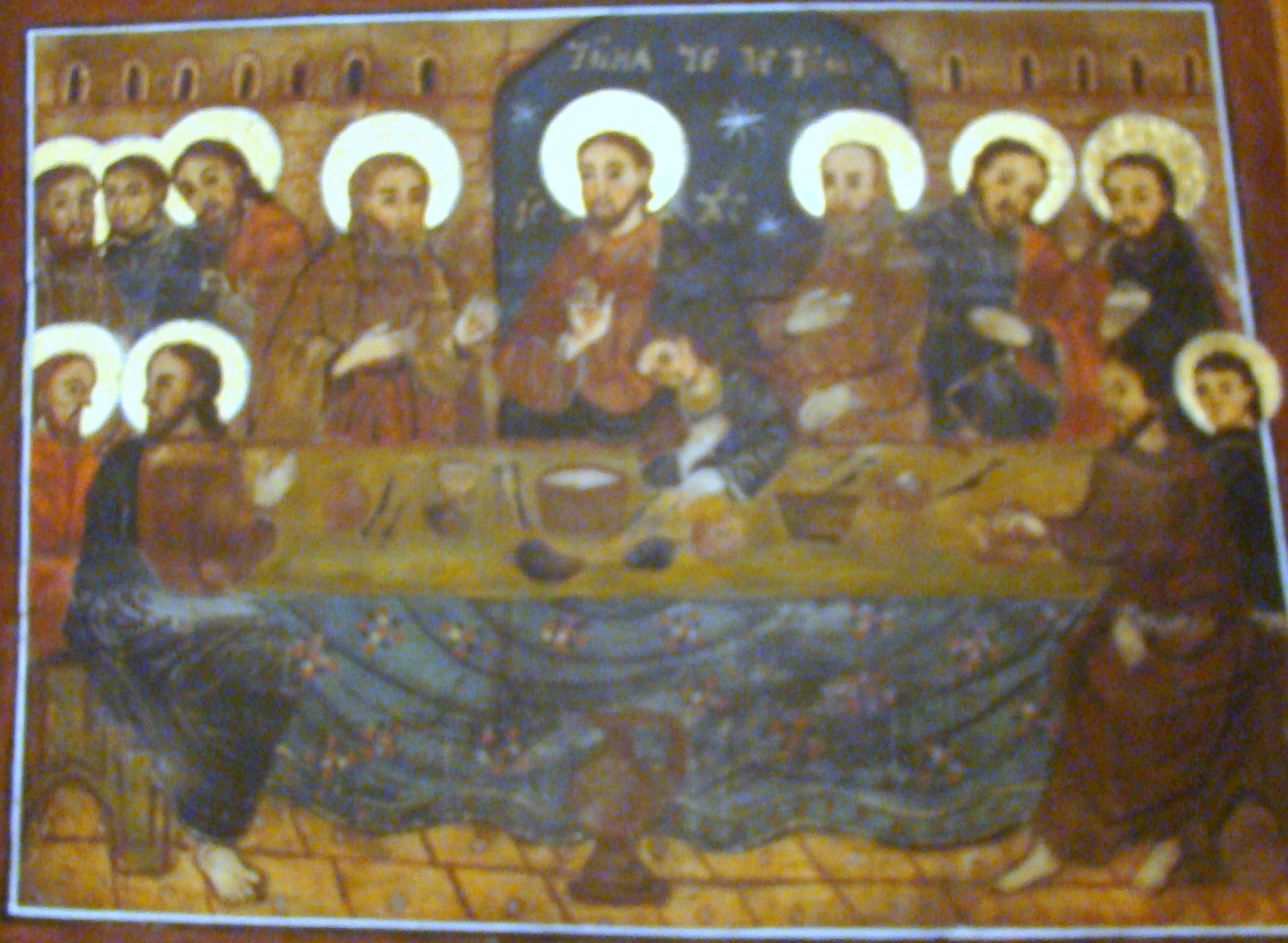
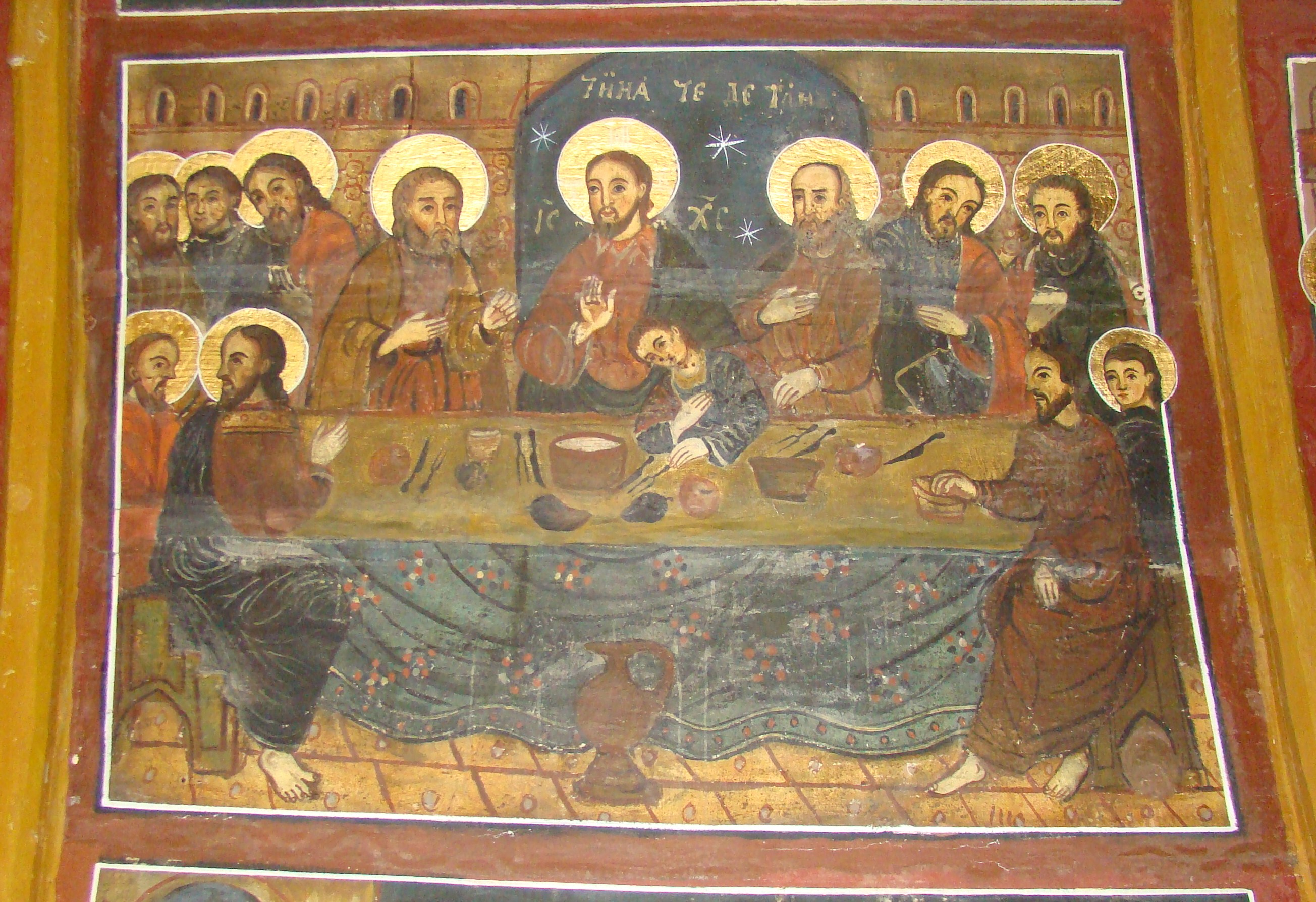
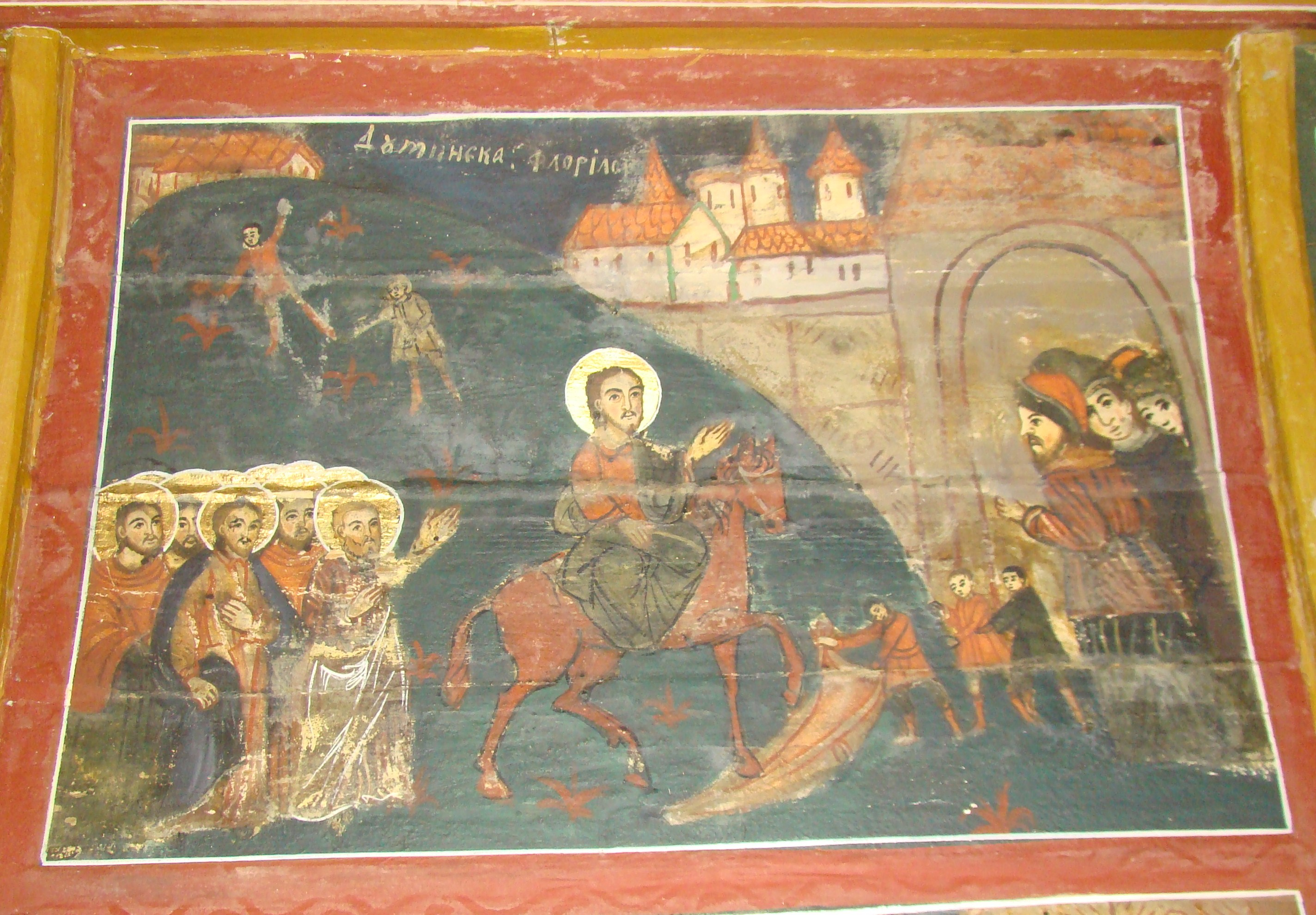
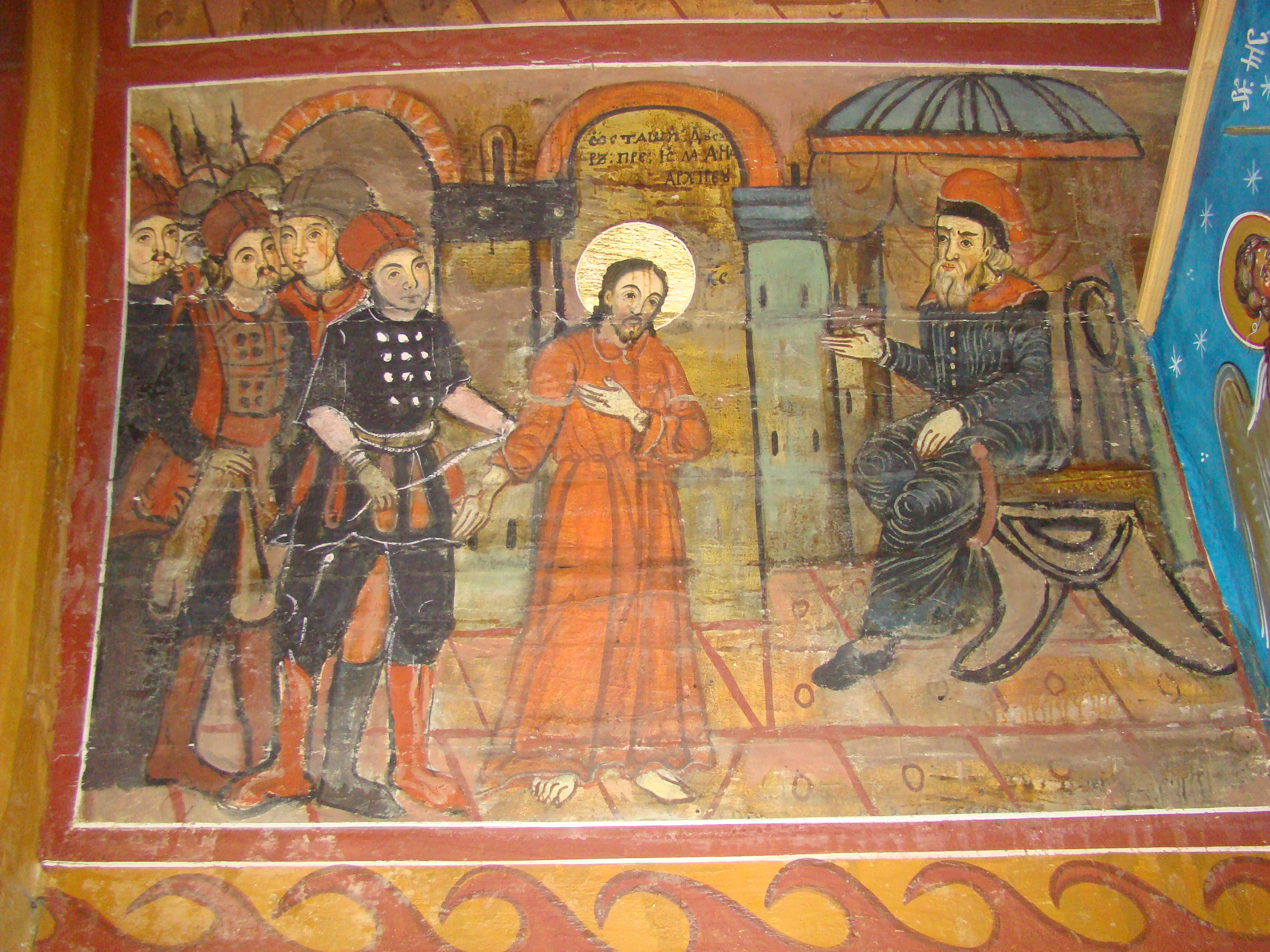
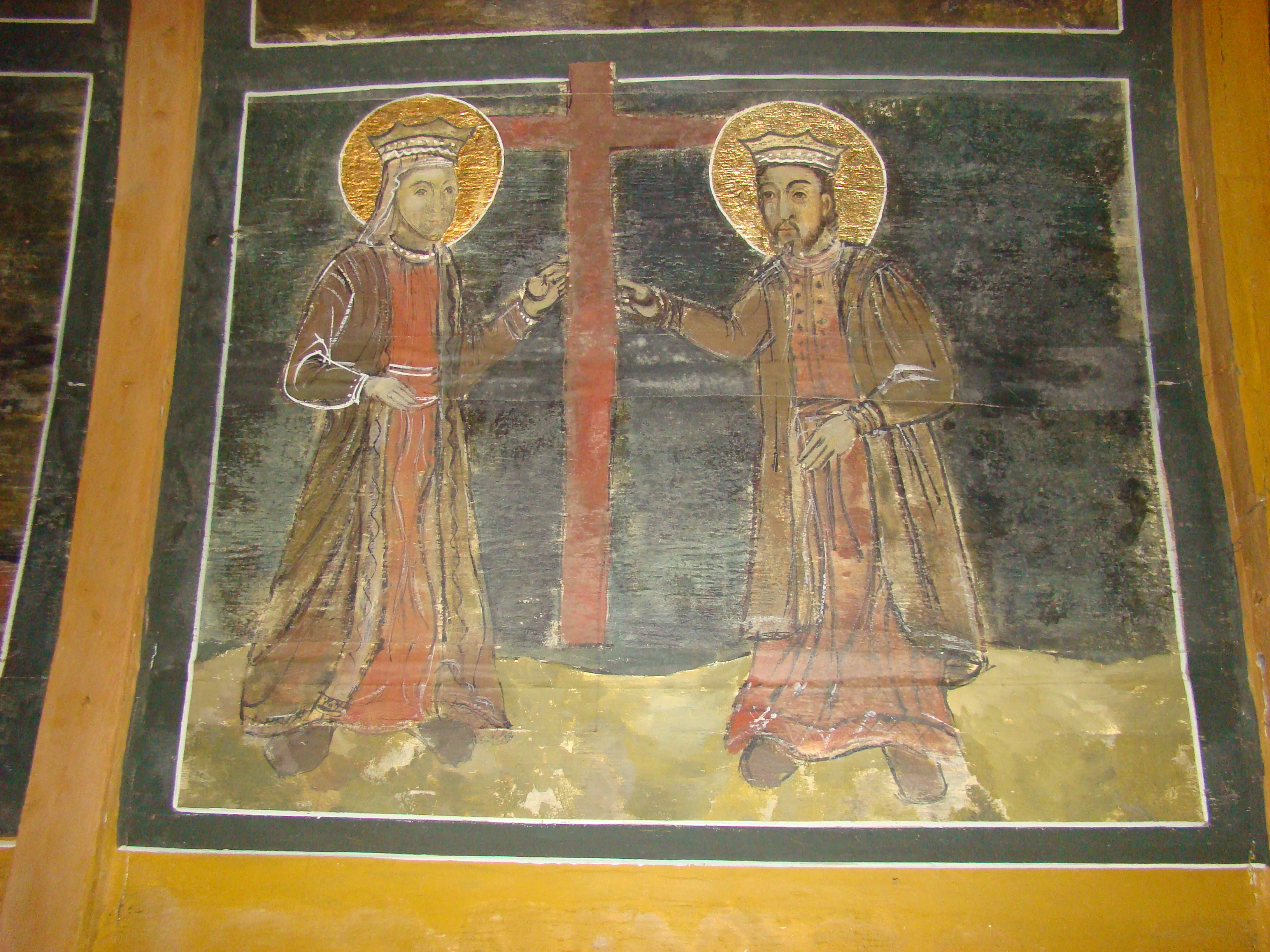
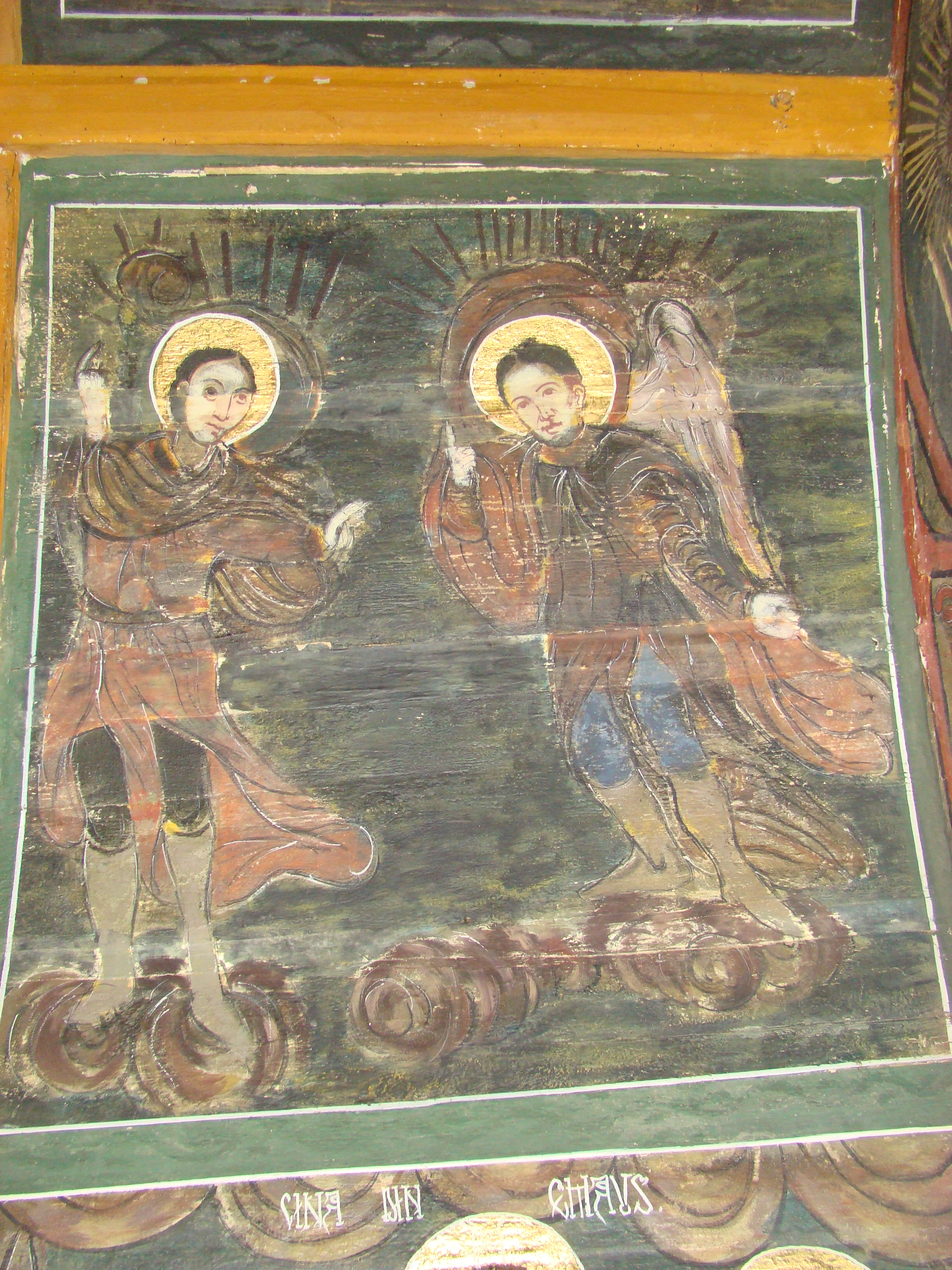
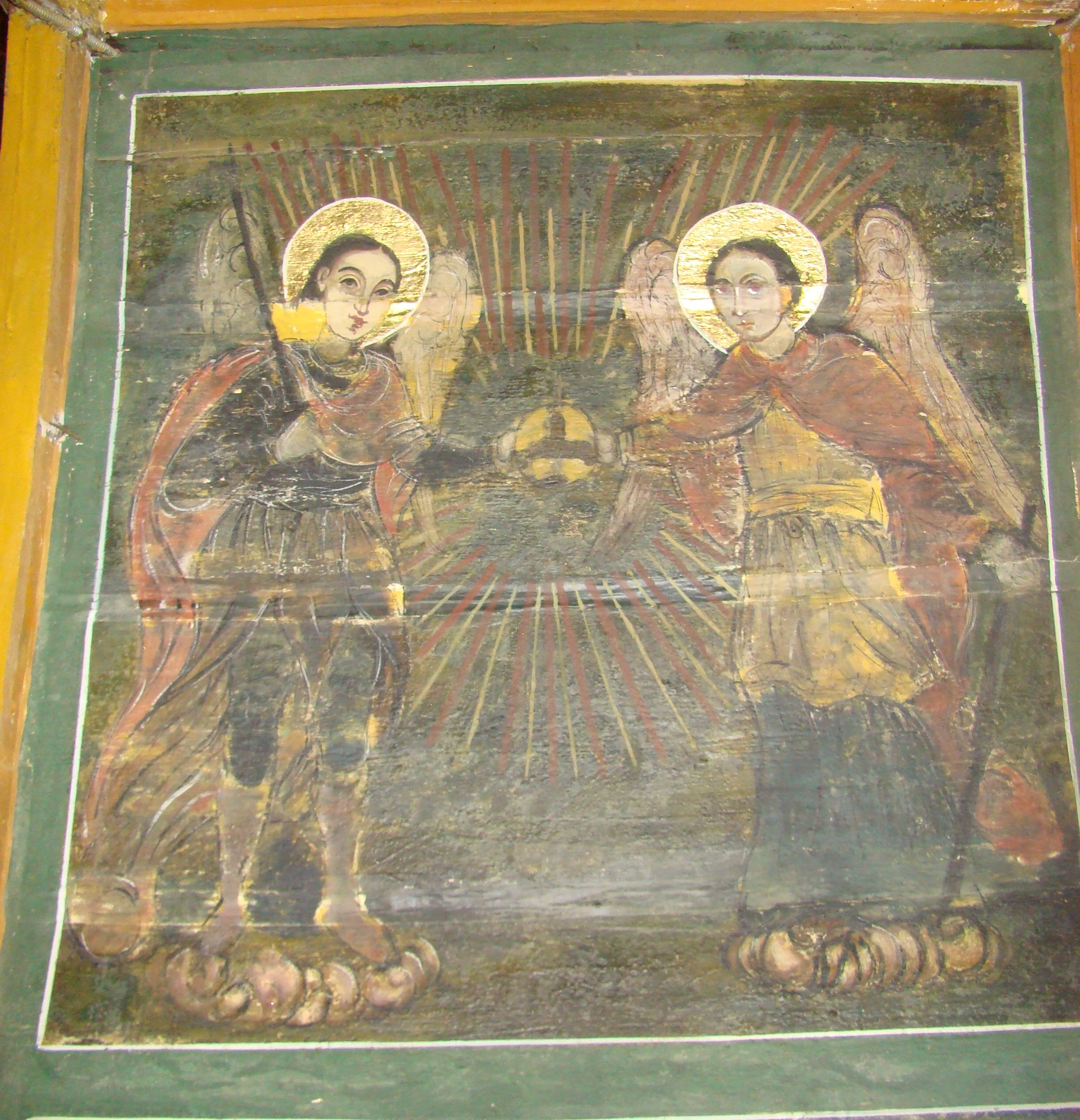
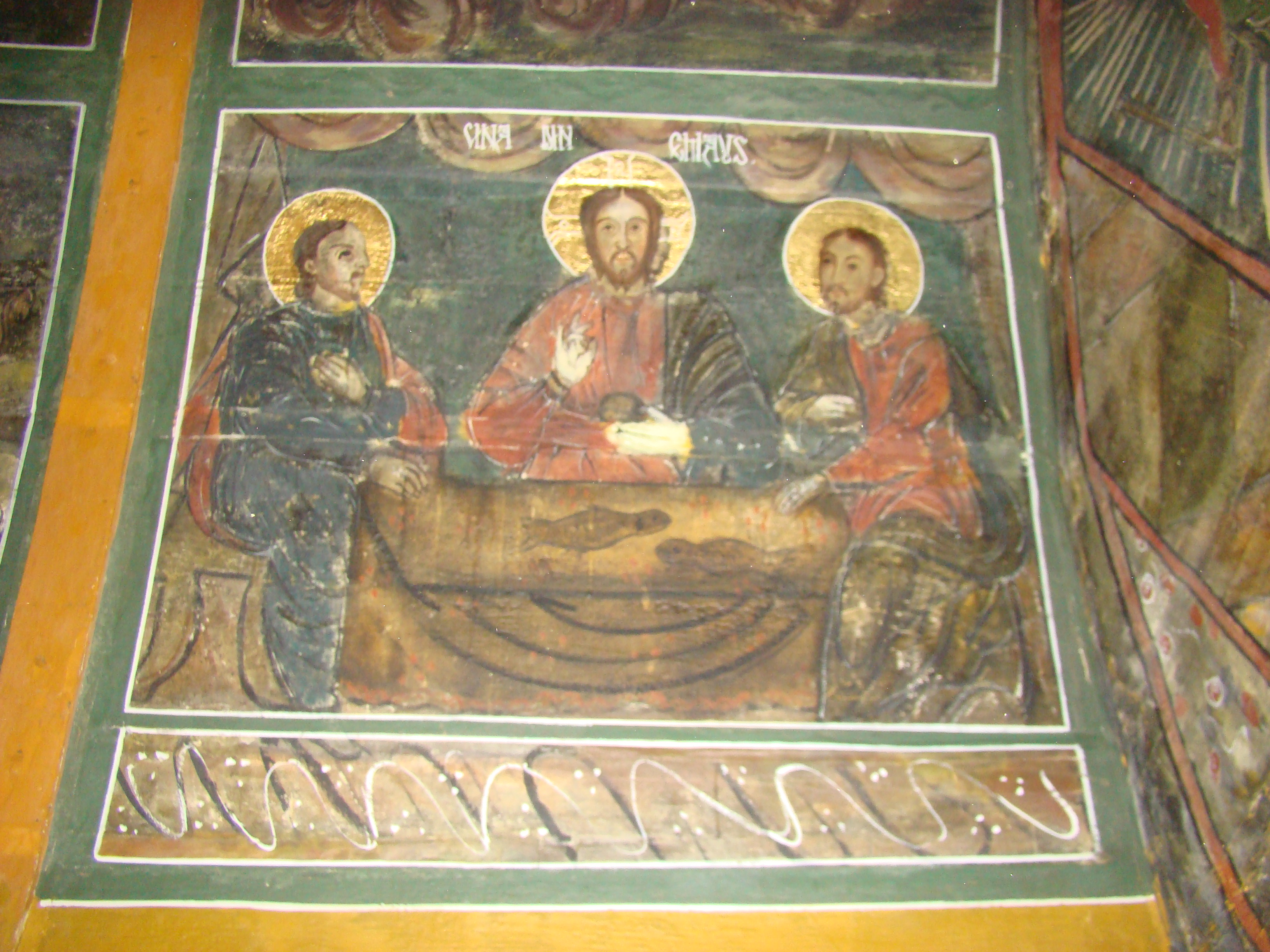
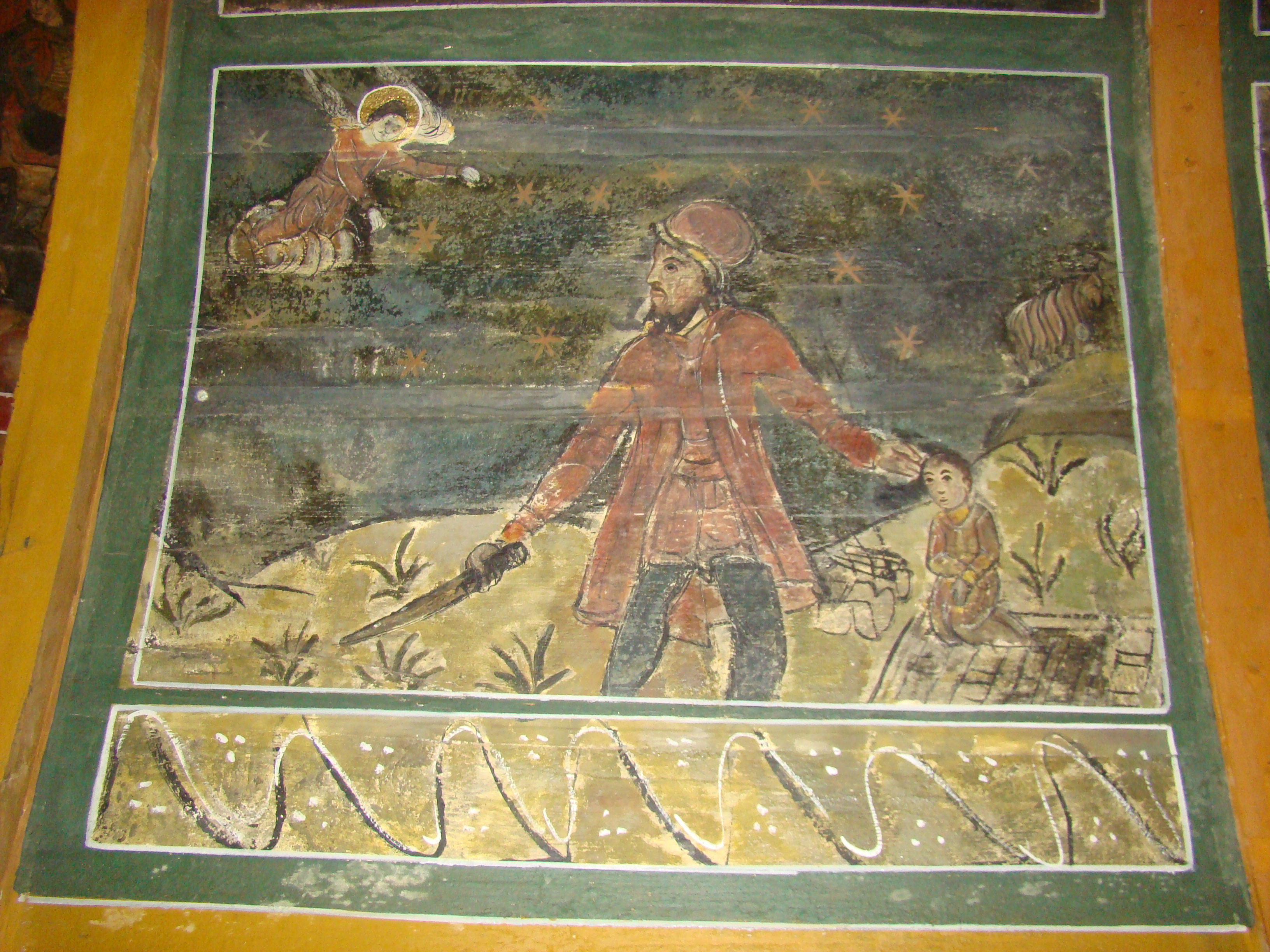
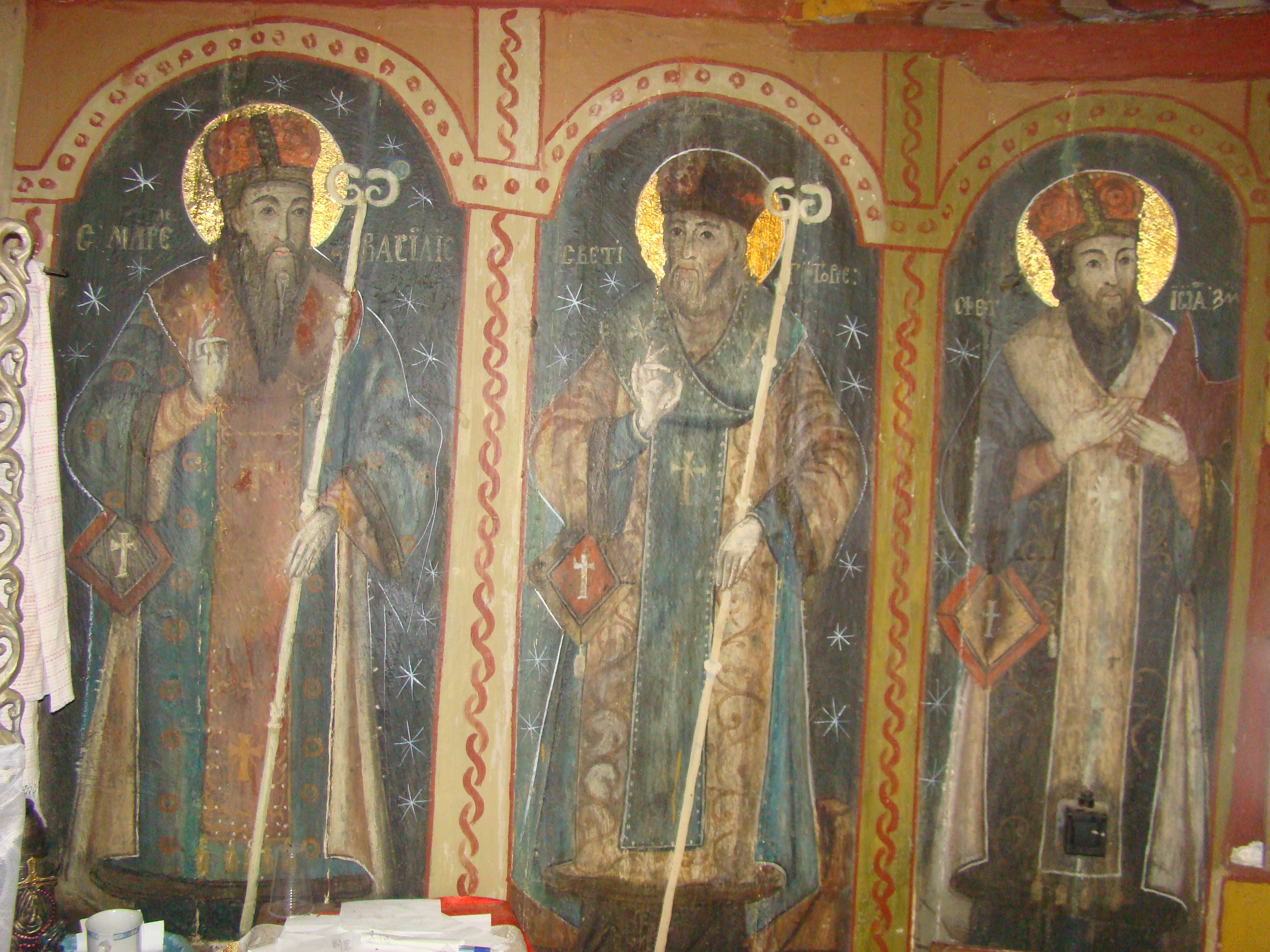
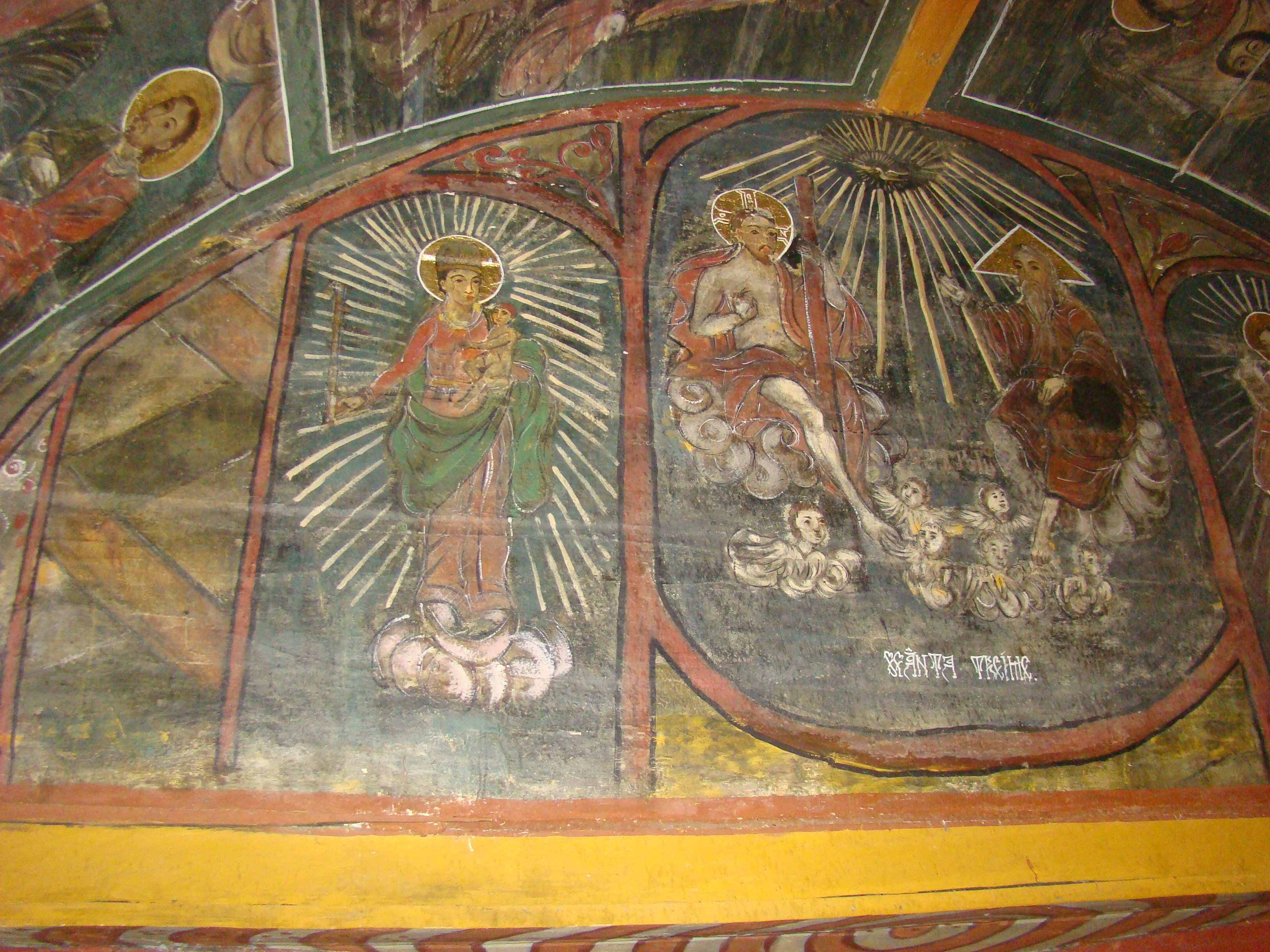
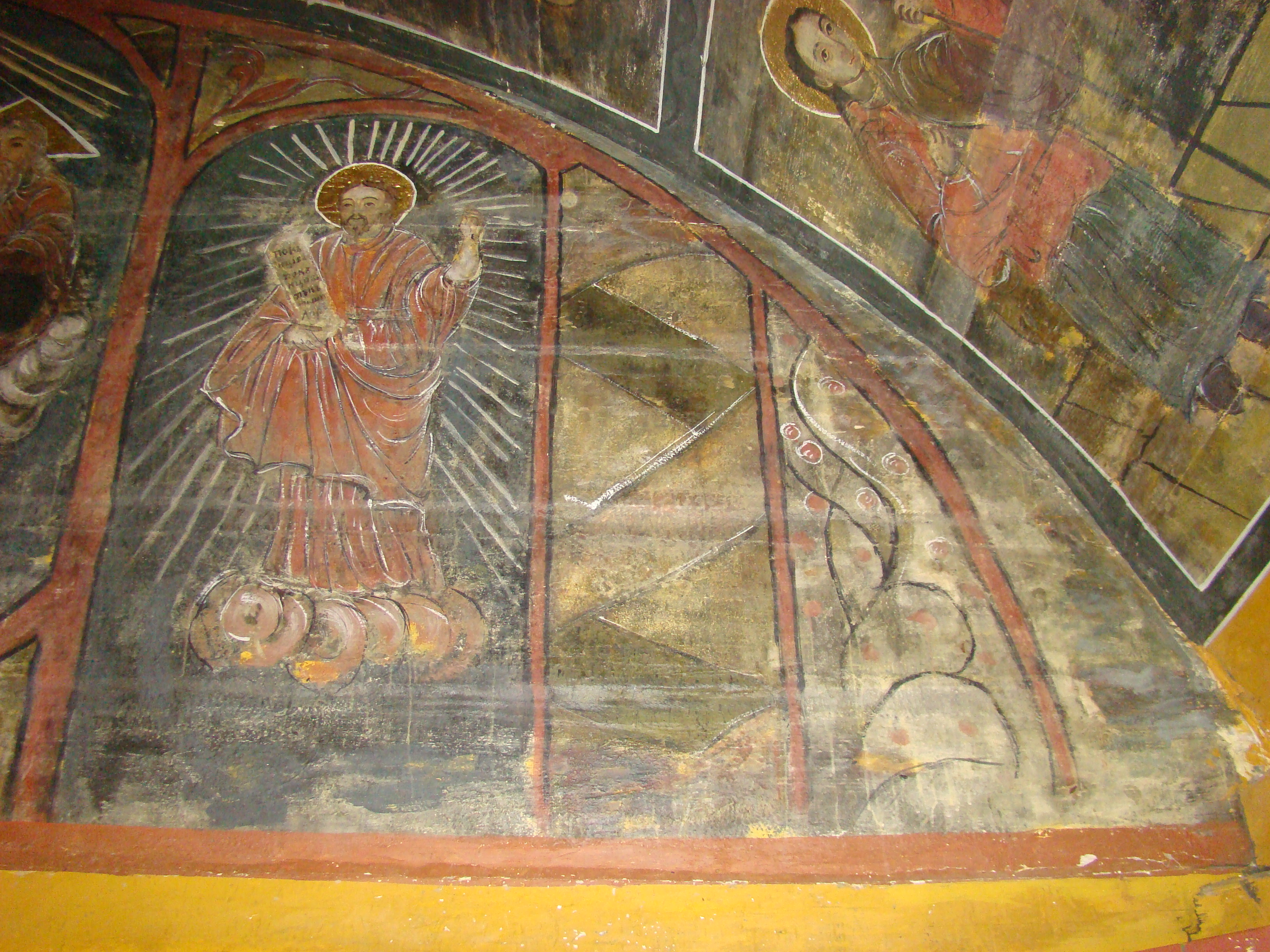
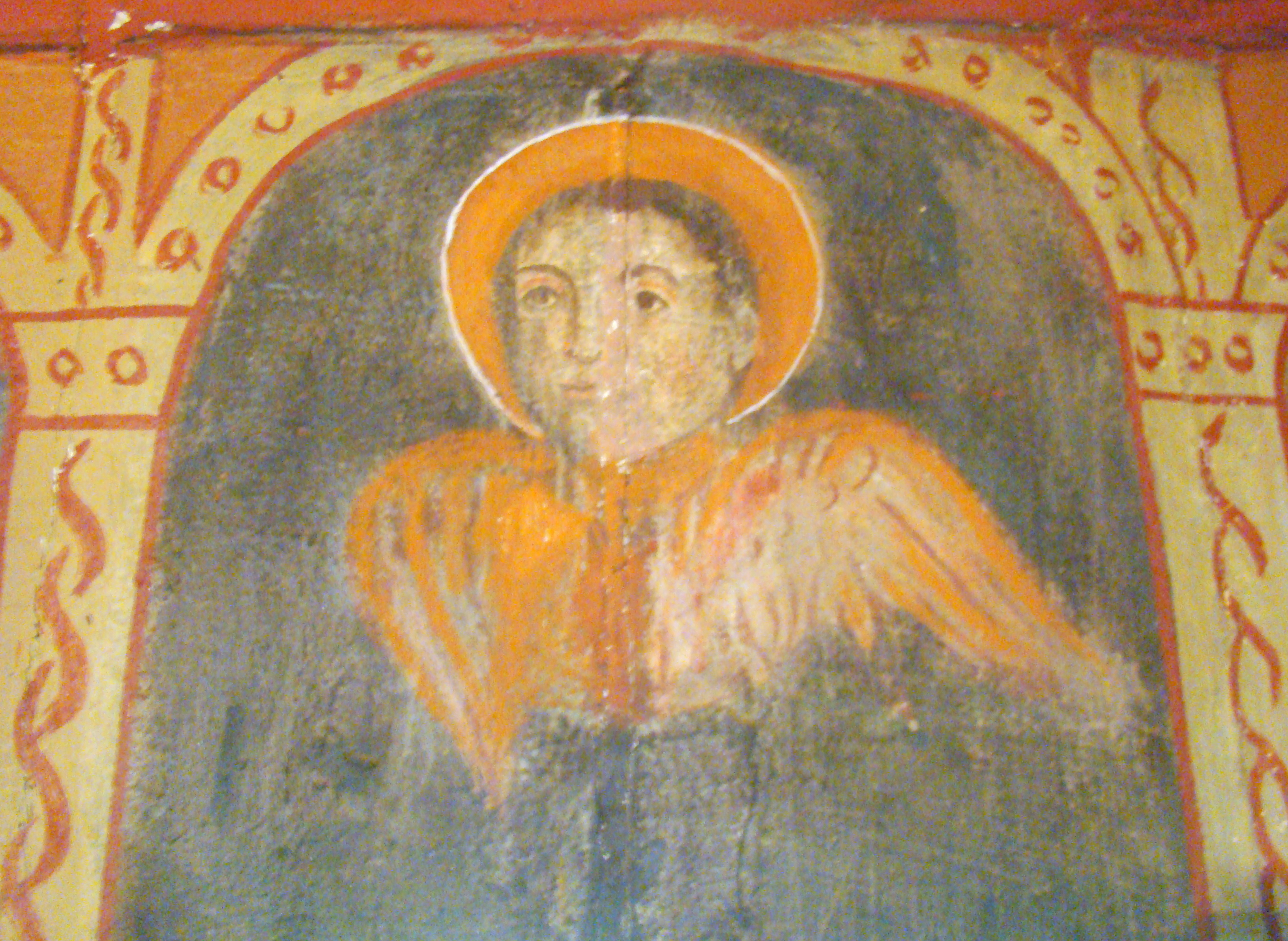
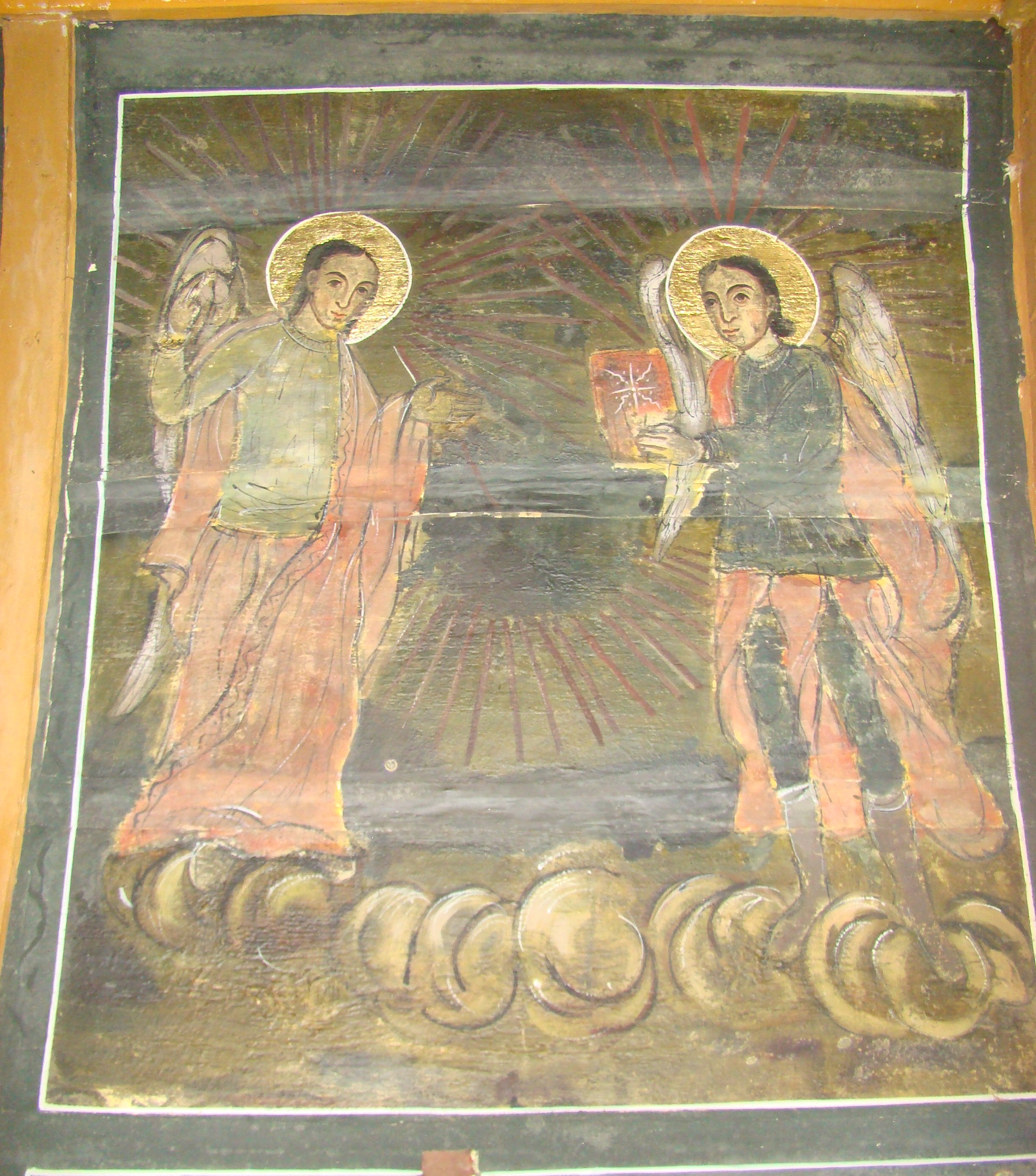
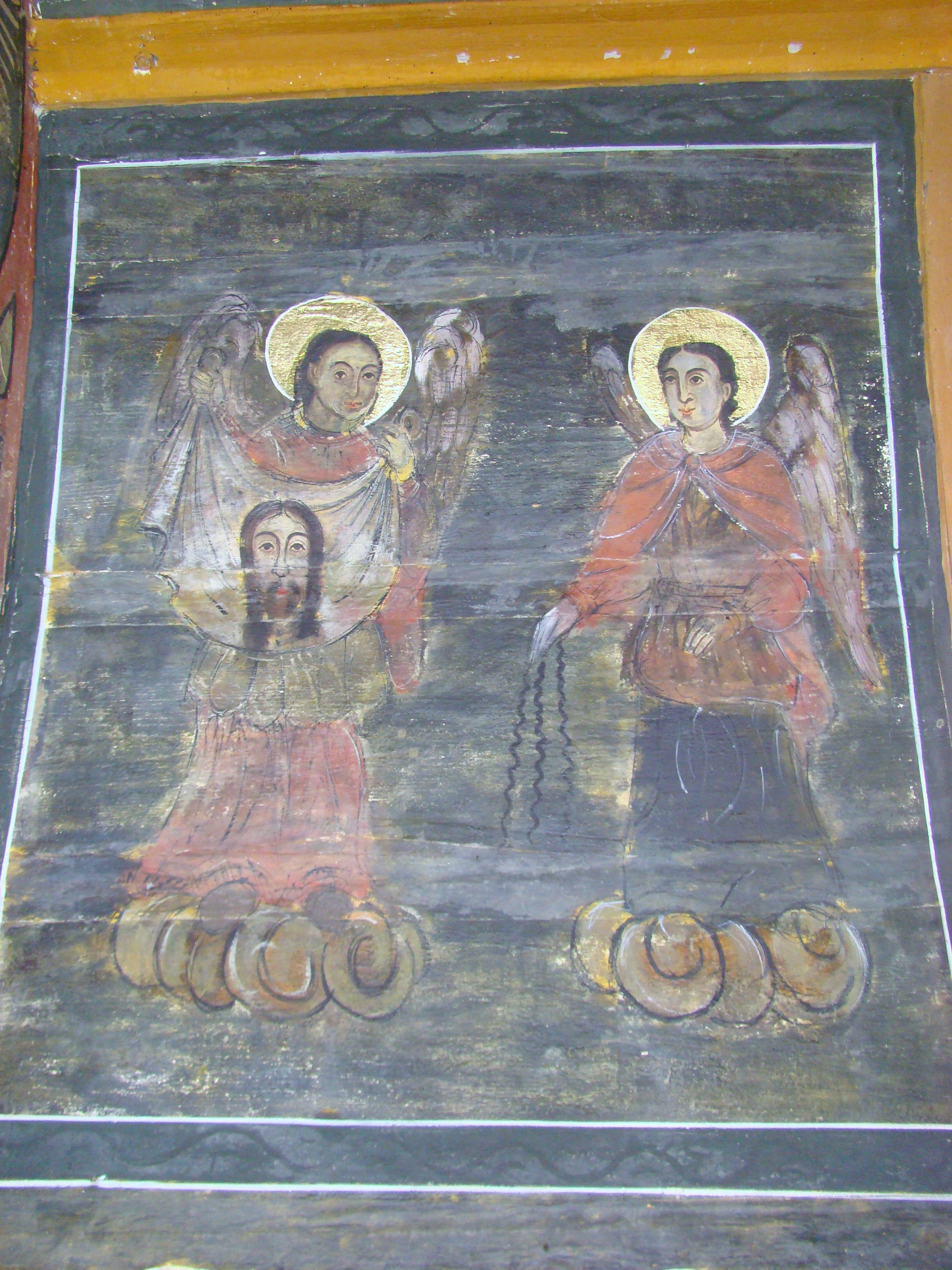
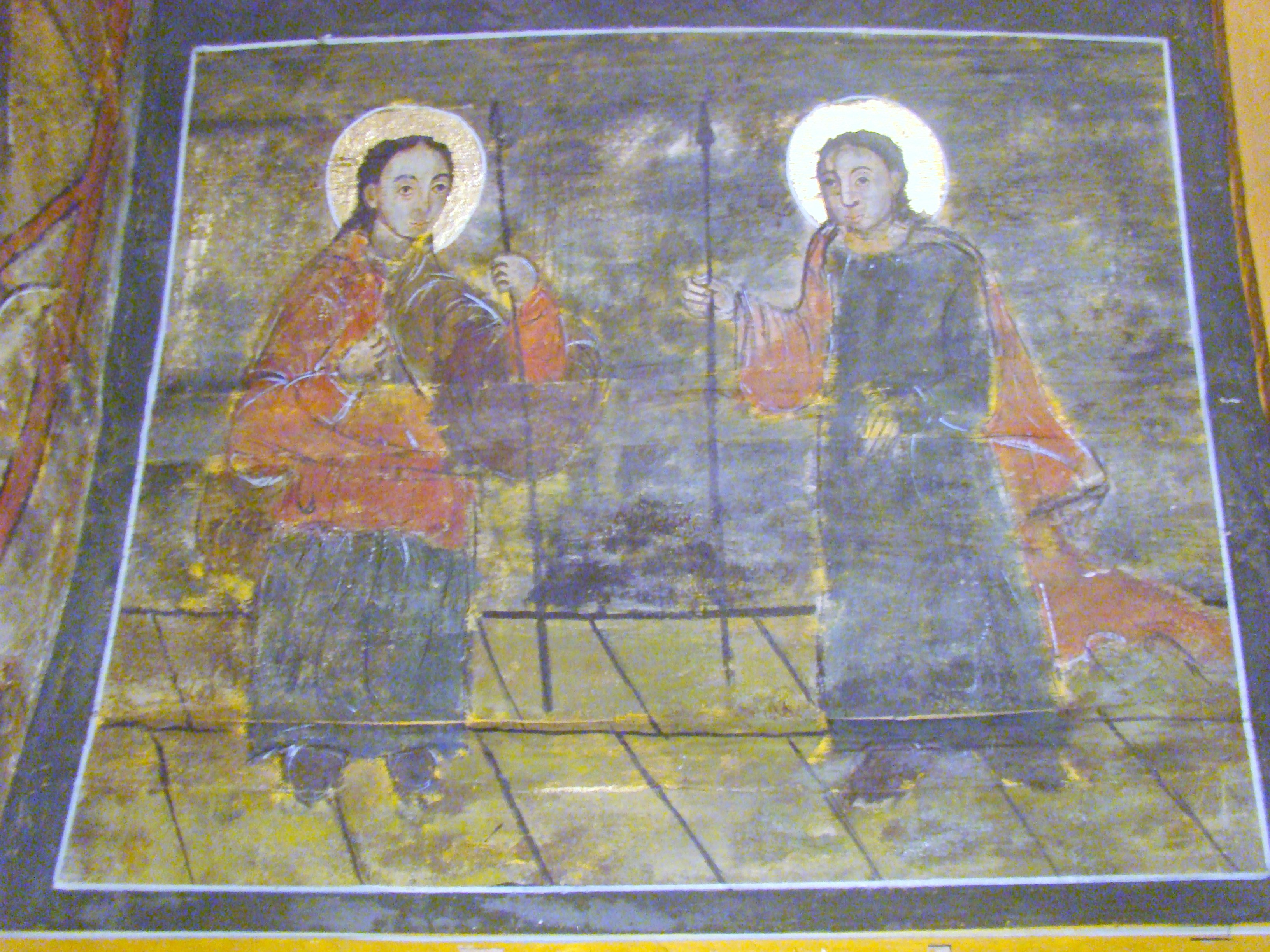